# Grosseto
Grosseto (AFI: /ɡrosˈseto/, ) è un comune italiano di 81 294 abitanti, capoluogo dell'omonima provincia in Toscana e principale città della Maremma.
Il primo abitato ha origine altomedievale, essendosi sviluppato tra il VII e il XII secolo, parallelamente al declino della vicina città etrusco-romana di Roselle, dalla quale ha ereditato la sede vescovile, nonché il potere amministrativo nel 1138. Dal punto di vista urbanistico, la città è uno dei pochi capoluoghi il cui centro storico è rimasto completamente circondato da una cerchia muraria, fatta erigere dai Medici nel XVI secolo e nell'insieme integra, che ha mantenuto pressoché immutato il proprio aspetto nel corso dei secoli.
Per superficie, risulta il comune più esteso della regione. A livello demografico il comune contava appena 4 724 abitanti subito dopo l'Unità d'Italia, iniziando da allora una crescita esponenziale che ha portato al superamento della soglia delle 70 000 unità nel 1991.

## Geografia fisica

### Territorio
(Geno Pampaloni, Fedele alle amicizie)

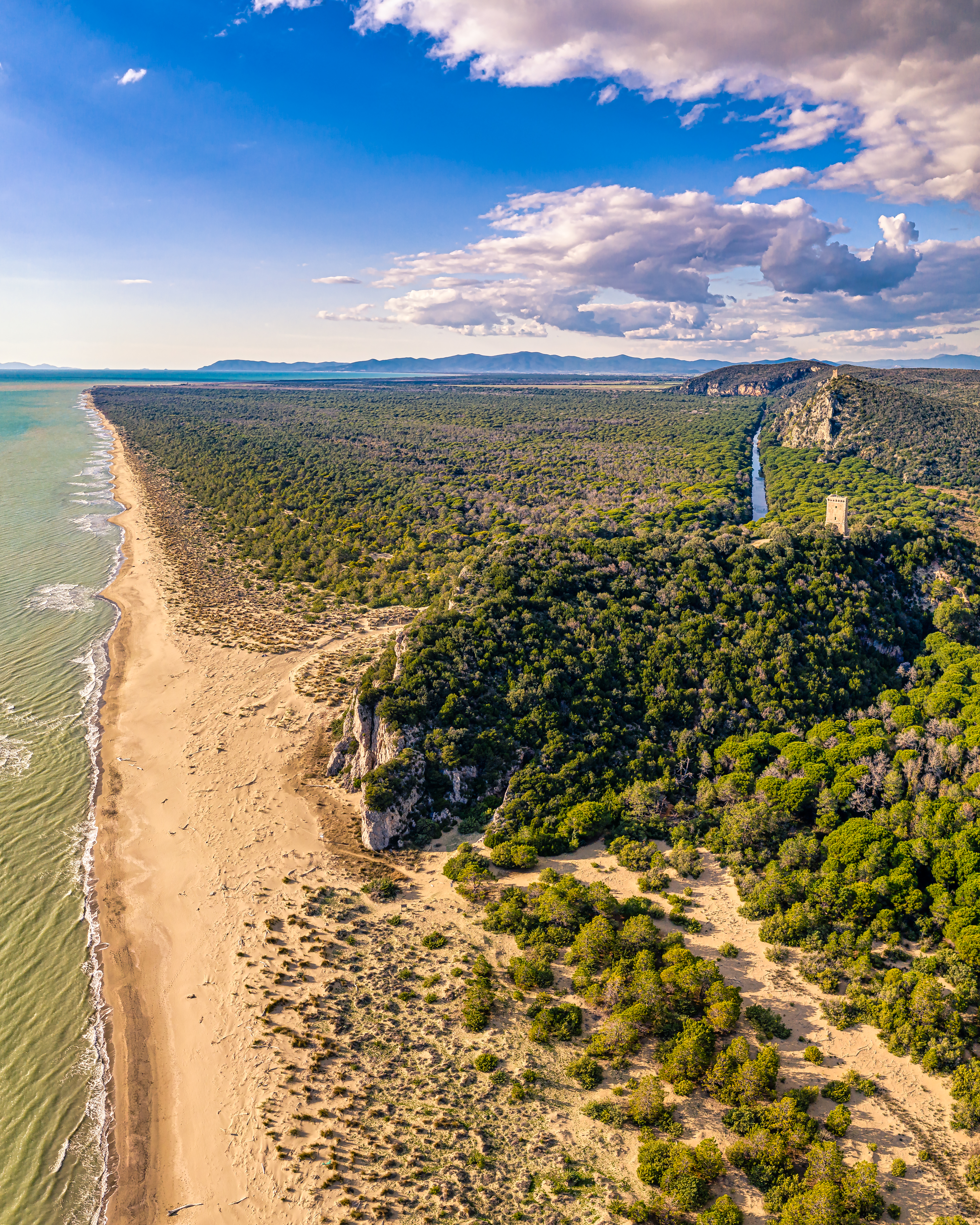
Il parco regionale della Maremma, parte del territorio comunale

La città è posta a circa 12 km dal mare (sul quale si affacciano le frazioni di Marina di Grosseto e Principina a Mare), al centro di una pianura alluvionale denominata Piana Grossetana, nel punto di confluenza della valle dell'Ombrone. In passato, gran parte dell'area pianeggiante era occupata dal lago Prile che si estendeva quasi fino alla parte occidentale della città. L'antico bacino lacustre costiero dalle caratteristiche palustri è quasi del tutto scomparso a seguito delle opere di canalizzazione rientranti nelle bonifiche settecentesche apportate dai Lorena, completate definitivamente tra gli anni 1920 e 1930 dal governo fascista.
Nella parte nord-orientale del territorio comunale, presso la moderna frazione di Roselle che è sorta nei pressi dell'antica città etrusco-romana, si trova una sorgente termale di acqua sulfurea, della stessa natura e origine che contraddistingue le più rinomate terme di Saturnia e le altre terme sparse tra il monte Amiata, l'area del tufo e le colline dell'Albegna e del Fiora.
Nella parte orientale e meridionale del territorio comunale scorre il fiume Ombrone, che con il suo corso prima costeggia la frazione di Istia d'Ombrone e poi lambisce alcuni quartieri della città (San Martino, Alberino, Crespi), per poi proseguire verso la foce situata all'interno del parco regionale della Maremma, denominata Bocca d'Ombrone.
La parte occidentale del territorio comunale è compresa nella riserva naturale Diaccia Botrona, area palustre che si estende dove sorgeva l'antico lago Prile, mentre l'area sud-occidentale rientra nel parco naturale della Maremma, dove si estende l'area palustre della Trappola e si elevano le prime propaggini dei monti dell'Uccellina a sud della foce dell'Ombrone.
Nel territorio comunale sono incluse anche le Formiche di Grosseto, nel cuore del parco nazionale dell'Arcipelago Toscano; gli isolotti e l'intero tratto di mare che bagna il litorale grossetano rientrano anche nell'area marina protetta europea del Santuario per i mammiferi marini.
Il centro cittadino si trova ad un'altezza di circa 10 metri s.l.m., mentre il restante territorio comunale si estende ad altitudini comprese tra il livello del mare e i 417 metri del poggio Lecci sui monti dell'Uccellina, dove sorgono l'abbazia di San Rabano e la torre dell'Uccellina; altro rilievo degno di nota è il poggio di Moscona (317 metri s.l.m.) che, con la sua caratteristica fortificazione, domina l'abitato di Roselle e l'intera città. Comunque, prendendo in esame soltanto le aree urbane e i centri abitati, l'altezza massima si registra a Montepescali con 222 metri d'altitudine.
Il territorio comunale si estende su un'area interamente classificata a sismicità molto bassa. Storicamente, sono stati pochi gli eventi sismici che hanno interessato la città e le sue frazioni, i cui epicentri erano comunque localizzati a distanza. Il terremoto più "forte" che si sia mai verificato a Grosseto fu quello della notte del 25 agosto 1909, che ebbe come epicentro Murlo: in quell'occasione i pur modesti effetti furono compresi tra il IV grado della scala Mercalli che si registrò nelle aree occidentali e meridionali del territorio comunale e il V grado della medesima scala che interessò il centro storico e le aree a nord e a est della città (nell'epicentro la magnitudo fu di 5,40 della scala Richter con l'VIII grado della Mercalli). Altri eventi che superarono la soglia delle scosse strumentali furono, per effetto decrescente, quello del 14 agosto 1846 con il IV grado della scala Mercalli (epicentro a Orciano Pisano ove si ebbe una magnitudo di 5,71 della scala Richter ed il IX grado della Mercalli), e quello del 12 febbraio 1905 che raggiunse il III-IV grado della Scala Mercalli (epicentro Santa Fiora con magnitudo 4,83 della scala Richter e VI grado della Mercalli).
- Classificazione sismica: zona 4 (sismicità molto bassa), Ordinanza PCM 3274 del 20/03/2003

### Clima
Il clima della città di Grosseto è mitigato dalla vicinanza del mare e presenta estati calde ma costantemente ventilate dalla brezza marina di ponente ed inverni non particolarmente freddi. Secondo la classificazione climatica proposta da Thornthwaite basata sul cosiddetto Moisture Index, la città di Grosseto è contraddistinta da un clima subarido C1, mesotermico B′2, con eccedenza moderata invernale s (deficit idrico tra aprile e settembre di circa 300 mm) e concentrazione estiva dell'efficienza termica b′4, caratteristiche comuni a gran parte della fascia costiera della Maremma grossetana e laziale.
A livello fitoclimatico, l'intero territorio comunale di Grosseto è includibile nella sottozona calda del Lauretum del 2º tipo, che interessa analogamente l'intero tratto costiero e l'entroterra pianeggiante e di bassa collina di tutta la provincia.
Le temperature medie annue si attestano attorno ai 15 °C nelle aree pianeggianti, con valori medi attorno agli 8 °C in gennaio e prossimi ai 24 °C in luglio.
Le precipitazioni, piuttosto contenute e concentrate soprattutto nel periodo autunnale, sono generalmente di breve durata, talvolta a carattere temporalesco. Mediamente, oscillano attorno ai 600 mm annui (valori minori lungo la fascia costiera, maggiori nell'entroterra continentale e collinare), distribuite tra i 60 e i 70 giorni. Seppur l'area risulti relativamente poco piovosa, la città subì gravi danni durante l'alluvione di Grosseto del 4 novembre 1966, mentre è rimasta ai margini rispetto alle aree maggiormente colpite dall'alluvione della Maremma grossetana del novembre 2012, quando si sono verificati allagamenti nelle frazioni orientali e meridionali, con isolamento delle frazioni di Rispescia e di Alberese per due giorni.
In base ai dati estrapolati dalle rilevazioni dell'eliofania in Italia, tra tutti i capoluoghi di provincia, Grosseto è una delle città che conta mediamente il maggior numero di giornate con cielo sereno nell'arco dell'anno. Risultano essere frequenti, specialmente durante la stagione primaverile ed estiva, ma talvolta anche in inverno, prolungati periodi di giornate soleggiate, soprattutto nell'area del territorio comunale che si affaccia sulla costa.
Le nevicate, eventi molto rari, si verificano in pianura solo in caso di un intenso e persistente raffreddamento al suolo, seguito da rapidissime discese di aria umida artica verso il Mar Tirreno, con conseguente innesco di venti insolitamente gelidi che concorrono a mantenere condizioni termometriche ideali per determinare precipitazioni nevose anche al livello del mare nell'area grossetana (storici eventi accaduti nel febbraio 1956, nel gennaio 1985 e il 29 dicembre 1996). Tra il 2001 e il 2012, in base ai rilevamenti nivometrici effettuati presso la stazione meteorologica dell'Aeronautica Militare, gli accumuli nevosi medi annui si attestano a 0,83 cm; l'evento con accumulo più rilevante del nuovo millennio risulta quello con 5 cm di accumulo nelle prime ore del 16 gennaio 2002 (altre nevicate con accumulo si sono verificate il 26 febbraio 2001 e il 10 febbraio 2012 con 2 cm in entrambe le occasioni e il 2 febbraio 2010 con 1 cm di accumulo nelle prime ore della giornata).
La nebbia risulta un fenomeno rarissimo e di breve durata, mediamente si verifica 3-4 volte all'anno e soltanto nelle prime ore del mattino. La scarsità di tale fenomeno favorisce l'elevata eliofania.
- Classificazione climatica: zona D, 1550 GG
- Diffusività atmosferica: media, Ibimet CNR 2002

#### Stazioni meteorologiche
Nel territorio comunale sono ubicate tre stazioni meteorologiche: la stazione meteorologica di Grosseto Aeroporto, ufficialmente riconosciuta dall'organizzazione meteorologica mondiale, la stazione meteorologica di Grosseto Centro e la stazione meteorologica di Alberese (queste ultime due non ancora contrassegnate da codice WMO e/o codice ICAO).
Nella tabella sottostante sono riportati i valori climatologici medi relativi al trentennio di riferimento climatico 1961-1990, oltre ai valori estremi mensili di temperatura registrati dal 1951 in poi presso la stazione meteorologica di Grosseto Aeroporto del Servizio Meteorologico dell'Aeronautica Militare. Non è da escludersi, vista la non facile reperibilità dei dati antecedenti al 1950, che si siano verificate precedentemente temperature massime più elevate o minime più basse dei valori assoluti annuali e mensili ivi riportati.
| Grosseto Aeroporto    | Mesi         | Mesi         | Mesi        | Mesi        | Mesi        | Mesi        | Mesi        | Mesi        | Mesi        | Mesi        | Mesi        | Mesi         | Stagioni | Stagioni | Stagioni | Stagioni | Anno  |
| Grosseto Aeroporto    | Gen          | Feb          | Mar         | Apr         | Mag         | Giu         | Lug         | Ago         | Set         | Ott         | Nov         | Dic          | Inv      | Pri      | Est      | Aut      | Anno  |
| --------------------- | ------------ | ------------ | ----------- | ----------- | ----------- | ----------- | ----------- | ----------- | ----------- | ----------- | ----------- | ------------ | -------- | -------- | -------- | -------- | ----- |
| T. max. media (°C)    | 11,9         | 13,0         | 15,1        | 17,9        | 22,2        | 26,4        | 29,9        | 29,8        | 26,5        | 21,7        | 16,2        | 12,6         | 12,5     | 18,4     | 28,7     | 21,5     | 20,3  |
| T. min. media (°C)    | 2,7          | 3,3          | 4,6         | 6,8         | 10,2        | 13,9        | 16,7        | 17,1        | 14,7        | 11,2        | 6,8         | 3,7          | 3,2      | 7,2      | 15,9     | 10,9     | 9,3   |
| T. max. assoluta (°C) | 19,9 (1955)  | 22,6 (1991)  | 25,6 (1989) | 28,4 (2007) | 33,6 (1953) | 39,0 (2003) | 38,8 (2004) | 40,2 (1958) | 36,2 (1982) | 30,6 (2001) | 27,0 (2004) | 20,2 (1954)  | 22,6     | 33,6     | 40,2     | 36,2     | 40,2  |
| T. min. assoluta (°C) | −13,2 (1985) | −13,0 (1991) | −7,7 (1956) | −2,6 (1970) | −0,2 (1957) | 5,2 (1962)  | 8,8 (1993)  | 10,0 (1972) | 6,6 (1957)  | −0,6 (1970) | −5,2 (1973) | −10,0 (1996) | −13,2    | −7,7     | 5,2      | −5,2     | −13,2 |
| Precipitazioni (mm)   | 64,1         | 56,7         | 56,2        | 49,6        | 39,9        | 27,1        | 20,2        | 37,4        | 64,5        | 86,8        | 93,8        | 64,9         | 185,7    | 145,7    | 84,7     | 245,1    | 661,2 |
| Giorni di pioggia     | 7            | 6            | 7           | 7           | 5           | 3           | 2           | 3           | 4           | 6           | 9           | 7            | 20       | 19       | 8        | 19       | 66    |

## Storia
(Emanuele Repetti, Dizionario Geografico Fisico Storico della Toscana, 1835)

### Età antica

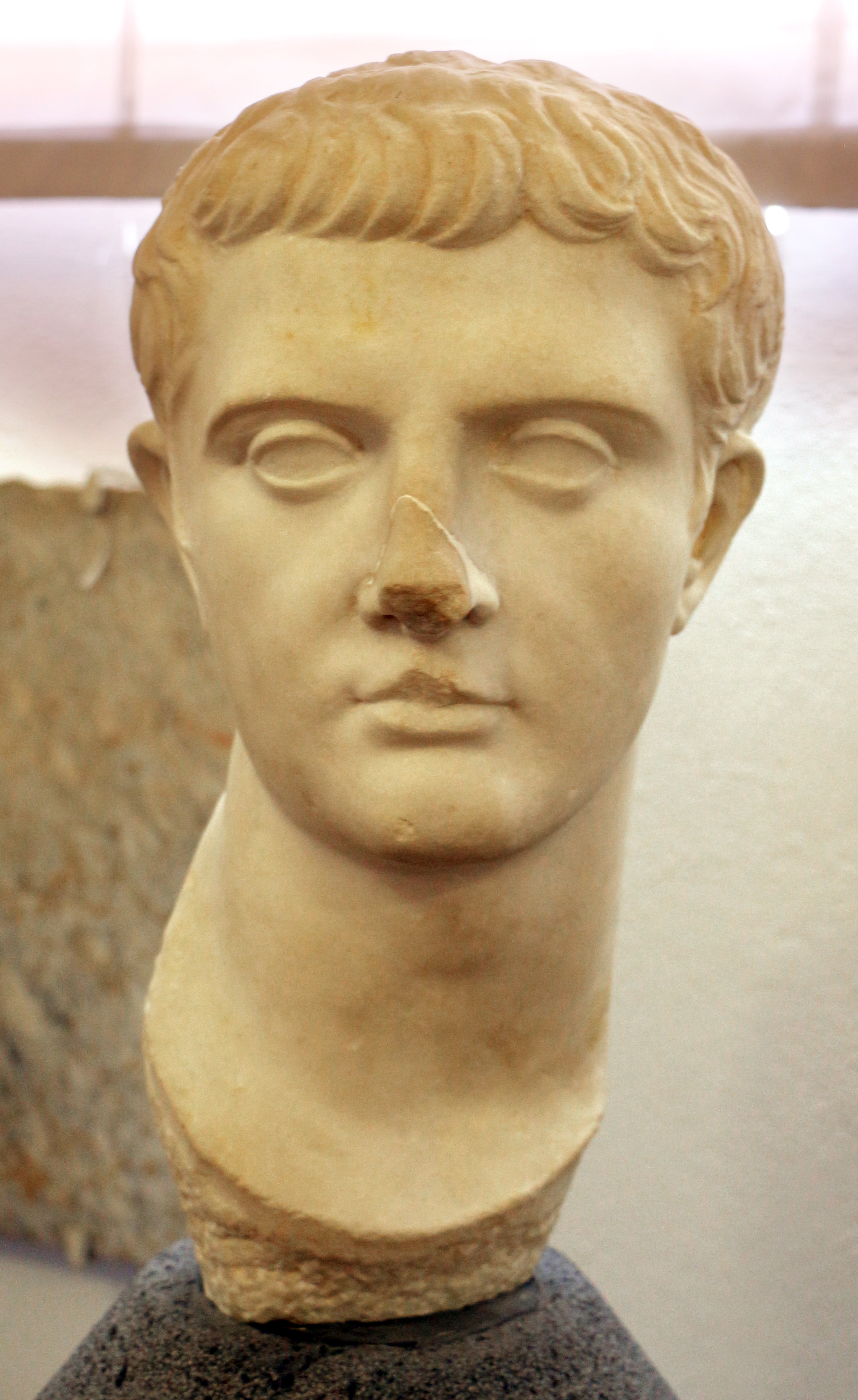
Il Druso di Roselle

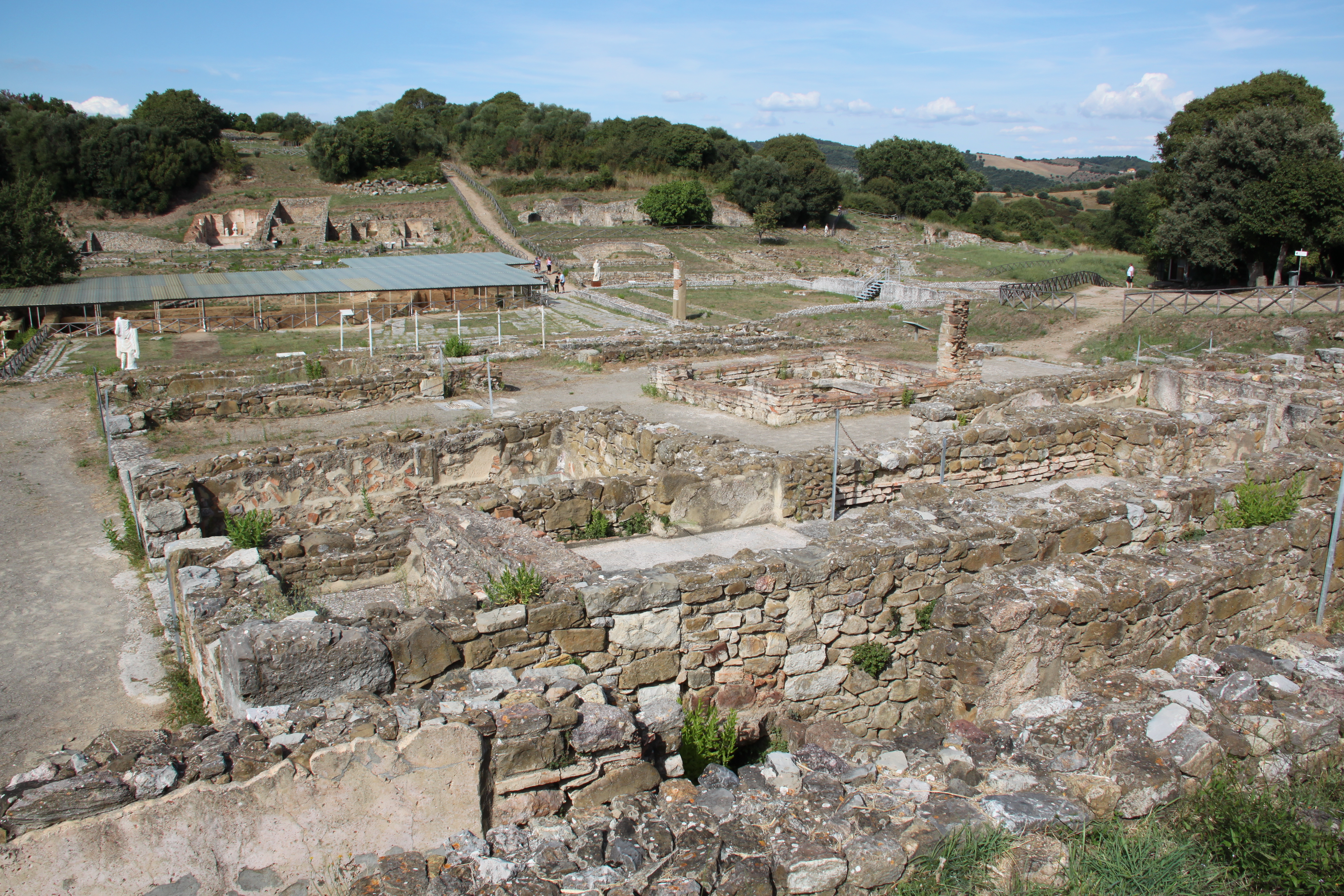
I ruderi della città di Roselle

La prima menzione della città di Grosseto risale ad un documento dell'anno 803 in cui il vescovo di Lucca Iacopo cede a Ildebrando Aldobrandeschi la chiesa di San Giorgio situata in «loco Grossito», mentre nel 973 è attestata nuovamente come «curtis cum castrum».
Tuttavia, l'intero territorio comunale è abitato sin dal periodo preistorico, come è visibile dai resti in alcune grotte situate presso i monti dell'Uccellina, tra la località di Alberese e la foce del fiume Ombrone, nel Parco naturale della Maremma: in particolare, nella Grotta della Fabbrica e nella Grotta dello Scoglietto sono venuti alla luce reperti risalenti rispettivamente al Paleolitico e all'Età del Rame e del Bronzo.
Sicuramente la città di Grosseto, nel luogo in cui la conosciamo oggi, non esisteva nel periodo etrusco, quando invece l'intera area faceva parte della città di Roselle, importante centro abitato a pochi chilometri a nord dell'attuale città. Nel VI secolo a.C., periodo di maggiore splendore di Roselle, sono documentati rapporti commerciali con altre città etrusche di rilievo, quali Vetulonia, Populonia e Vulci, in quanto membro della dodecapoli etrusca. Fiorente città che governava un vasto territorio che andava dal mare al Monte Amiata, combatté nella guerra contro Tarquinio Prisco insieme agli altri popoli latini, finendo poi conquistata dai romani nel 294 a.C. e diventando municipio romano. Nel 205 a.C. contribuì alla fornitura di grano e legna per la flotta di Scipione l'Africano durante la seconda guerra punica. Sotto l'impero divenne colonia e conobbe un periodo di grande splendore con la costruzione del foro, della basilica, anfiteatro e terme. Nel V secolo fu eretta a sede vescovile (prima attestazione nel 499).

### Età medievale

Stemma degli Aldobrandeschi

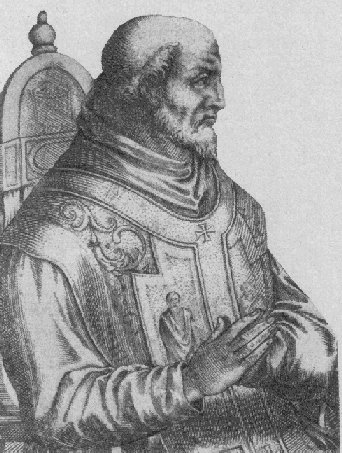
Papa Innocenzo II

La decadenza di Rusellae iniziò nel VI secolo, invasa dalle popolazioni barbare provenienti dal nord. Con la fine del VI secolo Roselle era uno dei residui capisaldi bizantini della Tuscia, la conquista longobarda risale infatti ai primi anni del VII secolo. È in questo periodo che probabilmente si è venuto a formare il primo nucleo del villaggio di Grosseto, che alcuni studi vogliono identificare nell'area nel ventunesimo secolo compresa tra piazza della Palma e piazza dei Martiri d'Istia. Pur continuando ad essere sede vescovile, Roselle risultava pressoché disabitata, mentre a valle lungo il fiume Ombrone andava a formarsi la comunità di Grosseto che cresceva sempre più di numero.
Nel 1137 si verificò l'assedio portato alla città dalle truppe tedesche del duca Arrigo di Baviera, intervenute per contrastare il forte dissidio portato avanti dai cittadini grossetani verso l'imperatore dell'epoca, culminato anche con mancato pagamento di tasse. Infine, papa Innocenzo II, che aveva trascorso del tempo in Maremma tra il 1133 e il 1137, decise di trasferire a Grosseto la sede vescovile, dando alla comunità il titolo di civitas. Il 9 aprile 1138, con la bolla Sacrosancta Romana Ecclesia, papa Innocenzo II decretò la nascita della diocesi di Grosseto.
Grosseto ormai città a tutti gli effetti, acquisì una nuova fisionomia caratterizzata da costruzioni di pietra e laterizio che soppiantarono con la fine del XII secolo l'edilizia povera di origine altomedievale e fu ben presto una delle roccaforti principali della potente famiglia degli Aldobrandeschi: la sua posizione centrale nella piana che diradava sul mar Tirreno e la vicinanza alle principali saline dal litorale (Castiglione, Querciolo) la rendevano particolarmente adatta per il commercio. Dopo un primo giuramento unilaterale di fedeltà a Siena, sebbene non sia possibile escludere a priori impegni corrispettivi da parte di quest'ultima di cui si sia persa memoria, per il controllo della dogana del sale, fatto dal popolo grossetano nel 1151, gli Aldobrandeschi furono costretti a studiare un piano che garantisse loro la permanenza al potere e, al tempo stesso, il riconoscimento di una larga autonomia alla città.
Dopo alcuni decenni di stallo, si giunse al riconoscimento formale del comune proprio agli inizi del XIII secolo e, nel 1204, venne approvato il primo statuto, la cosiddetta Carta delle Libertà, dove erano stabilite le relazioni di tipo socioeconomico e giurisdizionale tra i conti e i cittadini di Grosseto e in particolare la facoltà, per questi ultimi, di eleggere dei consoli sicuti antiquitus consuevit, istituzionalizzando, quindi, quello che era da tempo uno stato di fatto esistente fin dagli ultimi decenni del 1100. Nel 1222 venne confermata la possibilità ai cittadini di nominare i consoli, un podestà e i consiglieri; tale provvedimento portò i Grossetani a ripudiare l'atto di giuramento fatto a Siena il secolo precedente. Dopo un tentativo dei Senesi di ristabilire l'ordine, con l'assedio del 1224  (con il concorso degli Aldobrandeschi che si obbligarono a rimanere nel loro palazzo munito di torre e a combattere contro i cittadini grossetani), il libero comune di Grosseto assumeva nel corso del tempo sempre più autonomia, grazie anche alla progressiva diminuzione delle prerogative degli Aldobrandeschi a cui faceva da contraltare l'ingombrante presenza di Siena, in un sistema di alleanza senese-grossetana (1251, 1262, 1277) con quest'ultima in posizione predominante. Fu in questi anni, tra il 1243 e il 1246, che l'imperatore Federico II di Svevia raggiungeva Grosseto per trascorrervi l'intera stagione invernale, grazie al clima mite e ad estese aree umide attorno alla città, dove poteva praticare la caccia e la falconeria: nel marzo del 1246 Federico II abbandonò precipitosamente la città dopo essere stato informato della congiura di Capaccio, evento ricordato anche da un'iscrizione sulla facciata di Palazzo Aldobrandeschi.
Gli Aldobrandeschi cercarono di riconquistare i domini perduti provocando come reazione, nel febbraio del 1260,  l'assedio della città da parte delle truppe di Re Manfredi (guidate da Giordano D'Agliano) e di Siena, al fine di pacificare l'area. Ottenuto il controllo del centro urbano, Re Manfredi gli concesse un ampio privilegio e prese sotto la sua protezione la città e i suoi abitanti, confermando loro anche la possibilità di eleggere un podestà come da consuetudine e mettendola al riparo dalle mire senesi di acquisirne il controllo. Grosseto si schierò a fianco di Siena nella battaglia di Montaperti e due suoi ambasciatori presenziarono alle trattative di pace tra Senesi e Fiorentini, a Castelfiorentino nel novembre 1260. Nel 1266 gli Aldobrandeschi si impadronirono della città grazie all'aiuto dell'esercito di Orvieto, di alcuni fuoriusciti senesi, dei conti Pannocchieschi e con il probabile contributo di molti cittadini grossetani nel tentativo di sottrarla all'orbita politica senese ma i Senesi sei giorni dopo presero il controllo della città scacciando gli Orvietani. L'anno successivo il papa Clemente IV scomunicò la città, insieme a Siena, Pisa e San Miniato.
Bino degli Abati del Malia, visconte di Batignano, feudatario degli Aldobrandeschi, approfittò di una crisi interna che Siena stava vivendo nel 1310 per guidare una rivolta e cacciare i Senesi da Grosseto. Nel 1312, iniziò il lungo dominio degli Abati del Malia sulla città maremmana, che fu riconosciuto pure da Siena con una trattativa di pace tra la Repubblica e i conti di Santa Fiora il 17 aprile 1317.
Il comune di Grosseto quindi mantenne la sua autonomia e la iurisdictio sul proprio ampio distretto ancora fino all'inizio del quarto decennio del Trecento. Nel 1324 il giurista Cino da Pistoia prese in esame lo status giuridico delle relazioni tra le due città ed escluse l'inserimento perpetuo della città di Grosseto nella giurisdizione senese. Nei trattati di pace negoziati tra Pisa e le città guelfe di Toscana, Grosseto è compresa tra queste ultime come città alleata di Siena. In questo periodo (antecente alla grande peste del 1348) la popolazione della città è stimabile tra 7000 e 8 000 abitanti.
Dopo aver recuperato temporaneamente la libertà, la città di Grosseto si trovò assediata nel settembre 1328 dalle truppe di Ludovico il Bavaro e dell'antipapa Niccolò V, di ritorno da Roma, che chiedevano viveri, doni e fedeltà e obbedienza all'imperatore. Al rifiuto e alla difesa dei grossetani, l'imperatore, non riuscendo a espugnare la città, dovette ritirarsi dopo quattro giorni di assedio.
Nel corso del XIV secolo la città subì una o due disastrose alluvioni (1308 e 1333) che allontanarono dalla città il corso dell'Ombrone, privandola del suo porto fluviale. Negli stessi anni, fra il 1334 e il 1336, scacciati gli Abati del Malia, lo Stato di Siena conquistò definitivamente Grosseto, inserendola nel suo stato come città capitolata, ed estese il suo dominio su tutta la Toscana meridionale. La serie negativa di eventi non si era però esaurita: la micidiale epidemia di peste nera che devastò l'Europa fra il 1347 e il 1350 raggiunse nel 1348 la Toscana: è stato calcolato che i morti furono fra il 30% e il 50% della popolazione delle zone colpite. La Maremma, caratterizzata in tutti i tempi da una densità demografica tendenzialmente bassa, subì un vero tracollo demografico da cui non sarebbe riuscita a riprendersi fino al XX secolo.
Negli anni 1355 e 1356 si ebbero gli ultimi, effimeri, tentativi di ribellione al dominio senese che Siena stroncò in breve tempo, costringendo i Grossetani a rinunciare a tutti i privilegi che si competevano al comune di Grosseto in virtù di qualsivoglia concessione e sui quali fondavano le loro aspirazioni di indipendenza.

### Età moderna

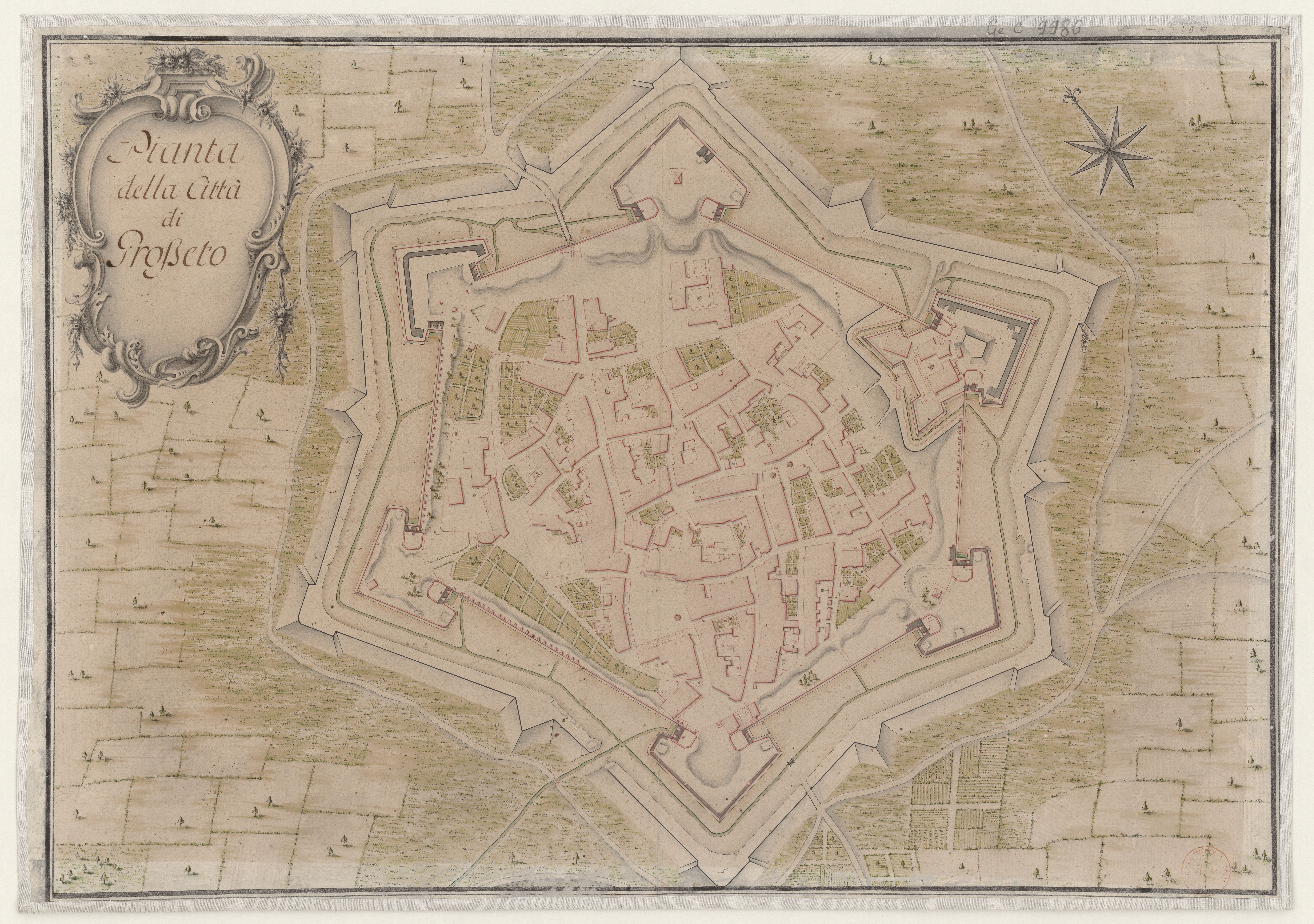
La città dentro le mura

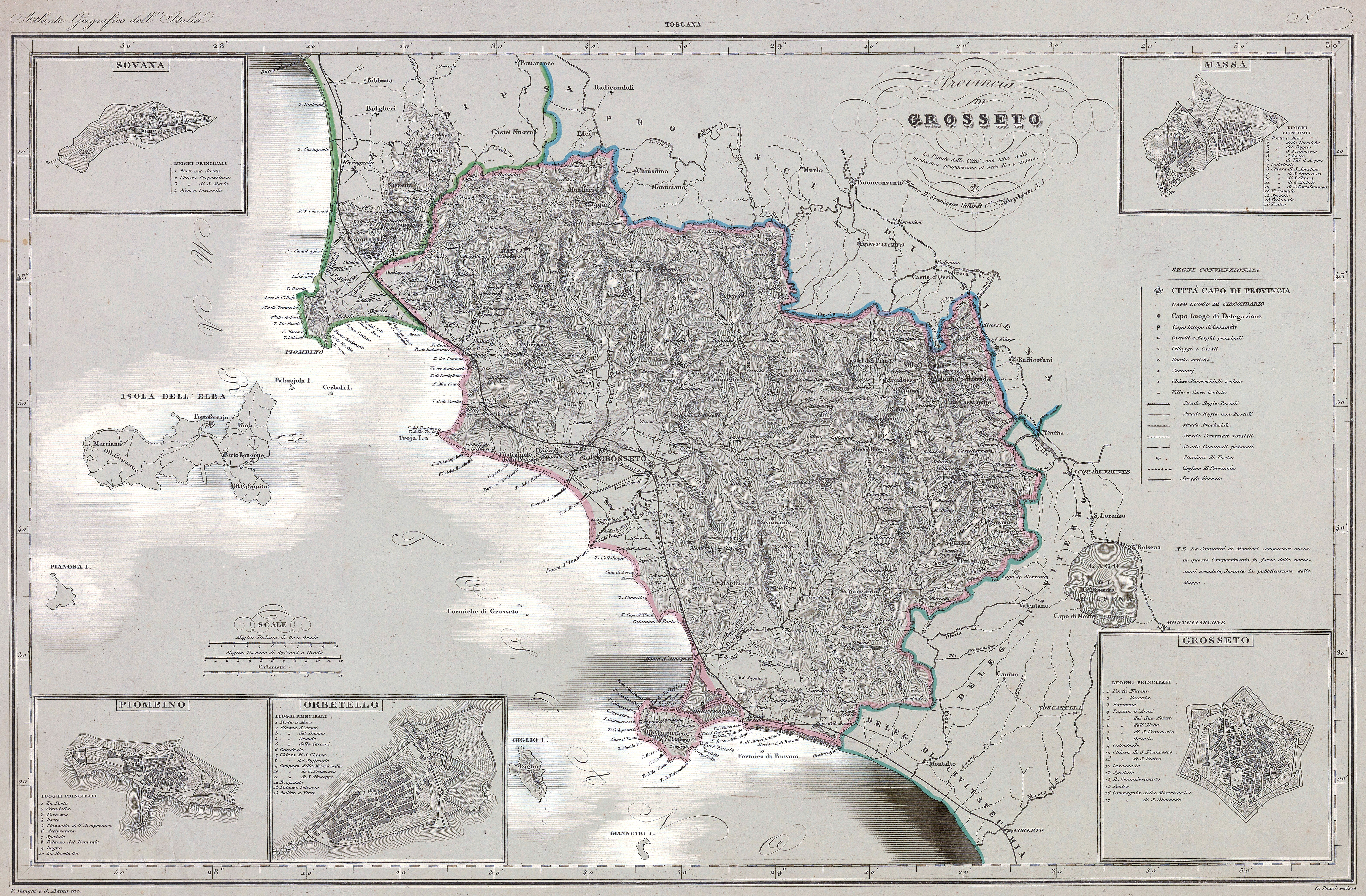
La provincia di Grosseto

Quando a metà XVI secolo i Medici sottomisero Siena, anche Grosseto ne seguì la sorte. La città, vicina al mare e ai confini del Granducato, aveva per i Medici una grande importanza strategica mentre il territorio circostante poteva diventare la principale fonte di approvvigionamento di grano per Firenze. Dopo vari assedi iniziati nel 1554, Grosseto venne conquistata dai Medici nel luglio 1557, quando le truppe di Cosimo I entrarono in città; la pace di Cateau-Cambrésis del 1559 sanciva ufficialmente il definitivo passaggio nel Granducato di Toscana.
Nel 1574 Francesco I commissionò i lavori per la costruzione di una nuova e più ampia cinta muraria, ancor più fortificata di quella preesistente, che rendesse inespugnabile il centro cittadino. Le mura di Grosseto furono progettate da Baldassarre Lanci e i lavori di costruzione furono da lui personalmente diretti: alla sua morte, fu sostituito dal figlio Marino, e successivamente dall'ingegnere Simone Genga. La nuova cinta muraria fu completata nel 1593. Tuttavia, ormai Grosseto era stata trasformata in un fortino, sede di guarnigioni militari, e la popolazione stabile calava sempre di più. Terra in larga parte palustre e poco urbanizzata, nel 1745 contava una popolazione di appena 648 abitanti.
Fu soltanto a partire dal XVIII secolo, con i Lorena, che la città iniziò nuovamente a riprendersi lentamente. Il 18 marzo 1766 Pietro Leopoldo divise il territorio dello Stato Nuovo di Siena in due province e fu istituita la Provincia senese inferiore, con capoluogo Grosseto. Grazie alle riforme leopoldine, la città andò incontro ad una decisa rinascita economica e culturale. Ciò nonostante, si rese necessaria l'approvazione del "Regolamento per l'estatatura" (1780), a causa della persistenza del rischio malaria, facendo sì che nella stagione estiva tutti gli uffici istituzionali fossero trasferiti nella vicina Scansano.
Le riforme dei Lorena vennero interrotte con l'occupazione delle truppe francesi (1796) che si protrasse a più riprese fino al 1808, anno dell'annessione alla Francia napoleonica, con l'accorpamento degli arrondissement di Grosseto, Montepulciano e Siena nel Dipartimento dell'Ombrone. Il Congresso di Vienna del 1815 sancì il ritorno del Granducato di Toscana nelle mani di Ferdinando III di Toscana, al quale succedette il figlio Leopoldo II a partire dal 1824. Il 1º novembre 1825 fu così istituito il Compartimento di Grosseto, che sopravvisse fino all'Unità d'Italia: il suo territorio fu suddiviso nei distretti del capoluogo, di Arcidosso e di Orbetello.
Il granduca Leopoldo II governò fino al 1859, impegnandosi costantemente e in prima persona al completamento delle opere di bonifica, affidando gli incarichi ad importanti personalità come gli ingegneri Vittorio Fossombroni e Alessandro Manetti, e mettendo le basi per un ammodernamento e un sensibile miglioramento delle condizioni socio-economiche di Grosseto e del suo territorio. Il granduca è stato sicuramente l'uomo politico più apprezzato e amato dalla popolazione nella millenaria storia della città, tanto da essere affettuosamente soprannominato "Canapone", per il colore dei capelli e della barba, e onorato con un monumento scultoreo a lui dedicato, collocato in piazza Dante nel 1846. Nel marzo 1860 il plebiscito che si svolse nel Granducato di Toscana sancì l'annessione allo Stato sabaudo, entrando così a far parte del Regno d'Italia.

### Età contemporanea

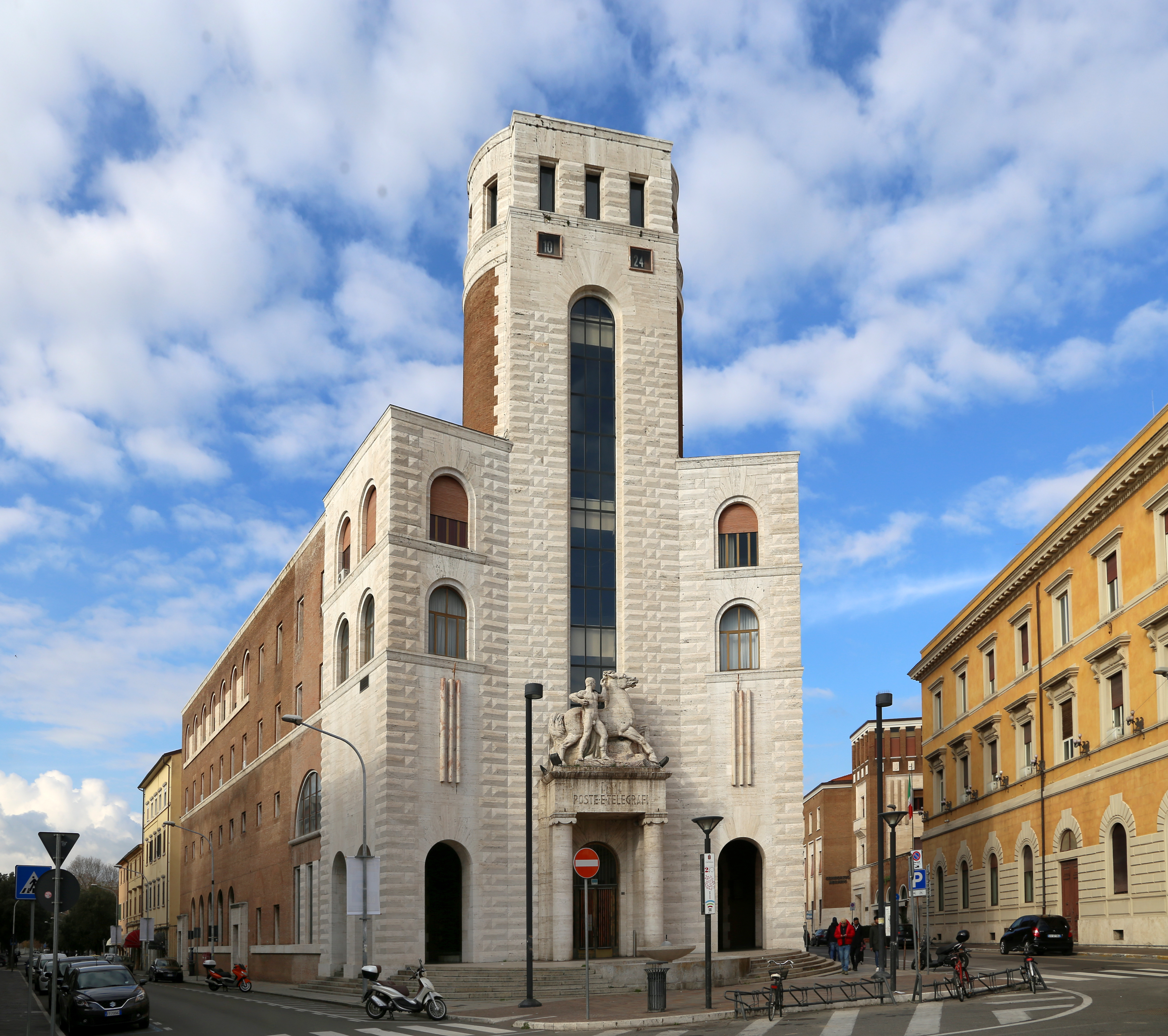
Il palazzo delle Poste

Panorama di Grosseto nel 1935

Grosseto, ormai capoluogo della vasta Provincia di Grosseto, a partire dagli ultimi decenni del XIX secolo iniziò un'espansione senza pari nella sua storia, con la costruzione di nuovi sobborghi al di fuori della cinta muraria. Nel 1897, grazie all'interessamento del politico Ettore Socci, venne abolita l'estatatura ed iniziò un florido periodo per l'architettura grossetana, con la realizzazione di numerosi edifici nell'ottica dell'eclettismo dei revival neoclassici, neorinascimentale e neogotici, con una fiorente stagione liberty nei primi anni del XX secolo.
Tra i principali eventi del nuovo secolo, si ricorda soprattutto il tragico bombardamento del 26 aprile 1943, un lunedì dell'Angelo, che nelle ore centrali della giornata causò numerose vittime innocenti, tra i quali anche bambini e ragazzi che si trovavano per le vie del centro o nei parchi cittadini per trascorrere la giornata di festa. Un altro triste episodio si verificò quasi un anno dopo nelle campagne poco fuori Istia d'Ombrone. Nella zona avevano trovato rifugio numerosi renitenti alla leva, pacifisti che non avevano risposto alla chiamata alle armi della Repubblica Sociale Italiana. All'alba del 22 marzo 1944 fu catturato il gruppo di undici persone, tutti giovani, che furono tutti quanti fucilati al termine di un processo sommario tenutosi all'interno della scuola di Maiano Lavacchio che precedentemente era stata appositamente sgomberata: il triste avvenimento è passato alla storia come l'eccidio di Maiano Lavacchio.
Nel dopoguerra continuò la crescita esponenziale della città, con la costruzione di moderni quartieri e lo sviluppo urbanistico delle frazioni balneari. Tra gli avvenimenti significativi, si segnala la disastrosa alluvione del 4 novembre 1966 che devastò la città: si contò una vittima. Grosseto nel ventunesimo secolo è una città di circa 80 000 abitanti, la cui crescita non pare arrestarsi, importante centro agricolo ed artigianale e principale città della Toscana meridionale.

### Toponimo
Nel corso dei secoli, il capoluogo maremmano ha avuto diverse denominazioni, la più ricorrente delle quali era Grossetum; in altre circostanze la città viene menzionata anche coi nomi Crassetum e Rosetum.
Una recente ipotesi indica Grosseto come un fitotoponimo che allude ad un'area ricca di vegetazione palustre, in modo simile ad altri toponimi della Maremma come Grasceta e Grascetone.
In ogni caso, la città è sempre menzionata col nome Grossetum nelle bolle pontificie di Papa Innocenzo II del 1138, di Celestino II del 1143 e di Clemente III del 1188; questa risulta essere, pertanto, la corretta denominazione originaria di Grosseto.

### Simboli

Stemma di Grosseto

Gonfalone di Grosseto

Inizialmente, lo stemma della città di Grosseto era costituito unicamente dal grifone, mitico animale alato che rievoca la cultura e le origini dei cittadini grossetani, riconducibili al popolo etrusco che, fin dal VII secolo a.C., si era insediato ed aveva abitato l'antica Roselle, città che ha costituito le vestigia del capoluogo maremmano.
In epoca medievale il grifone fu collocato sopra uno scudo rosso che rappresentava la vicinanza al partito ghibellino. Non è conosciuta la data dell'aggiunta dello stocco, anche se la tradizione popolare fa risalire questo fatto al 1328, anno in cui i grossetani resistettero all'assedio di Ludovico il Bavaro.

### Onorificenze
Il Grifone d'oro è un'onorificenza che il comune di Grosseto assegna dal 1958 a personalità che hanno contribuito in maniera significativa allo sviluppo della città e della Maremma. La premiazione avviene per la festa patronale di san Lorenzo, il 10 agosto di ogni anno.

## Monumenti e luoghi d'interesse
Nonostante la superficie piuttosto contenuta del centro storico cittadino, vi sono conservati monumenti che sintetizzano il passato e la storia della città nel corso dei secoli.
Data la vastità del territorio comunale, vanno segnalati anche numerosi luoghi d'interesse e monumenti, sia nelle singole frazioni che come entità isolate nella campagna.

### Architetture religiose

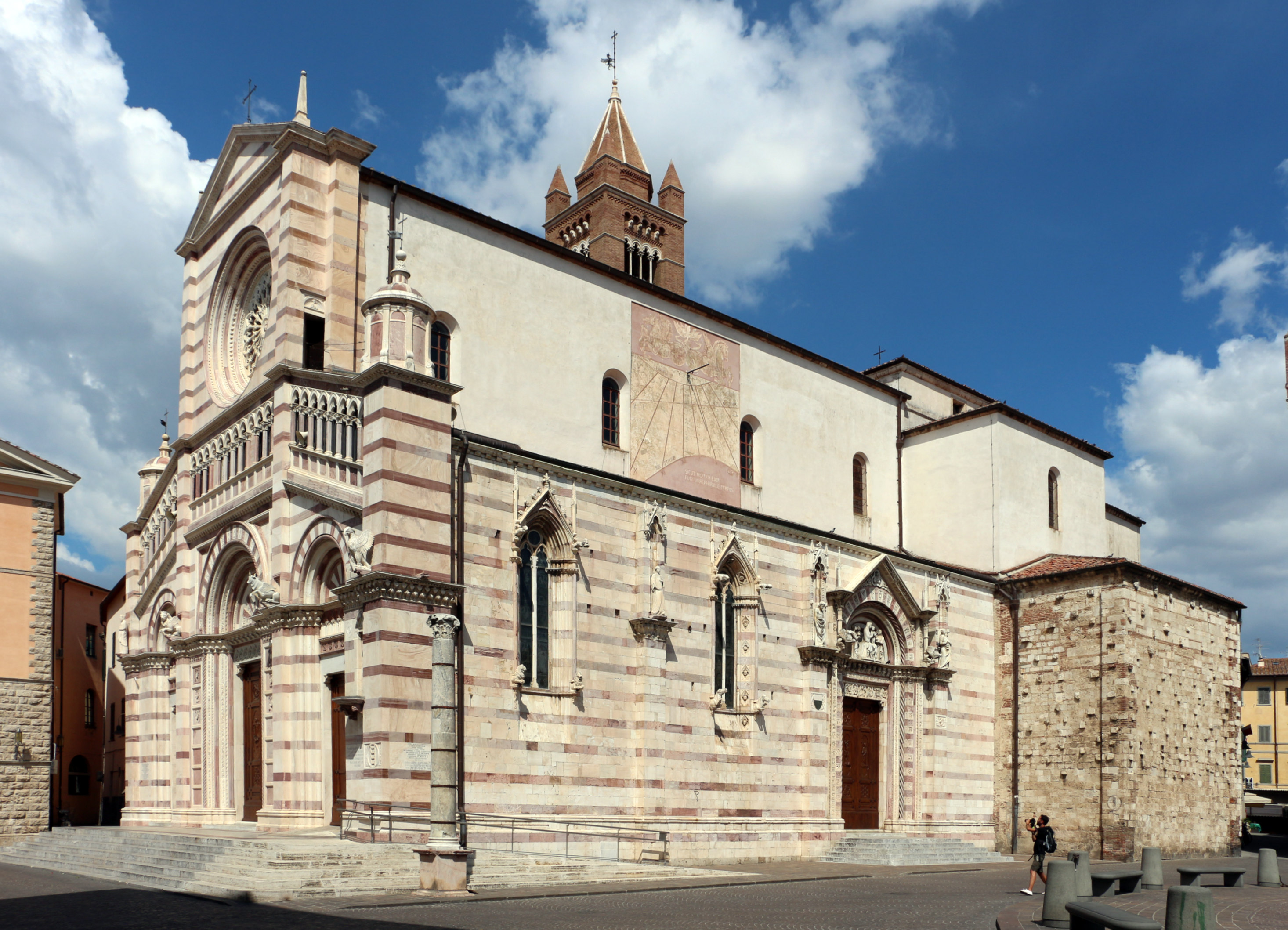
Duomo di San Lorenzo

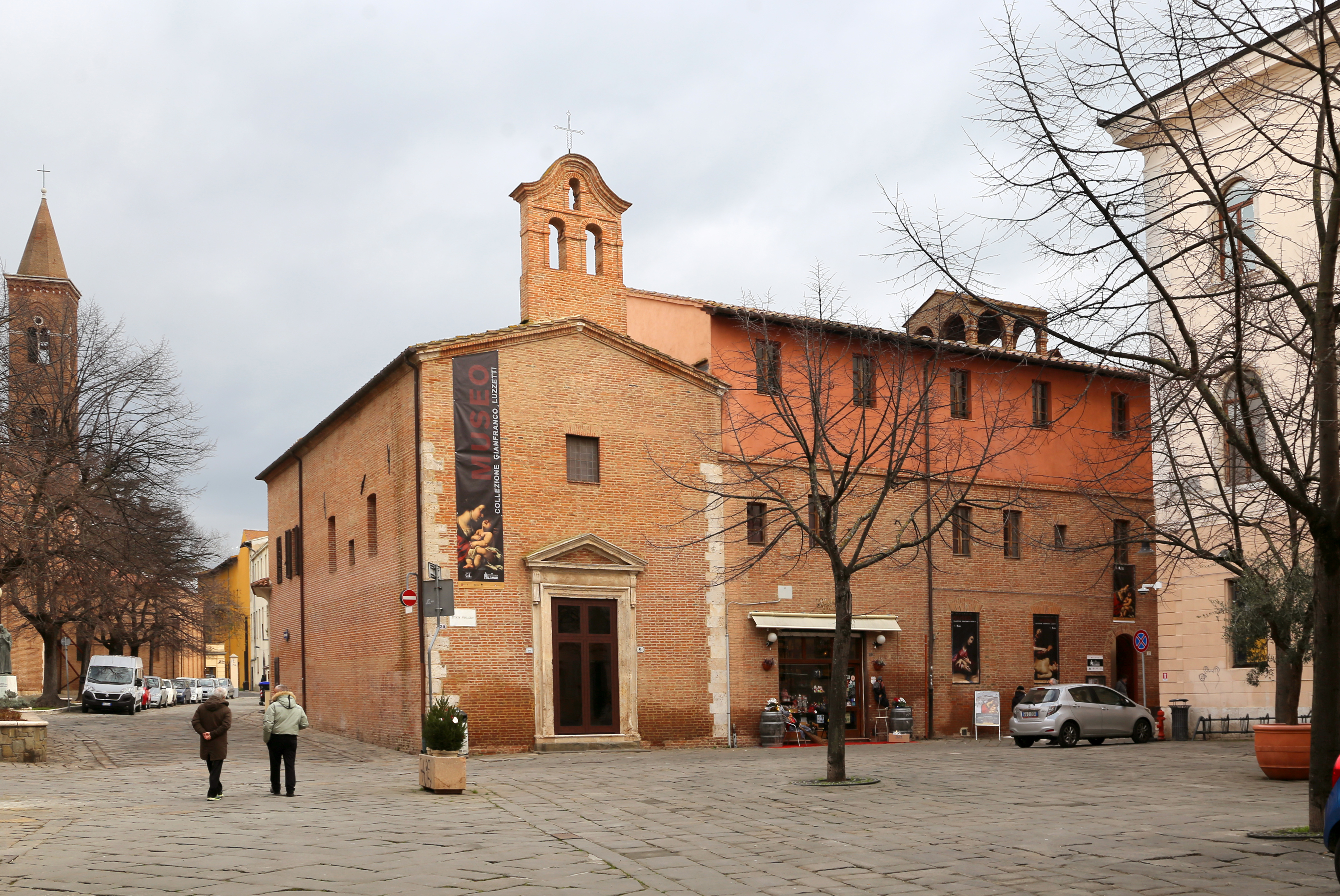
Chiesa dei Bigi, sede del Polo Culturale "Le Clarisse"

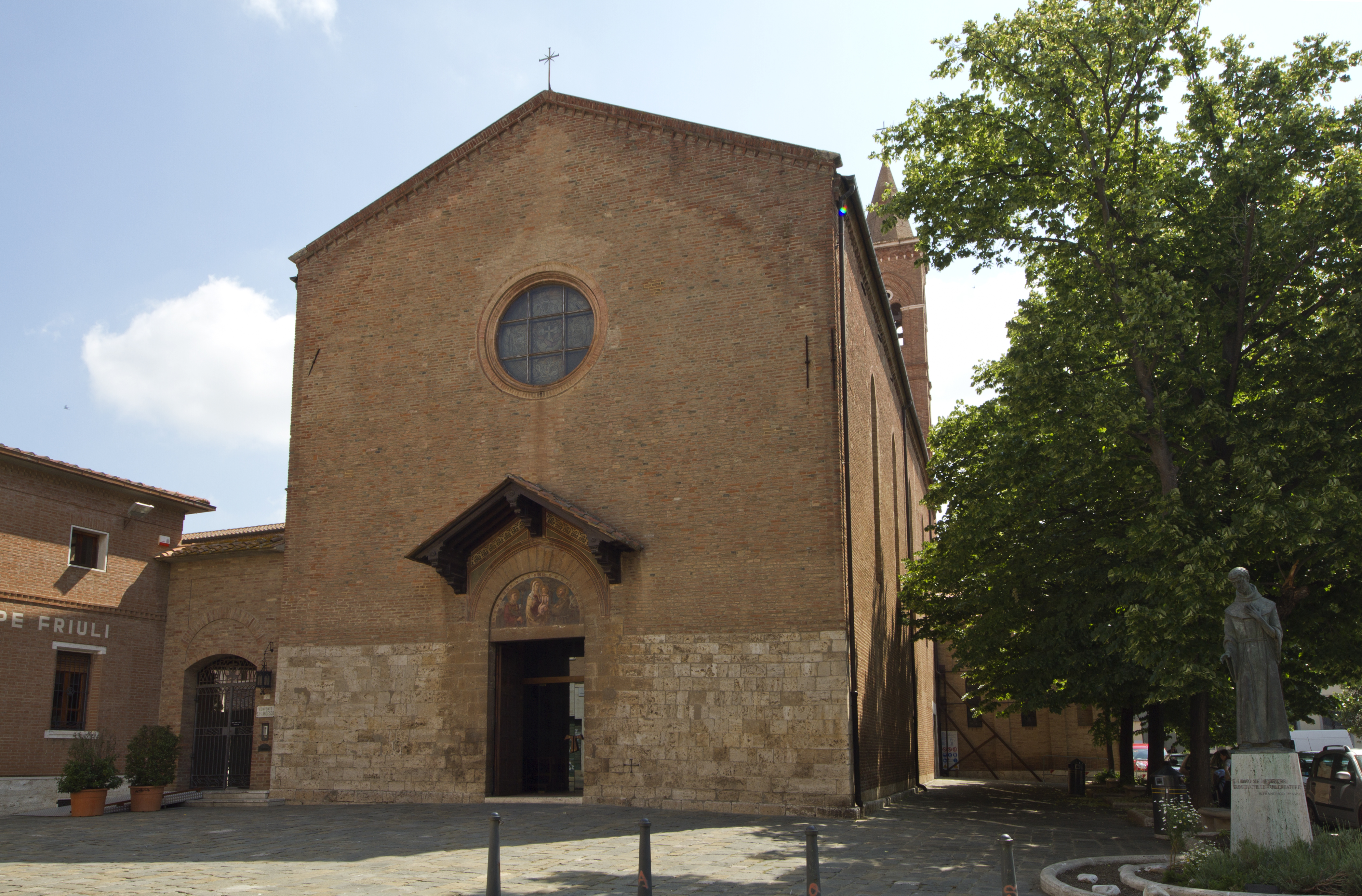
Convento di San Francesco, esterno

Tra i più noti edifici religiosi della città si ricordano:
- Cattedrale di San Lorenzo, o semplicemente duomo di Grosseto, è situata nella principale piazza della città ed è stata edificata tra il 1294 e il 1302 su progetto dell'architetto Sozzo di Rustichino, nel luogo dove precedentemente sorgeva l'alto-medievale pieve di Santa Maria. Lavori di completamento furono poi effettuati tra il 1330 e il 1340, ed infine la struttura fu rifatta nel XVI secolo ad opera di Anton Maria Lari. Ulteriori ristrutturazioni tra il 1840 e il 1865 hanno successivamente modificato l'aspetto rinascimentale dell'edificio, nel tentativo di riportarlo alle primitive forme medievali. Nel 2013 viene realizzata sul fianco destro della chiesa una pedana in marmo per l'accesso ai disabili. La facciata si presenta sulla scorta del gusto di matrice romanica per la bicromia bianco-rossa (marmo rosso di Caldana) e per le forme goticheggianti; su di essa sono poste le statue dei quattro evangelisti, risalenti al XIV secolo, un bel rosone centrale con la raffigurazione del Redentore, due chioschetti cinquecenteschi laterali, un ballatoio con colonnine originarie, un timpano con immagini religiose (1897) dell'artista Leopoldo Maccari. All'interno sono conservate alcune opere, tra cui: un'acquasantiera del 1506; un fonte battesimale di Antonio Ghini; le due vetrate realizzate su disegno di Benvenuto di Giovanni raffiguranti la prima Isaia e Michea, l'Annunciazione, i santi Pietro apostolo e Gerolamo, le sante Caterina d'Alessandria e Maria Maddalena, la seconda la Fede e la Speranza, i santi Michele arcangelo, Giovanni Battista, Bartolomeo apostolo, Ludovico, Lorenzo e Sebastiano; un Crocifisso ligneo policromo della seconda metà del XV secolo; due angeli reggi-candelabro di Domenico Arrighetti; infine, la venerata Madonna delle Grazie, nella cappella sinistra del transetto, parte centrale di una tavola di Matteo di Giovanni, databile al 1470. Molte delle opere d'arte originariamente situate nel duomo sono conservate nel museo d'arte sacra della diocesi di Grosseto.[39][40][41][42]
- Chiesa di San Pietro, situata lungo Corso Carducci, è la più antica chiesa di Grosseto. Originariamente posizionata lungo il tragitto dell'antica via Aurelia – che attraversava proprio il centro cittadino – è ricordata nella bolla di Clemente III del 1188. Di semplici e spoglie linee architettoniche, pare risalire originariamente all'VIII secolo, anche se ha subito sostanziosi ampliamenti tra il IX e il XII secolo e l'aspetto nel ventunesimo secolo è dovuto in parte ad alcuni restauri seicenteschi e settecenteschi, mentre il campanile è stato innalzato nel 1625. Sulla facciata, di fianco alle lesene che delimitano il portale, sono presenti quattro bassorilievi (due per ogni lato), databili tra il periodo bizantino e l'epoca alto-medievale: un bassorilievo raffigura elementi vegetali, su un altro è scolpita una figura umana, mentre gli altri due si caratterizzano per una serie di animali.[43][44]
- Chiesa di San Francesco, situata nell'omonima piazza del centro storico, è stata consacrata nel 1289 quando ne presero possesso i francescani, a seguito della riedificazione dell'edificio sul luogo di una più antica chiesa dedicata a san Fortunato e appartenente ai benedettini, i quali l'abbandonarono nel 1230. Lavori di ristrutturazioni successive hanno in parte modificato l'aspetto originario e agli inizi del XX secolo fu ricostruito il campanile, rialzato di un piano, danneggiato da un fulmine nel 1917. Sulla facciata è posto un piccolo rosone e sopra al portale una lunetta con l'affresco di Giuseppe Casucci raffigurante i santi Francesco d'Assisi e Lorenzo. All'interno, tra le varie opere, spicca soprattutto il Crocifisso ligneo duecentesco con dubbia attribuzione, oscillante tra Duccio di Buoninsegna, il Maestro di Badia ad Isola e Guido di Graziano.[45] Addossato al lato sinistro della chiesa si trova il convento con il chiostro, caratterizzato dalla presenza del cinquecentesco pozzo della Bufala.[46][47]
- Chiesa dei Santi Gherardo e Ludovico, detta dei Bigi, situata in piazza Baccarini a poca distanza dalle chiese di San Pietro e di San Francesco, è stata costruita nel 1585 insieme all'annesso convento delle clarisse. Sconsacrato agli inizi del XX secolo, è stato restaurato nel 2005 ed ha ospitato il museolab della città di Grosseto e la sede del corso di archeologia del Polo Universitario Grossetano. Conserva la decorazione in stucco degli altari barocchi opera del luganese Domenico Notari.[48]
- Chiesa della Misericordia, piccolo edificio di culto situato in piazza Martiri d'Istia, è stata costruita tra il 1844 e il 1851, ed ha subito alcuni rifacimenti nel 1868. L'edificio sorge sul luogo dove era situata la più antica chiesa di San Leonardo, demolita nel 1844.[49]
- Chiesa di San Giuseppe, chiesa parrocchiale dell'omonima zona del quartiere di Barbanella, è stata costruita dal 1935 al 1940, su progetto di Ernesto Ganelli. La consacrazione ufficiale fu tenuta il 14 aprile 1940. Si presenta in un monumentale stile neoromanico.[50]
- Chiesa di San Giuseppe Benedetto Cottolengo, chiesa parrocchiale dei quartieri ad est del centro storico, è stata costruita tra il 1946 e il 1951 in stile neoromanico. La consacrazione ufficiale fu tenuta il 29 aprile 1951.[51]
- Basilica del Sacro Cuore di Gesù, imponente chiesa situata lungo viale della Pace, fu fortemente voluta dal vescovo Paolo Galeazzi a ricordo delle vittime del bombardamento di Grosseto del 26 aprile 1943. Eretta in parrocchia il 2 febbraio 1949, iniziò la sua attività già dal 2 ottobre dello stesso anno nei locali della casa canonica prima e dell'asilo infantile poi. Il 12 giugno 1954 iniziarono i lavori della chiesa, su progetto di Ernesto Ganelli. La consacrazione fu effettuata il 26 aprile 1958. La facciata è preceduta da una gradinata ed è interamente rivestita in travertino: su di essa sono poste le quattro statue in bronzo degli evangelisti realizzate da Tolomeo Faccendi. Sul fianco destro si eleva il campanile di 75 metri a forma ottagonale, mentre l'intero edificio è sovrastato dalla cupola poligonale di 55 metri, rivestita in rame, con una lanterna sovrastata da una statua dorata di Gesù a braccia aperte che simboleggia il Sacro Cuore. L'interno si caratterizza per le opere in bronzo dello scultore Faccendi e per la cripta in ricordo delle vittime del bombardamento con la tomba in marmo del vescovo Galeazzi.[52]
- Abbazia di San Rabano, situata nel Parco naturale della Maremma ad una altezza di circa 320 metri sul livello del mare, in una sella tra poggio Uccellina (347 m) e poggio Lecci (417 m), è citata per la prima volta in un documento del 1101 come Santa Maria Alborensis. Monastero benedettino, fu ceduto all'ordine dei cavalieri di Gerusalemme nel 1307, per poi venire definitivamente abbandonato nel XVI secolo in seguito alla costruzione della chiesa di Sant'Antonio Abate ad Alberese. Si presenta sotto forma di imponenti ruderi, che conservano ancora la monumentale torre campanaria.[53]
- Cappella di Santa Maria, situata presso la fattoria della Grancia, conserva all'interno alcune opere cinquecentesche: in passato vi era situata anche una quattrocentesca Assunzione di Maria di Benvenuto di Giovanni, conservata al Metropolitan Museum di New York.
- Abbazia di San Pancrazio al Fango, situata al limite est del territorio comunale, al confine con quello di Castiglione della Pescaia, poco distante dai Ponti di Badia, su di un'altura nota come Isola Clodia. In epoca romana qui sorgeva una villa, citata anche da Cicerone nel Pro Milone, mentre l'edificazione della chiesa è da far risalire al periodo alto-medievale, come possedimento dell'abbazia di Sant'Antimo, che poi lo cedette all'abbazia di Sestinga nella seconda metà del XII secolo; nel ventunesimo secolo si presenta sotto forma di ruderi.

#### Cimiteri

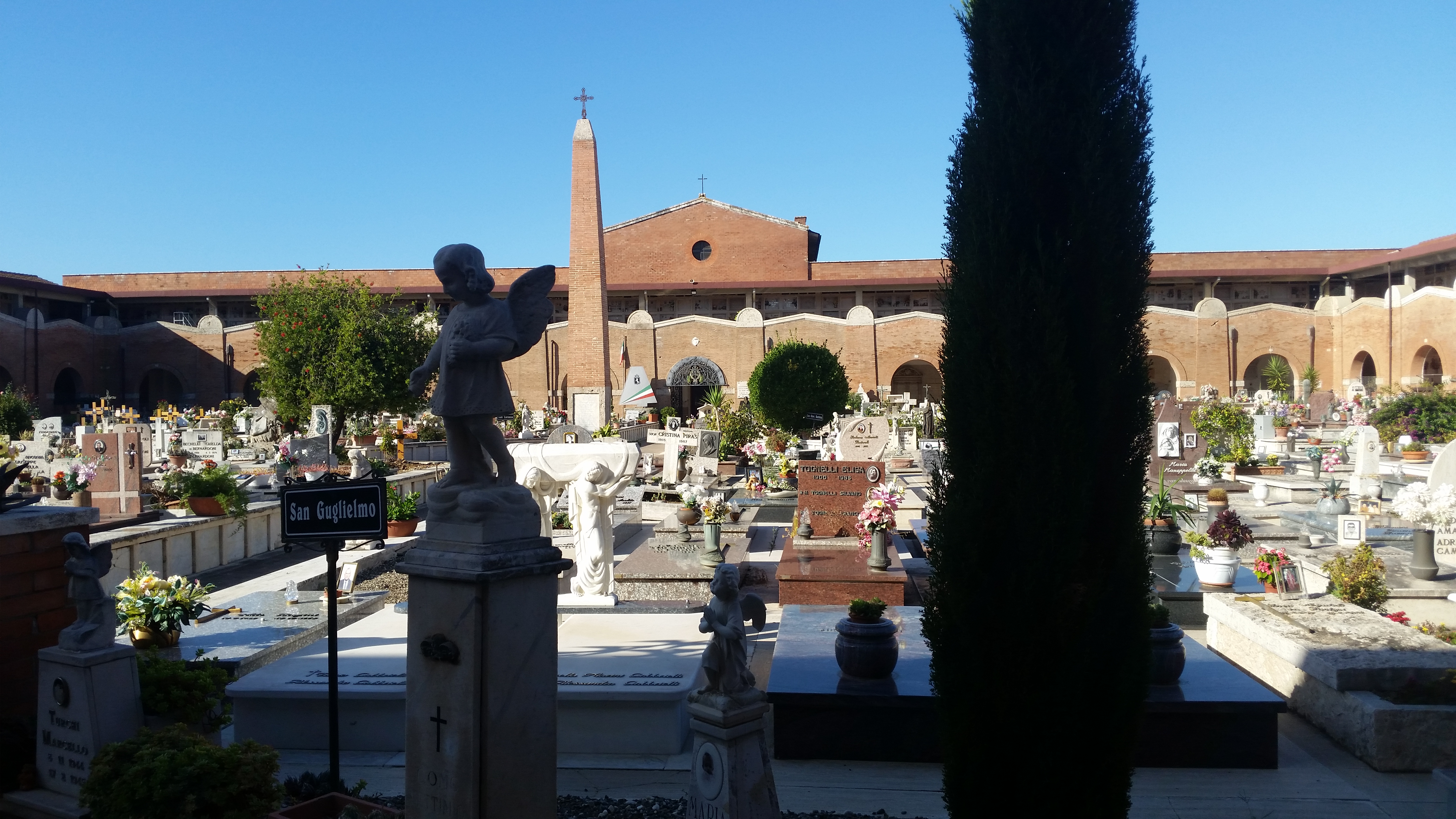
Il cimitero della Misericordia

- Cimitero della Misericordia, campo santo monumentale, è completamente inglobato dalla città e risale all'Ottocento.
- Cimitero di Sterpeto, cimitero principale di Grosseto, si trova nella periferia della città.

### Architetture civili

#### Palazzi

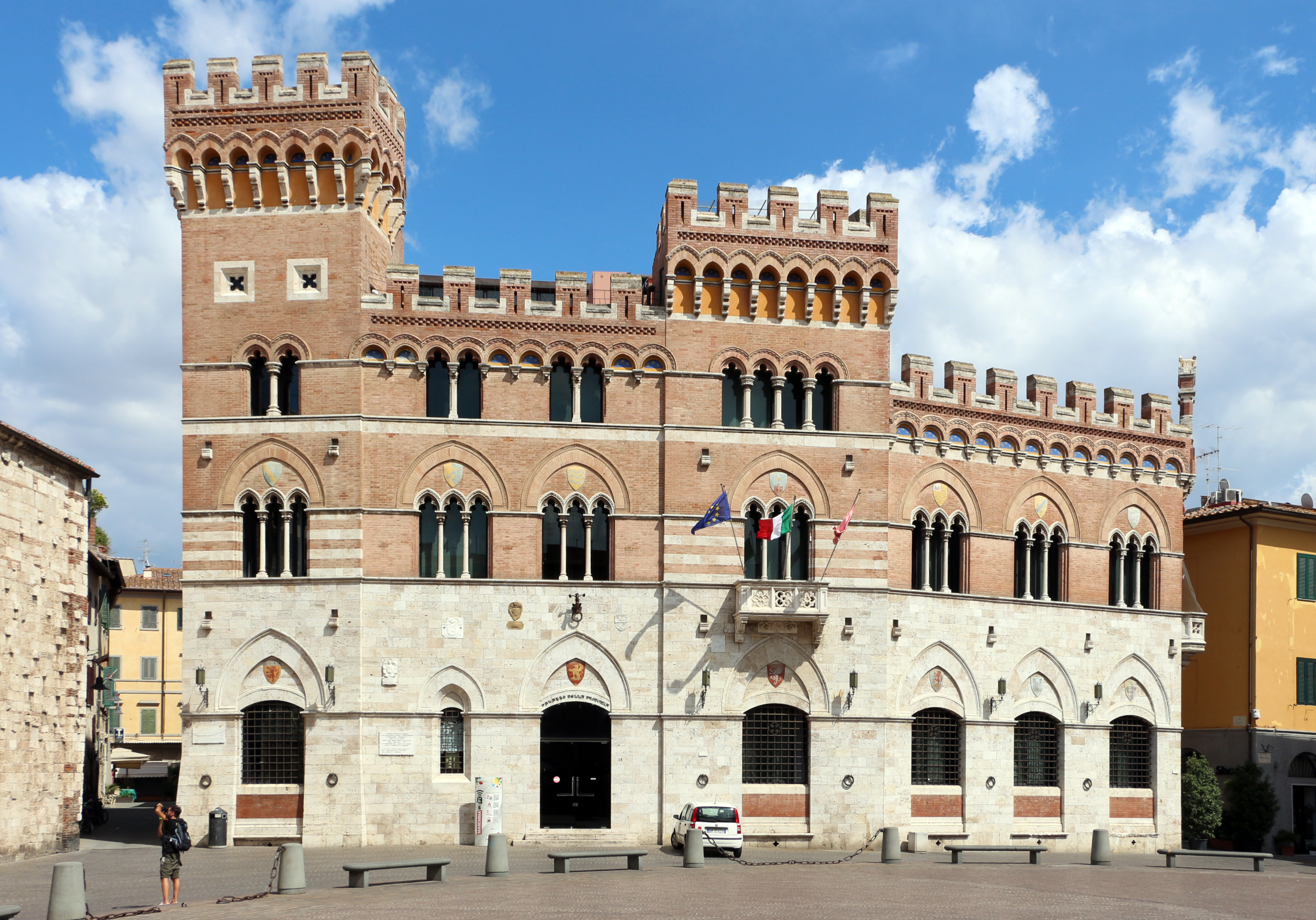
Palazzo Aldobrandeschi

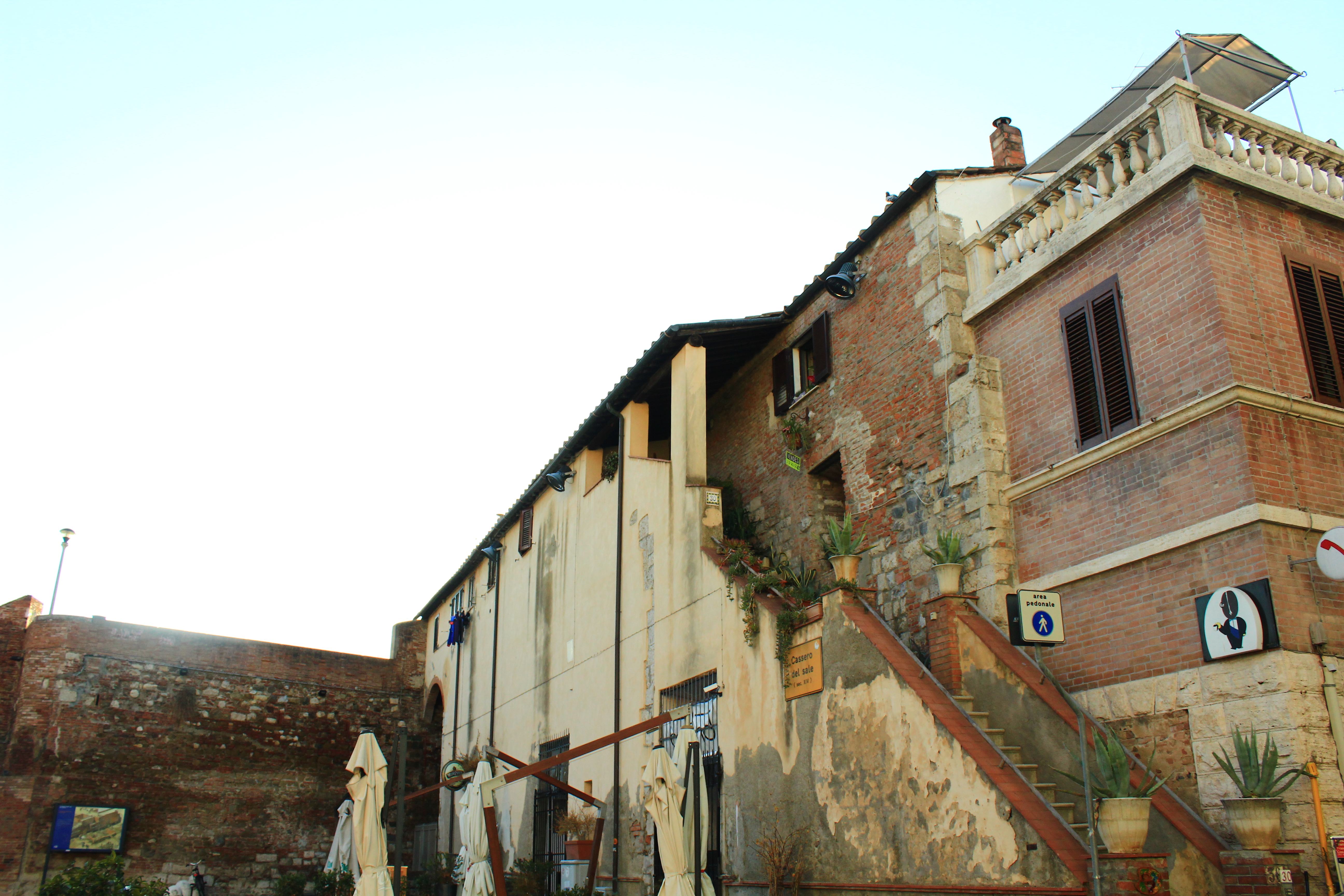
Il cassero del sale

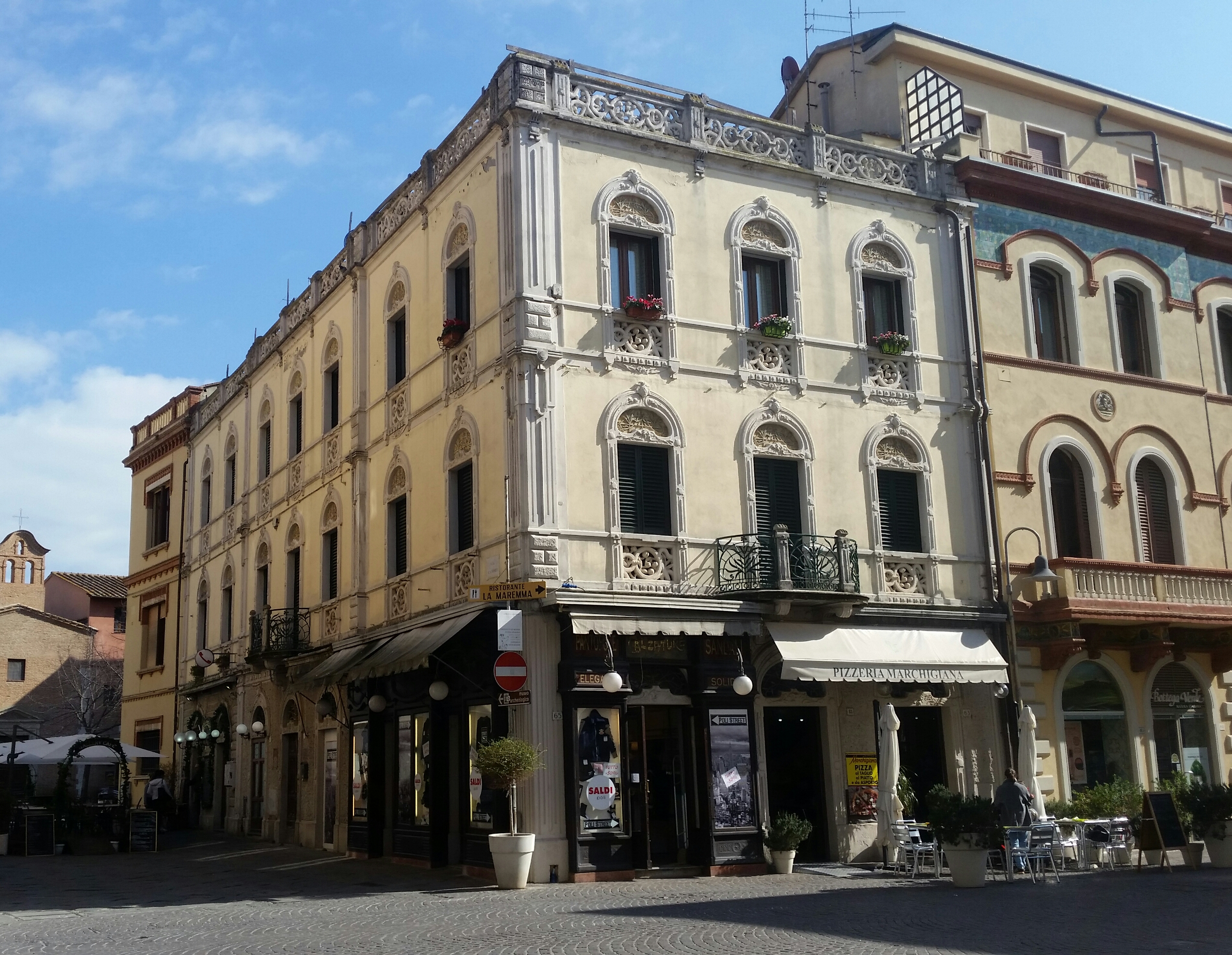
Palazzo Tognetti

Tra i principali palazzi della città si ricordano:
- Palazzo Aldobrandeschi, noto anche come Palazzo della Provincia, si trova in piazza Dante ed è stato costruito a partire dal 5 aprile 1900, dopo la demolizione del precedente Palazzo Pretorio, avvenuta nell'autunno dell'anno precedente. Il progetto è stato realizzato dall'architetto Lorenzo Porciatti, con alcune modifiche effettuate a lavori in corso da Guglielmo Calderini. L'edificio, in stile neogotico che richiama gli elementi stilistici del medioevo senese, è stato inaugurato il 31 maggio 1903 e da allora ospita la sede della Provincia di Grosseto.
- Palazzo Comunale, situato in piazza Duomo, ospita la giunta, il consiglio e gli uffici amministrativi del Comune di Grosseto. L'edificio è stato realizzato a partire dal 1867 su progetto di Giovanni Clive, in uno stile eclettico prevalentemente neo-rinascimentale. Precedentemente la sede del Comune era ospitata presso il Palazzo Pretorio – poi trasformato nell'attuale Palazzo della Provincia – e qui sorgeva invece l'antica chiesa di San Giovanni decollato, già sconsacrata ed adibita a magazzino prima della sua demolizione.
- Cassero del Sale, situato in piazza del Sale nei pressi di Porta Vecchia, è stato costruito nel XIII secolo come punto di raccolta e di distribuzione del sale che veniva estratto lungo la costa. La grande quantità di sale immagazzinata a Grosseto era famosa tanto che venne citata dal poeta Cecco Angiolieri in una delle sue rime.[54] L'aspetto attuale è dovuto a numerosi interventi iniziati nel XVI secolo quando vi furono addossate le mura medicee e continuati in età moderna con l'aggiunta di una scala esterna di accesso al primo piano. Nella piazza sono visibili i resti del "nuovo cassero del sale" realizzato dai senesi nel XIV secolo per affiancare quello più antico. Durante il dominio mediceo l'edificio fu distrutto, ma una delle quattro pareti fu però risparmiata per essere inglobata nella nuova cortina muraria.
- Teatro degli Industri, situato lungo via Mazzini, è lo storico teatro di Grosseto. Risalente al 1819, è stato completamente ricostruito fra il 1888 e il 1892 su progetto dell'architetto Augusto Corbi e sotto la direzione dell'ingegnere Ferdinando Ponticelli. Ulteriori restauri furono effettuati nel 1967, dopo l'alluvione, ad opera dell'architetto Giuliano Bernardini, e fra il 1989 e il 1990, nell'ambito del progetto integrato Regione Toscana-FIO per il restauro dei teatri, sotto la direzione dell'ingegnere Giancarlo Fedeli.[55]
- Palazzo del Vecchio Tribunale, risale alla metà del XIX secolo ed è stato costruito su un preesistente edificio medievale. Adibito a sede del tribunale di Grosseto fino al 1964, ospita dal 1975 il museo archeologico e d'arte della Maremma ed il museo d'arte sacra della diocesi di Grosseto.[56] L'attuale Palazzo di Giustizia è invece situato fuori dal centro storico, in piazza Fabbrini, ed è stato realizzato tra il 1960 e il 1964 su progetto di Giuseppe Giorgio Gori e Rosario Vernuccio.[57]
- Palazzo Vescovile, situato in Corso Carducci. Ospita gli uffici e la curia della diocesi di Grosseto. L'edificio si presenta in stile neoclassico e deve il suo aspetto attuale ad una serie di interventi di ristrutturazione, voluti dall'allora vescovo Giovanni Battista Bagalà Blasini, completati nel 1927. Altri interventi sono stati realizzati durante gli anni sessanta dello stesso secolo.[58]
- Palazzo del Genio Civile, situato lungo Corso Carducci, ospita gli uffici del genio civile, ed è stato inaugurato nel gennaio del 1911. Nel 1929 viene realizzato un primo ampliamento, su progetto dell'ingegner Corrado Costa, che comporta la realizzazione del fronte posteriore, differenziato stilisticamente rispetto alla facciata. L'edificio si presenta decorato in stile liberty.
- Palazzo Monte dei Paschi, situato nell'omonima piazzetta, è stato realizzato nel 1912 su progetto ell'architetto Vittorio Mariani.
- Palazzo Tognetti, situato lungo Corso Carducci, all'angolo con via Cairoli, è stato realizzato per conto dei fratelli Tognetti, proprietari di un'agenzia giornalistica, su progetto dell'ingegnere Giuseppe Luciani nel 1910. Si tratta di uno dei massimi esempi di liberty a Grosseto.
- Palazzo delle Poste e Telegrafi, situato su piazza della Vasca, è stato realizzato tra il 1929 e il 1932 su progetto dell'architetto Angiolo Mazzoni e si presenta nel tipico stile razionalista del periodo fascista. Precedentemente la sede delle Poste era situata all'interno delle mura, presso l'edificio di piazza Socci sede dell'Archivio di Stato.

#### Ville e fattorie

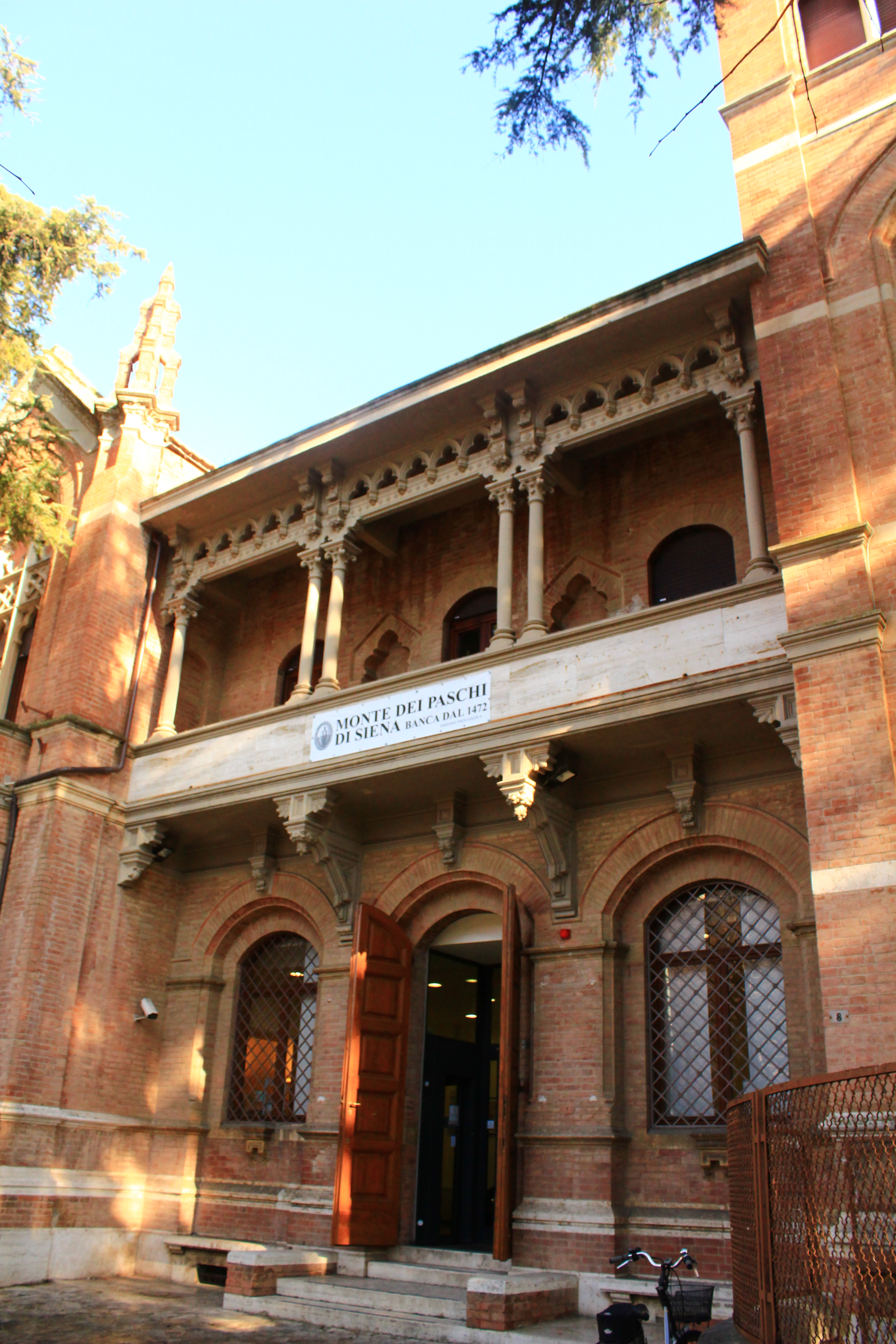
Il Villino Pastorelli, fuori Porta Nuova

- Centro Allevamento Quadrupedi, situato pochi chilometri a ovest della città lungo la strada per Castiglione della Pescaia, era originariamente una tenuta di caccia granducale, passata all'Esercito Italiano dopo l'Unità d'Italia. Oltre all'allevamento dei cavalli, vi è il Centro Militare Veterinario. Il complesso include numerose architetture prevalentemente in stile neomedievale, oltre alla cappella gentilizia.
- Fattoria di Barbanella, nota come Villa Ricasoli, situata in via Giacosa, è un'architettura di origine tardo-cinquecentesca, proprietà dei fratelli Antonio e Ubaldo Andreini nel XVIII secolo e in seguito proprietà del barone Bettino Ricasoli a partire dal 1855, che gli conferì l'aspetto che porta ancora nel ventunesimo secolo. Primo edificio del quartiere Barbanella, sviluppatosi intorno ad esso solo a partire dagli anni venti del XX secolo, è suddiviso in più unità abitative.
- Fattoria di Gorarella, nota come Fattoria Ricasoli, si trova oltre il ponte delle Quattro Strade e costituisce il primo edificio del moderno quartiere di Gorarella, nato solamente dopo il disegno urbanistico di Luigi Piccinato del 1966. Fu proprietà di Vincenzo Ricasoli a partire dal 1854. Dopo anni di abbandono e degrado, la fattoria fu recuperata da una serie di interventi effettuati tra il 1999 e il 2007, con la costruzione, nell'area intorno all'edificio, di una decina di villette mono o bifamiliari; nel ventunesimo secolo la fattoria è suddivisa in più unità abitative.
- Fattoria di San Giovanni, situata in via Orbetello, nell'omonima località ai margini del quartiere di Gorarella, nacque come chiesa nel XII secolo appartenente all'ordine dei gerosolimitani e passò tra la fine del XIII e i primi del XIV secolo ai guglielmiti che vi annetterono un ospedale. Importante chiesa periferica della Grosseto medievale, cadde in declino nel corso dei secoli per l'aumentare del rischio malaria, data la posizione troppo vicina alle paludi costiere. Nel corso delle bonifiche settecentesche, il complesso fu trasformato in fattoria ed è divenuto di proprietà privata; nel ventunesimo secolo si presenta come una villa immersa nel verde, intorno alla quale è stato realizzato un comprensorio di villette noto comunemente con il nome di Oliveto.
- Fattoria di Grancia, situata nell'omonima località oltre il fiume Ombrone a sud-est del capoluogo, sorse in epoca medievale come monastero benedettino dedicato a Santa Maria de' Monti, alle dipendenze della non lontana abbazia di San Rabano. Tra il XIV e il XV secolo iniziò la trasformazione dell'originario complesso monastico in fattoria fortificata ("grangia") che, in epoca rinascimentale, passò alle dipendenze dello spedale di Santa Maria della Scala di Siena. Nel tardo Cinquecento i Medici cedettero il complesso allo spedale della Misericordia di Grosseto, mentre la gestione fu affidata ai francescani. Dopo l'abbandono nella metà del XVIII secolo, nel corso del secolo successivo i baroni Ricasoli di Firenze acquistarono la struttura e la trasformarono nell'attuale fattoria.
- Fattoria di Principina, situata nelle campagne a sud-ovest della città presso la frazione di Principina Terra, ebbe il periodo di massimo splendore tra la fine del XVIII e i primi del XIX secolo, quando era proprietà della famiglia Ponticelli.
- Fattoria Acquisti, situata all'estremità settentrionale del comune di Grosseto, si trova pochi chilometri a ovest del moderno abitato di Braccagni. La tenuta è così denominata perché molti dei suoi terreni divennero coltivabili a seguito delle grandi opere di bonifica idraulica iniziate nel XVIII secolo.
- Villa granducale di Alberese, situata su un'altura che domina il borgo di Alberese, nel Parco naturale della Maremma, è stata edificata nel corso del XV secolo come sede dell'Ordine dei cavalieri di Malta. Divenuta successivamente dimora granducale, subì sostanziali lavori di ristrutturazione nel corso del XVIII secolo, che trasformarono l'antico edificio in villa-fattoria, ad opera dei Lorena; è sede dell'azienda agricola di Alberese, centro di rappresentanza della Regione Toscana, istituita nel 1999.
- Villino Panichi, situato su piazza della Vasca, è stato costruito su progetto dell'architetto Lorenzo Porciatti nel 1900. Si presenta come un villino in stile liberty.
- Villino Pastorelli, situato in via IV Novembre, è stato costruito tra il 1908 e il 1913 su progetto di Lorenzo Porciatti per l'agricoltore e proprietario terriero Giuseppe Millanta. Successivamente passò di proprietà all'avvocato Pastorelli, che qui aprì il suo studio legale, il quale conferì all'edificio la denominazione che porta ancora nel ventunesimo secolo. Tra il 1942 e il 1943 fu poi proprietà della famiglia Marangoni che lo adattò ad albergo-ristorante. Nel secondo dopoguerra fu acquistato dalla Banca Nazionale dell'Agricoltura e successivamente dal Monte dei Paschi di Siena. Si presenta in uno stile neogotico con torri merlate medievaleggianti.

#### Pozzi

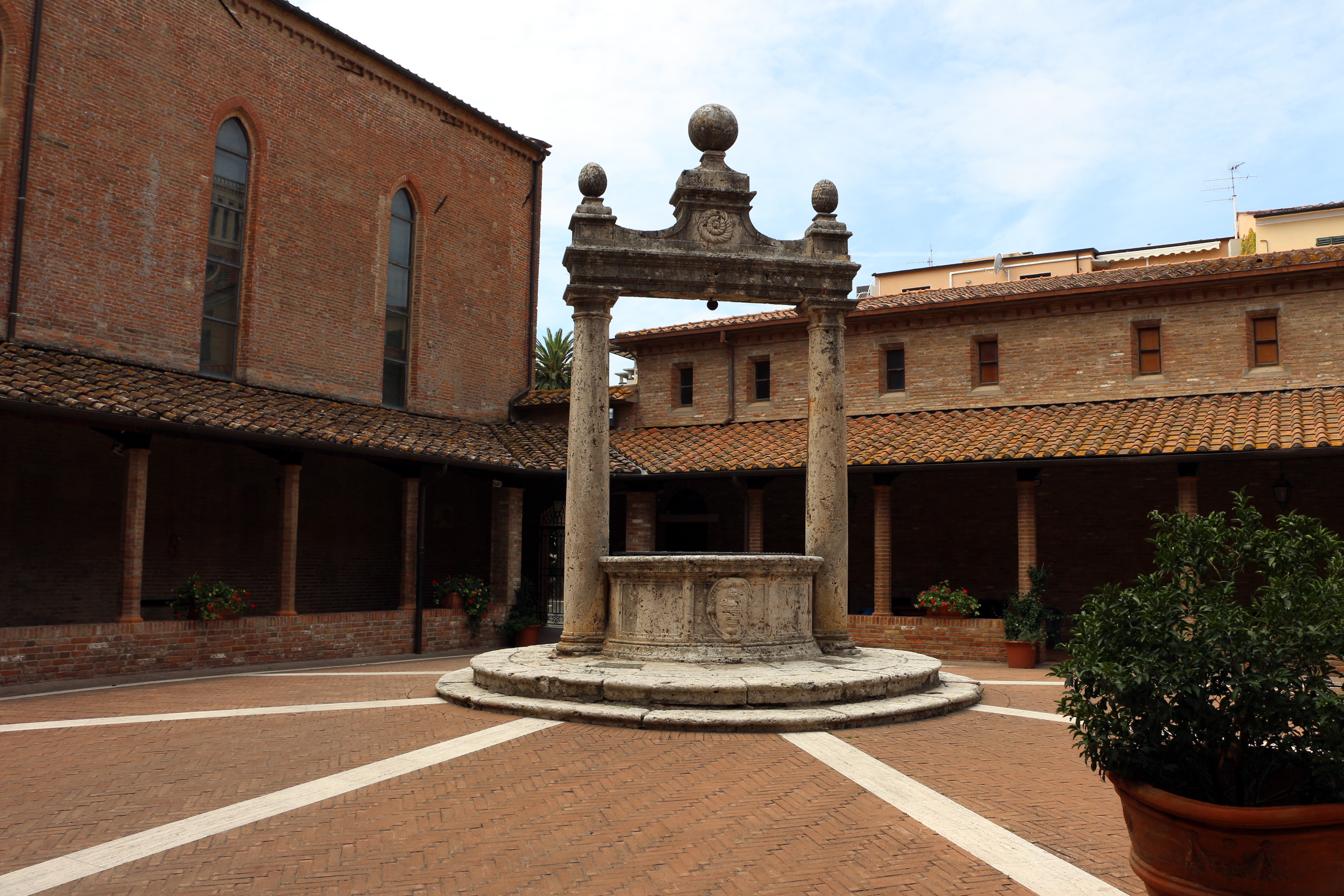
Il Pozzo della Bufala, nel chiostro del Convento di San Francesco

- Pozzo dello Spedale, realizzato poco dopo la metà del Quattrocento, si trova in Piazza San Francesco di fronte alla parte posteriore del fianco laterale destro della Chiesa di San Francesco. Riforniva le abitazioni della parte settentrionale del centro storico.
- Pozzo della Bufala, collocato al centro del cortile del Chiostro di San Francesco, fu fatto realizzare dai Medici in sostituzione di un preesistente pozzo per il rifornimento idrico ai religiosi che dimoravano nel complesso conventuale.
- Pozzo della Fortezza, situato nella Piazza d'Armi all'interno del Bastione Fortezza che delimita il complesso fortificato della Cittadella, fu costruito in epoca cinquecentesca per l'approvvigionamento idrico delle sentinelle che vi stazionavano.

### Architetture militari

#### Cinte murarie

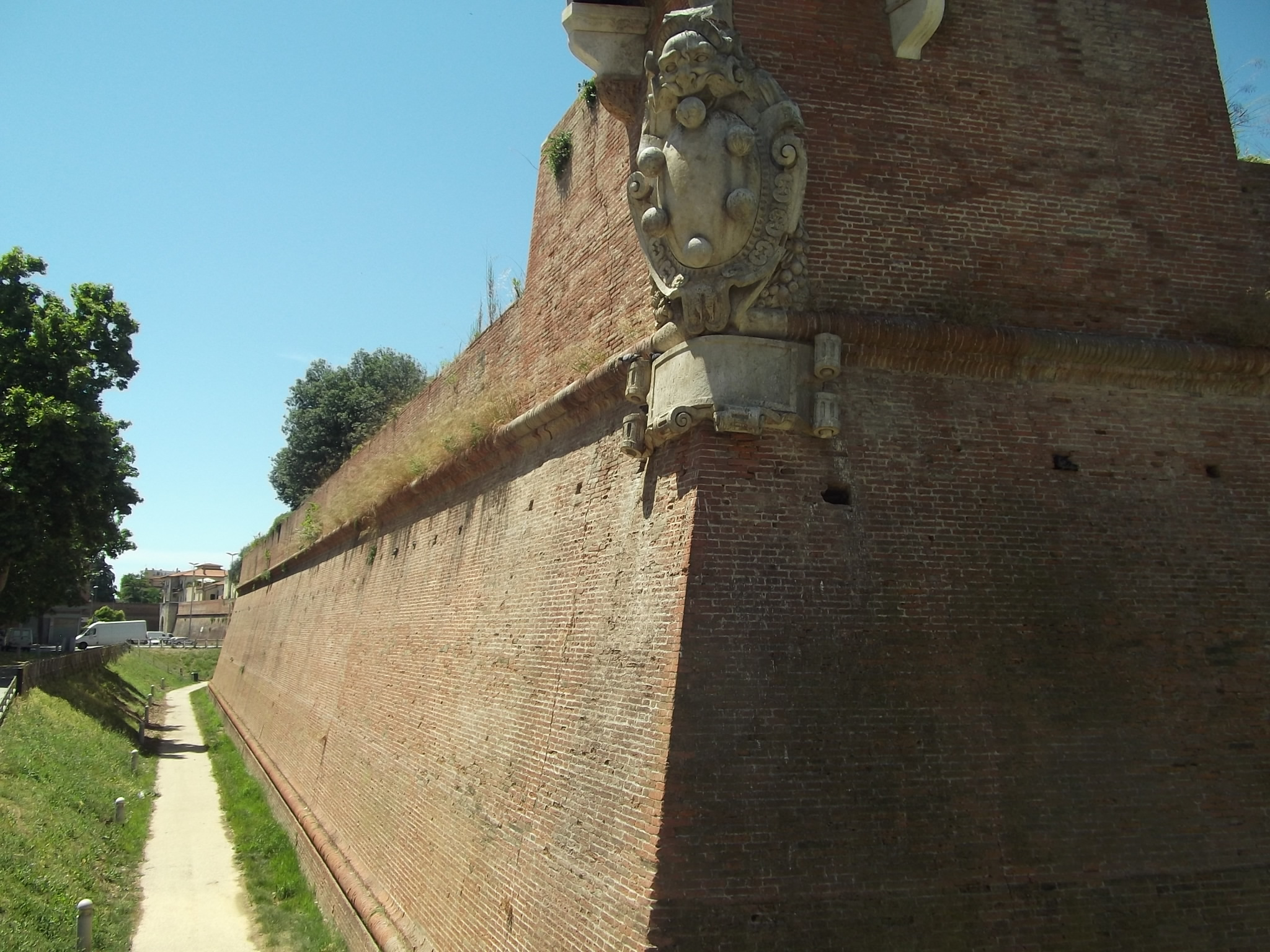
Scorcio delle Mura Medicee

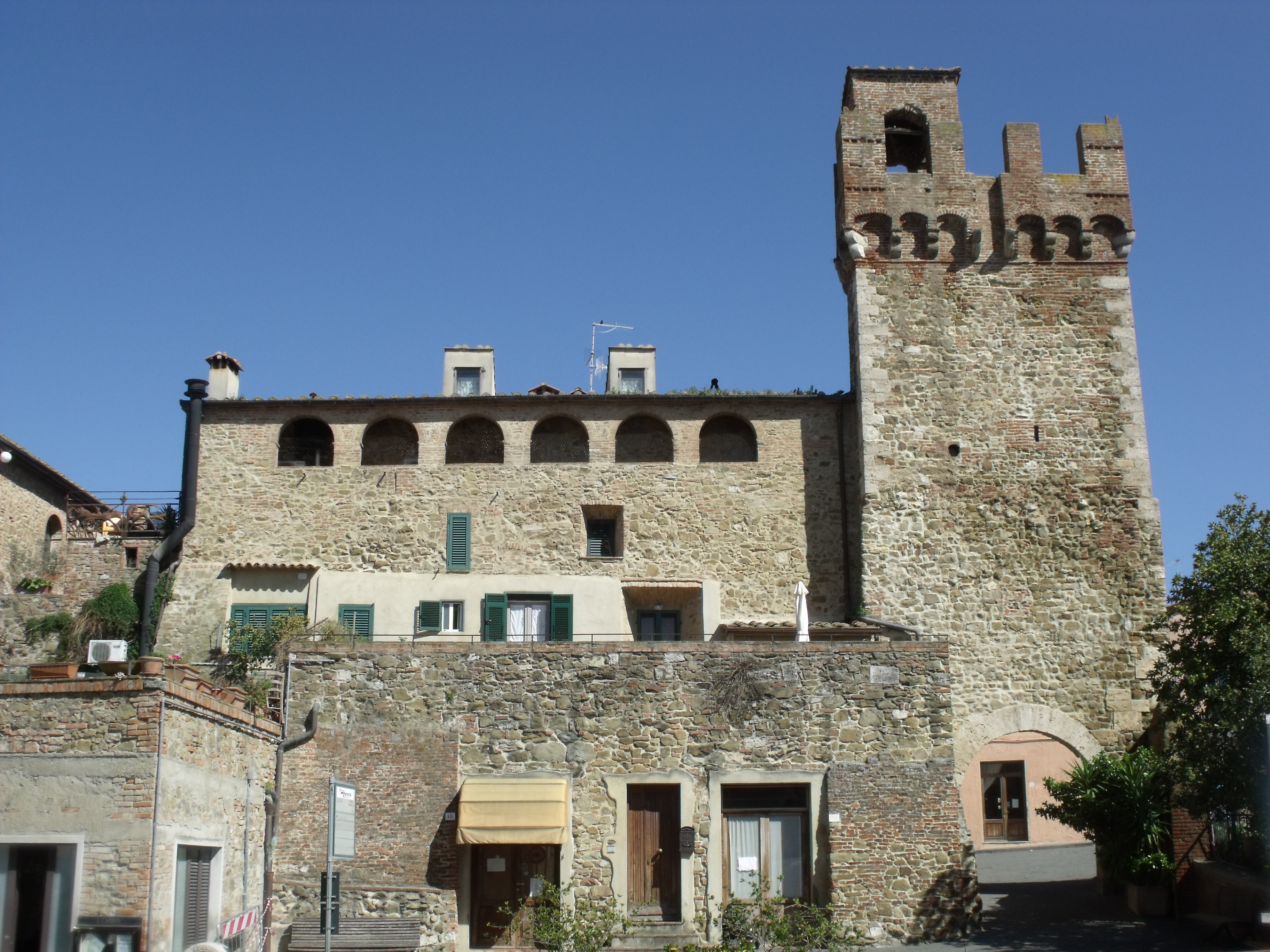
La Porta Grossetana, nella vicina frazione d'Istia d'Ombrone

- Mura di Grosseto: il perimetro murario della città di Grosseto è uno dei rari esempi in Italia di cinte murarie pervenute pressoché integre fino ai giorni nostri. La primitiva cinta a difesa della città fu realizzata nel XII secolo, ma furono demolite ben presto dai senesi quando presero possesso della città nel XIV secolo. Le mura senesi comprendevano quattro porte lungo il perimetro: Porta di San Michele, Porta di Santa Lucia, Porta di San Pietro e Porta Cittadina. Della cinta medievale sopravvivono solamente la Porta Vecchia e il cassero, con la porta di Santa Lucia in seguito inglobata all'interno della Fortezza. A partire dalla metà del XVI secolo, i Medici commissionarono a Baldassarre Lanci la progettazione delle nuove mura, con la caratteristica forma esagonale che presentano ancora nel ventunesimo secolo. Con l'avvento dei Lorena, nel XIX secolo fu decisa la trasformazione della cinta muraria in passeggiata e i camminamenti furono mutati in parco alberato. I sei bastioni delle mura sono, in senso orario partendo da nord: il bastione Rimembranza (già baluardo di San Francesco); il bastione Fortezza (comprendente i baluardi di Santa Lucia e della Vittoria); il bastione Maiano (già baluardo delle Palle); il bastione Cavallerizza (già baluardo dell'Oriolo); il bastione Molino a Vento (già baluardo di San Michele); il bastione Garibaldi (già baluardo delle Monache). A nord si apriva Porta Nuova, demolita nel XIX secolo e sostituita da una cancellata in ferro, la cosiddetta "Barriera", poi smantellata negli anni venti del XX secolo e consiste nell'unico tratto delle mura non più presente; ad est si apriva la porta di Santa Lucia, scomparsa, mentre sono presenti due accessi, l'arco del Vallo degli Arcieri e il ponte Amiata, viadotto sospeso di recente realizzazione; a sud si apre la Porta Vecchia, già Porta Reale; ad ovest si aprono la Porta Corsica, realizzata negli anni trenta del XX secolo in sostituzione della scomparsa porta di San Michele, ed il piccolo arco del passo Jago Fuligni.
- Mura di Batignano: durante il XII secolo fu realizzata una prima fortificazione per difendere l'area signorile situata nella parte sommitale dell'abitato. A testimonianza di questo primitivo nucleo castrense rimane il cosiddetto cassero. Tra il XIII e il XIV secolo furono costruite le nuove mura che delimitarono un'area più ampia dopo lo sviluppo del borgo nel corso degli anni. Lungo il perimetro si aprono la Porta Grossetana, verso ovest, e la Porta Senese, rivolta a est.
- Mura di Montepescali: la prima fortificazione del borgo fu costruita tra il X e l'XI secolo, per poi essere ampliata nei secoli successivi a partire dal XIII secolo. I documenti testimoniano la sua esistenza a partire dal 1147. Sono riconoscibili le due porte di accesso (Porta Vecchia e Porta Nuova), due torrioni denominati torre del Belvedere e torre del Guascone, e il caratteristico baluardo a tre punte, parzialmente modificato nei primi del XX secolo per permettere l'allargamento della sede stradale.
- Mura di Istia d'Ombrone: una prima fortificazione fu costruita tra il IX e il X secolo a protezione del borgo, dove sorgeva l'area signorile che comprendeva anche una residenza dei vescovi di Roselle. Successivamente altre ristrutturazioni si verificarono tra il XII e il XV secolo. Lungo le mura si aprono due porte: la Porta Grossetana, in posizione sud-occidentale, e la cosiddetta Portaccia, rivolta verso nord-est.

#### Fortificazioni e torri

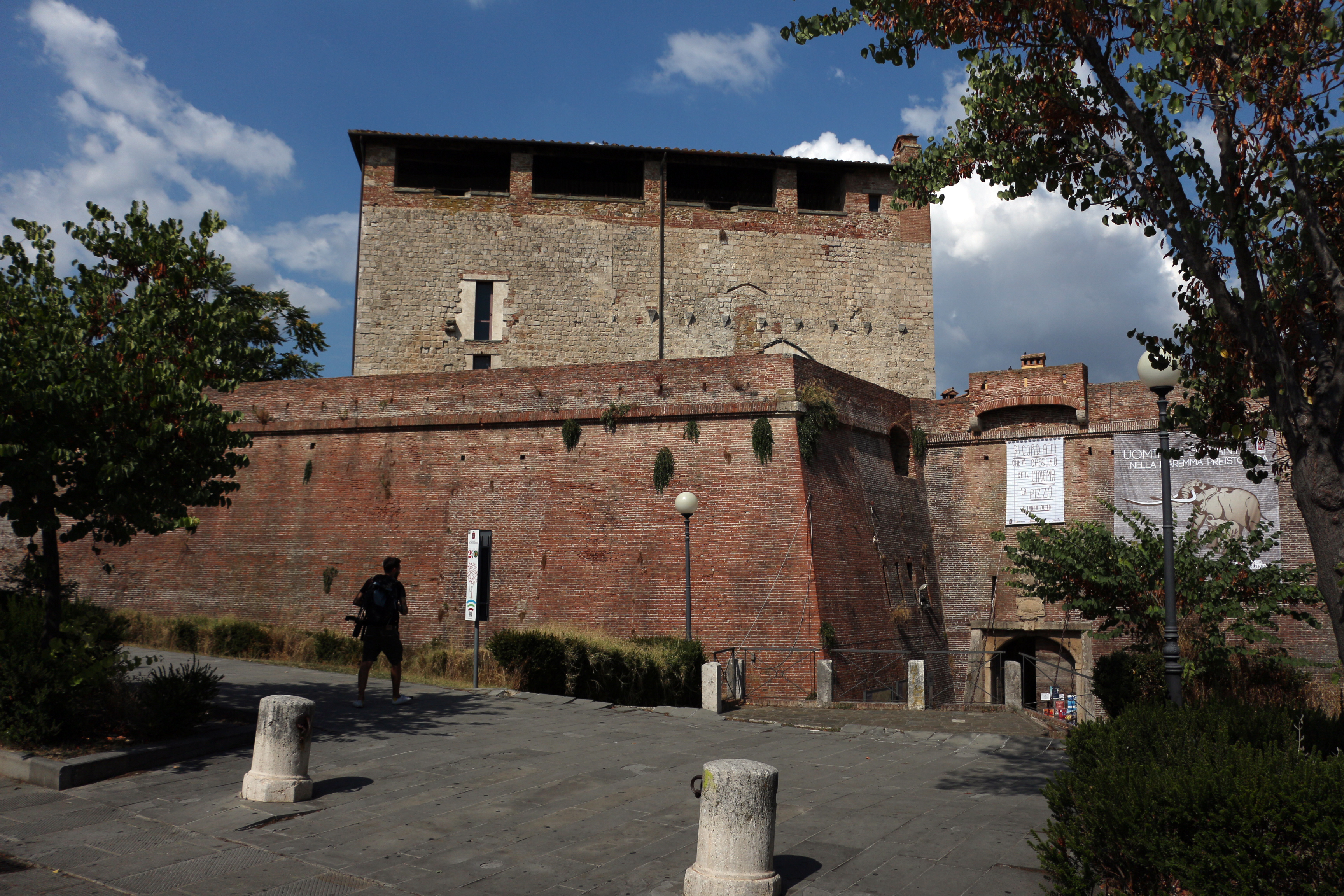
Il Cassero, detto Fortezza

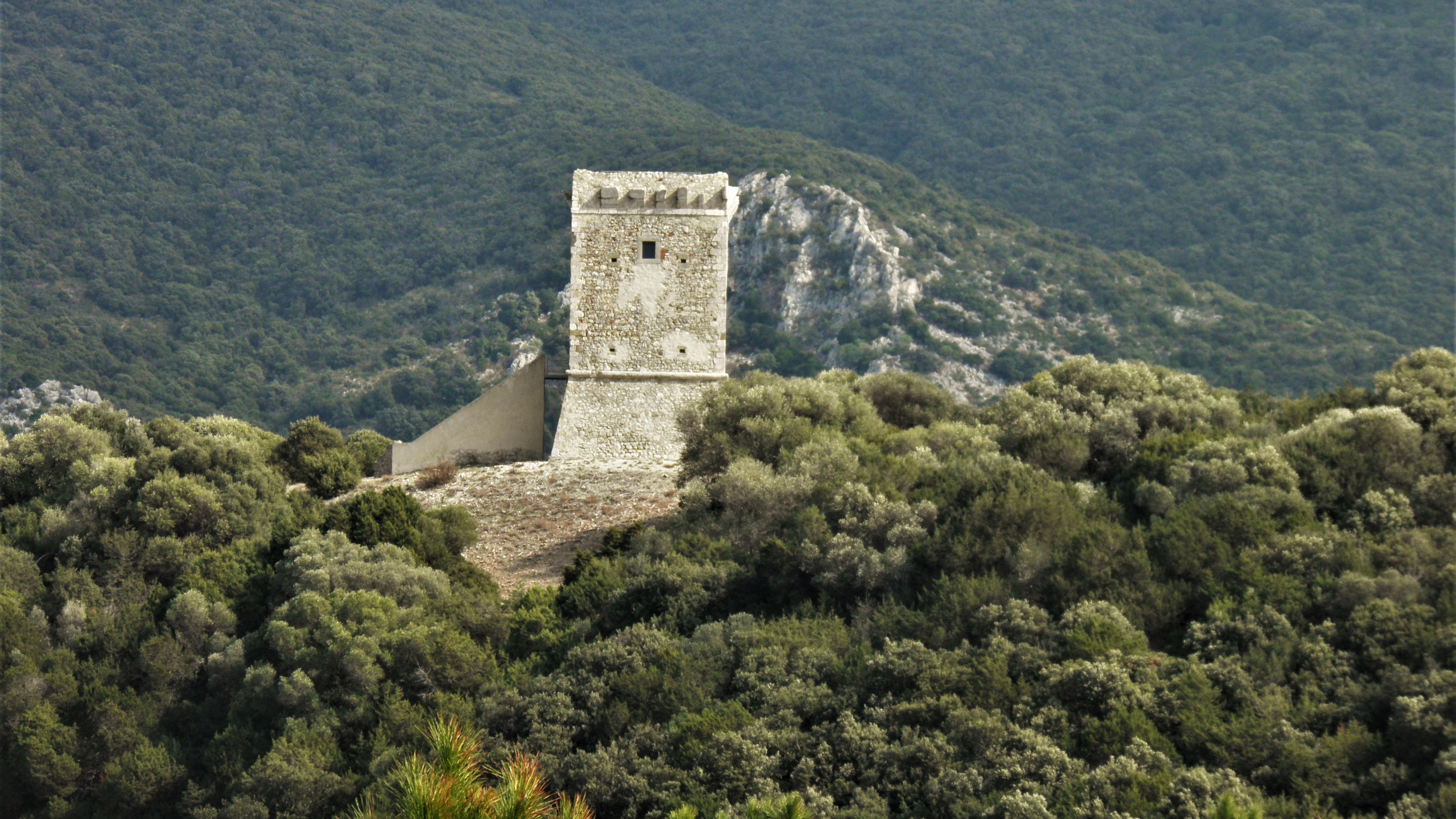
La Torre di Collelungo

- Cassero Senese, chiamato comunemente Fortezza, risale al XIV secolo e si tratta dell'unico elemento architettonico – assieme a Porta Vecchia – della cinta muraria di epoca medievale che è stato risparmiato durante i lavori di ricostruzione delle mura avvenuti a partire dalla seconda metà del XVI secolo. L'edificio, che svetta sul bastione Fortezza sul quale è situato, è stato adibito a sede del distretto militare tra il XIX e il XX secolo, per poi finire abbandonato e rimanere per anni in stato di degrado. A partire dal 1978 sono iniziati una serie di recuperi dell'intera area muraria che hanno riportato il cassero all'antico aspetto; è utilizzato principalmente per l'esposizione di mostre di carattere artistico e fotografico.
- Forte di San Rocco, situato nella frazione di Marina di Grosseto, si tratta di un complesso fortificato realizzato nel 1793 dal granduca Ferdinando III con funzioni di avvistamento; è adibito ad uso residenziale.[59]
- Forte delle Marze, situato nel tratto costiero che da Marina di Grosseto arriva a Castiglione della Pescaia, si tratta di una struttura fortificata realizzata nel XVIII secolo sul luogo di una precedente torre di avvistamento, e svolse funzioni di avvistamento, difesa e raccolta del sale. Trasformato successivamente in villa, è di proprietà privata.
- Tino di Moscona, situato sul Poggio di Moscona, altura che si eleva a nord-est della città di fronte all'area archeologica di Roselle, è una struttura muraria circolare inserita a un'estremità di una cinta muraria più estesa costruita con pietre a secco, risalente al periodo medievale. L'area risulta abitata nel periodo villanoviano, poi fu sede di un centro fortificato di età ellenistica per essere rioccupato nel XII-XIII secolo per breve periodo come sede del castello di Montecurliano.

Nel Parco naturale della Maremma si trovano:
- Torre della Trappola, costruita in epoca medievale a sud di Principina a Mare presso l'argine destro dell'Ombrone, era parte integrante di un complesso dove vi erano anche le saline ed una chiesa. Svolgeva funzioni di difesa, offesa e di guardia, potendo comunicare sia a nord che a sud con le altre strutture del sistema difensivo costiero.
- Torre di Castel Marino, costruita nel corso del XIII secolo su un poggio nel cuore del Parco naturale della Maremma presso Marina di Alberese, svolgeva funzioni di difesa e di avvistamento; con la costruzione della vicina torre di Collelungo, fu gradualmente dismessa.
- Torre di Collelungo, situata su un modesto promontorio del Parco naturale della Maremma proprio dinanzi all'omonima spiaggia, è una delle torri meglio conservate del litorale grossetano. Fu costruita nel XVI secolo nel luogo dove probabilmente vi era una preesistente fortificazione.
- Torre dell'Uccellina, edificata durante il XIV secolo lungo il crinale dei monti dell'Uccellina, con funzioni di avvistamento e di difesa della vicina abbazia di San Rabano, del cui complesso è parte integrante.

Nel Parco nazionale dell'Arcipelago Toscano si trova il faro delle Formiche di Grosseto, situato sulla Formica Grande, il maggiore isolotto delle Formiche, venne edificato nel 1901 e ristrutturato nel 1919 dalla Regia Marina per l'illuminazione notturna dei suddetti isolotti.

### Altro

#### Sculture

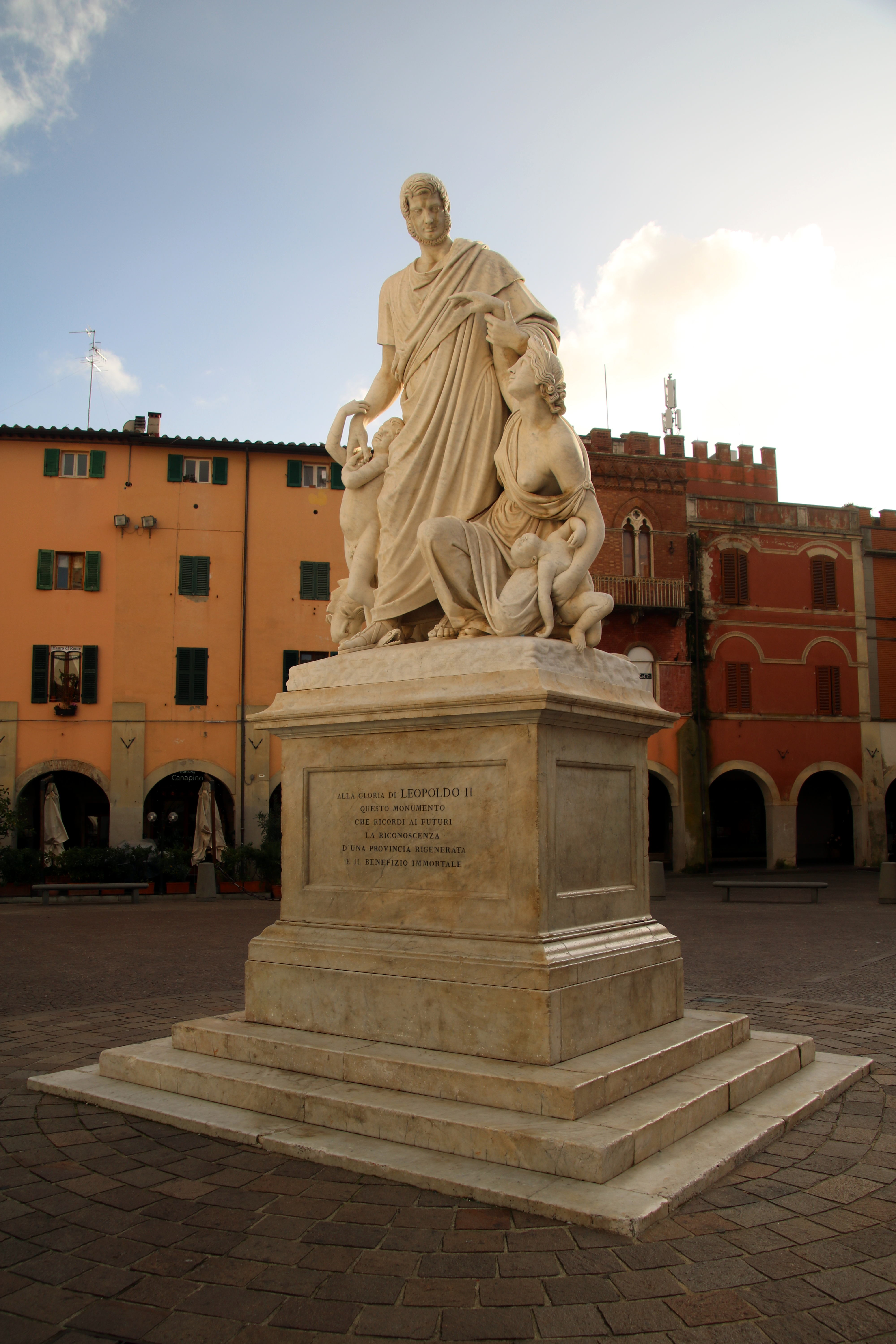
Il Monumento a Canapone

- Monumento a Canapone, complesso scultoreo posto al centro della piazza principale di Grosseto, è stato realizzato nel 1846 dall'artista Luigi Magi. La scultura rappresenta il granduca in atto di sorreggere con la mano sinistra una donna che stringe tra le braccia un bambino morente (allegoria della Maremma colpita dalla malaria), e con la destra un bambino vivace e sorridente (la speranza del futuro), mentre con il piede schiaccia la testa di un serpente (la malaria), che è divorato da un grifone (la città di Grosseto) posto alle sue spalle.
- Monumento a Giuseppe Garibaldi, situato sul bastione che porta il suo nome, è stato realizzato dallo scultore Tito Sarrocchi ed inaugurato il 2 giugno 1884. Originariamente collocato sul bastione Rimembranza, è stato trasferito nell'attuale sede nel 1923.
- Monumento ad Andrea da Grosseto, situato in piazza Baccarini, di fronte al museo archeologico e d'arte della Maremma, è stato realizzato nel 1973 dall'artista Arnaldo Mazzanti in onore dello scrittore grossetano che volgarizzò nel 1268 i trattati morali di Albertano da Brescia, fornendo uno dei primi esempi di prosa volgare italiana.
- Monumento ad Ettore Socci, eretto il 24 novembre 1907 con intervento finanziario (200 lire) dello stesso comune di Grosseto, fu realizzato dallo scultore Emilio Gallori in onore a Ettore Socci, repubblicano, cittadino onorario e deputato del Collegio di Grosseto.
- Monumento ai caduti per la patria, situato sul bastione Rimembranza, consiste nella modificazione del monumento ai caduti delle battaglie risorgimentali inizialmente posto in piazza della Vasca e realizzato nel 1896 su progetto di Ippolito e Giuseppe Luciani. La modifica è stata effettuata nel 1921 per onorare anche i caduti della prima guerra mondiale ed è stato posto nella sua attuale sede nel 1929, con l'inaugurazione del Parco della Rimembranza.
- Cippo idraulico di via Ximenes, situato nel parco Pollini di via Ximenes, nei pressi di Porta Corsica, si presenta a tre lati, e su ogni lato si trovano, oltre i volti dei personaggi illustri della bonifica realizzati da Tito Sarrocchi, le piccole vasche sormontate da uno stemma del grifone dove si trovavano i rubinetti da cui usciva l'acqua. Orientato verso ovest vi si trova il volto scolpito di Leonardo Ximenes, verso nord il volto scolpito dell'abate Pio Fantoni, verso sud il volto scolpito di Sallustio Bandini.
- Colonna dei bandi, collocata all'angolo tra la facciata principale e il fianco laterale destro della cattedrale, risale al II secolo d.C. ed è stata rinvenuta nel 1863 presso casa Passerini (Roselle); la colonna ne sostituisce una precedente la cui presenza nella piazza è documentata sin dal XVII secolo.
- Monumento al buttero, scultura in bronzo di Tolomeo Faccendi che rappresenta il buttero a cavallo, è situata in piazza Marconi di fronte alla stazione ferroviaria.
- Monumento al badilante, scultura in bronzo dell'artista Antonio Lazari, è dedicato al ricordo della figura del badilante delle bonifiche agrarie, ed è situato nei pressi del Ponte Massa nel punto dove scorreva il canale diversivo dell'Ombrone.

#### Piazze principali

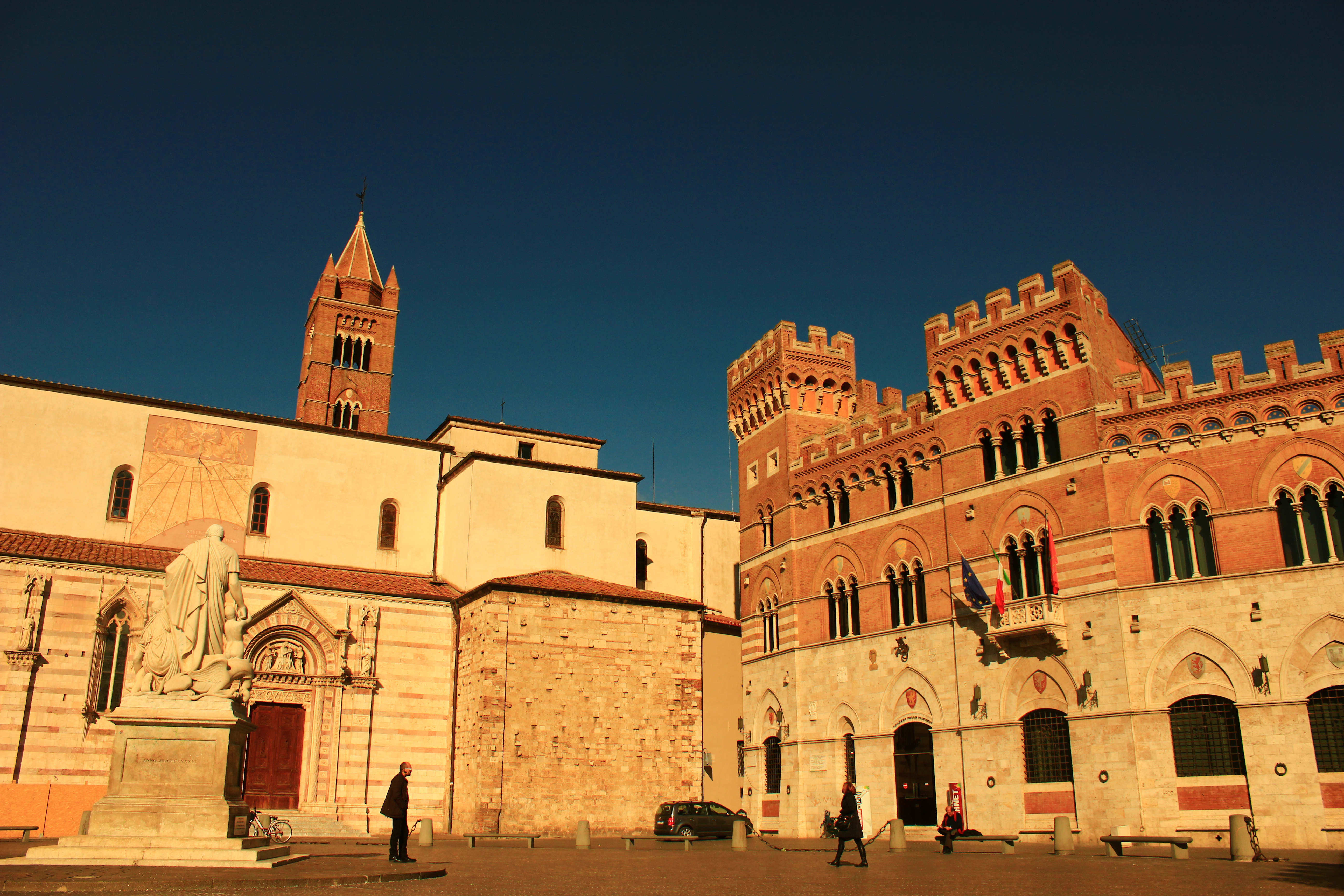
Scorcio di Piazza Dante

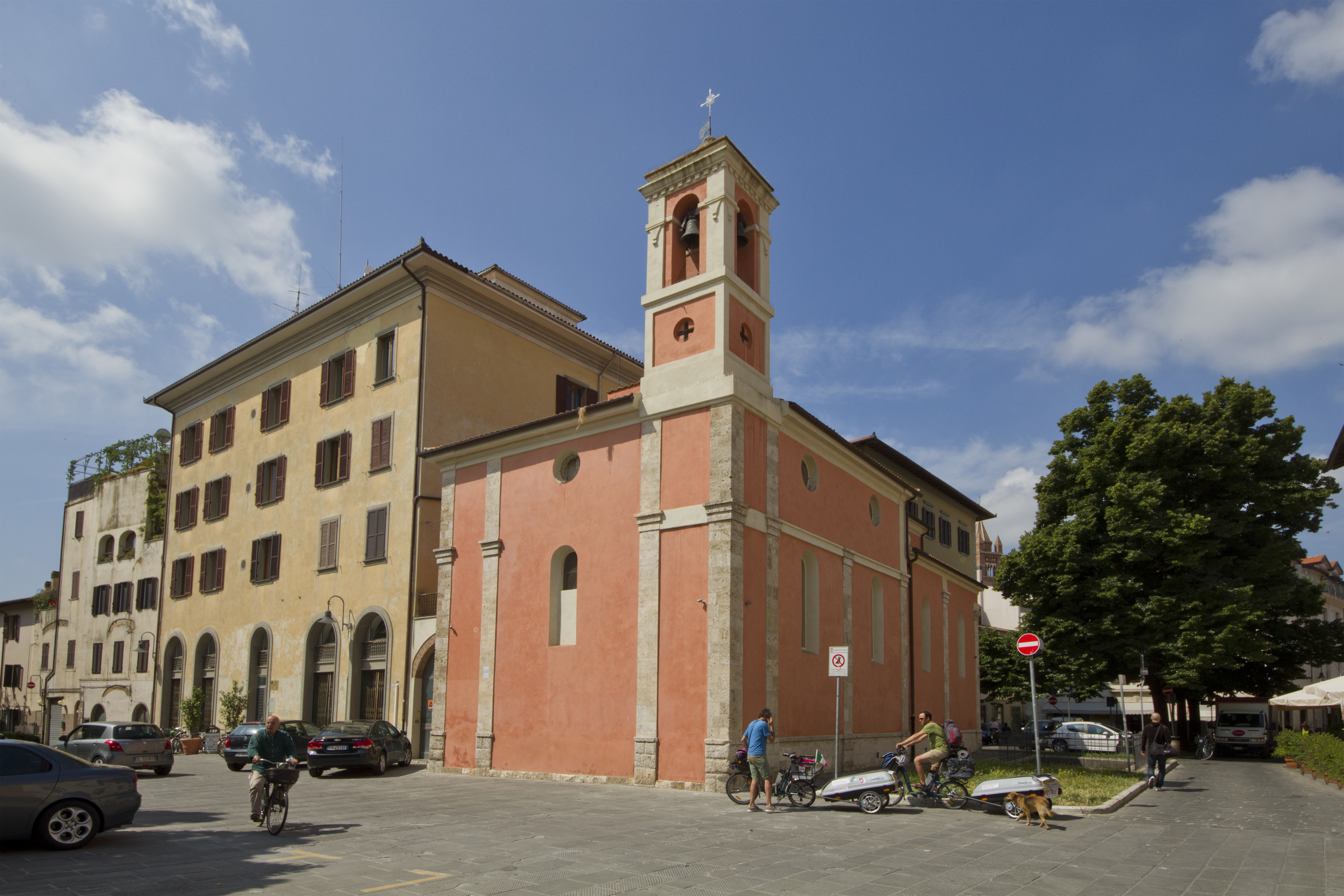
Scorcio di Piazza della Palma

- Piazza Dante, principale piazza cittadina, nota anche come Piazza delle Catene, è stata realizzata in forma trapezoidale tra il XIII e il XIV secolo. Da sempre il cuore della vita civile e religiosa della città, al centro vi è collocato il monumento a Canapone; vi si affacciano il duomo, il Palazzo Comunale, Palazzo Aldobrandeschi (sede della provincia). Il lato meridionale e quello occidentale sono caratterizzati da una serie di edifici che si articolano sopra un comune loggiato-porticato, che si sviluppa ad L senza soluzioni di continuità. All'angolo destro della facciata del duomo spicca la presenza della colonna dei bandi.
- Piazza Socci, piccola piazza che si apre lungo Corso Carducci, nelle vicinanze della chiesa di San Pietro, caratterizzata dalla presenza del monumento in bronzo ad Ettore Socci, realizzato il 24 novembre 1907.
- Piazza Baccarini, caratterizzata dalla presenza del monumento ad Andrea da Grosseto, vi si affacciano il palazzo del Vecchio Tribunale (museo archeologico e d'arte della Maremma) sul lato meridionale e la facciata della chiesa dei Bigi su quello orientale, all'estremità di via Vinzaglio. Nella parte nord-orientale, la piazza si inoltra senza soluzione di continuità in piazza San Francesco.
- Piazza San Francesco, continuazione nord-orientale di piazza Baccarini, vi si affacciano la chiesa di San Francesco e il complesso del vecchio spedale che ospita alcuni uffici comunali e il Polo Universitario Grossetano. Di fronte al fianco destro della chiesa vi è collocato un caratteristico pozzo.
- Piazza della Palma, di forma rettangolare e così denominata per la presenza di una palma secolare, si estende in direzione nord-sud. Nella parte nord-occidentale della piazza, si affacciano l'area absidale e il campanile della chiesa della Misericordia.
- Piazza dei Martiri d'Istia, piccola piazza del centro storico, chiusa sul lato orientale dalla facciata della chiesa della Misericordia.
- Piazza del Sale, antica piazza del mercato cittadino prima del suo spostamento fuori delle mura, nota infatti anche come Piazza del Mercato, si estende a forma poligonale tra il tratto sud-occidentale delle mura, Porta Vecchia e il cassero del sale, edificio medievale che le conferisce la denominazione.
- Piazza del Popolo, situata all'estremità settentrionale del centro storico, fu realizzata negli anni 1920 in prossimità di Porta Nuova e della cortina muraria che fu parzialmente "tagliata" per avere a disposizione una superficie più ampia. Sul lato meridionale si affaccia l'ex casa del fascio.
- Piazza della Vasca, dedicata ai fratelli Rosselli, viene così denominata per la presenza, al centro, della fontana a forma circolare. Situata fuori delle mura poco oltre Porta Nuova, vi si affacciano alcune delle più imponenti e discusse architetture contemporanee che caratterizzano la città.
- Piazza Caduti di Nassirya, ampia piazza situata a est delle mura cittadine, in prossimità del Cassero Senese. Inaugurata nel 2004 dal sindaco Alessandro Antichi, è caratterizzata da una pavimentazione in pietra.

#### Strade principali

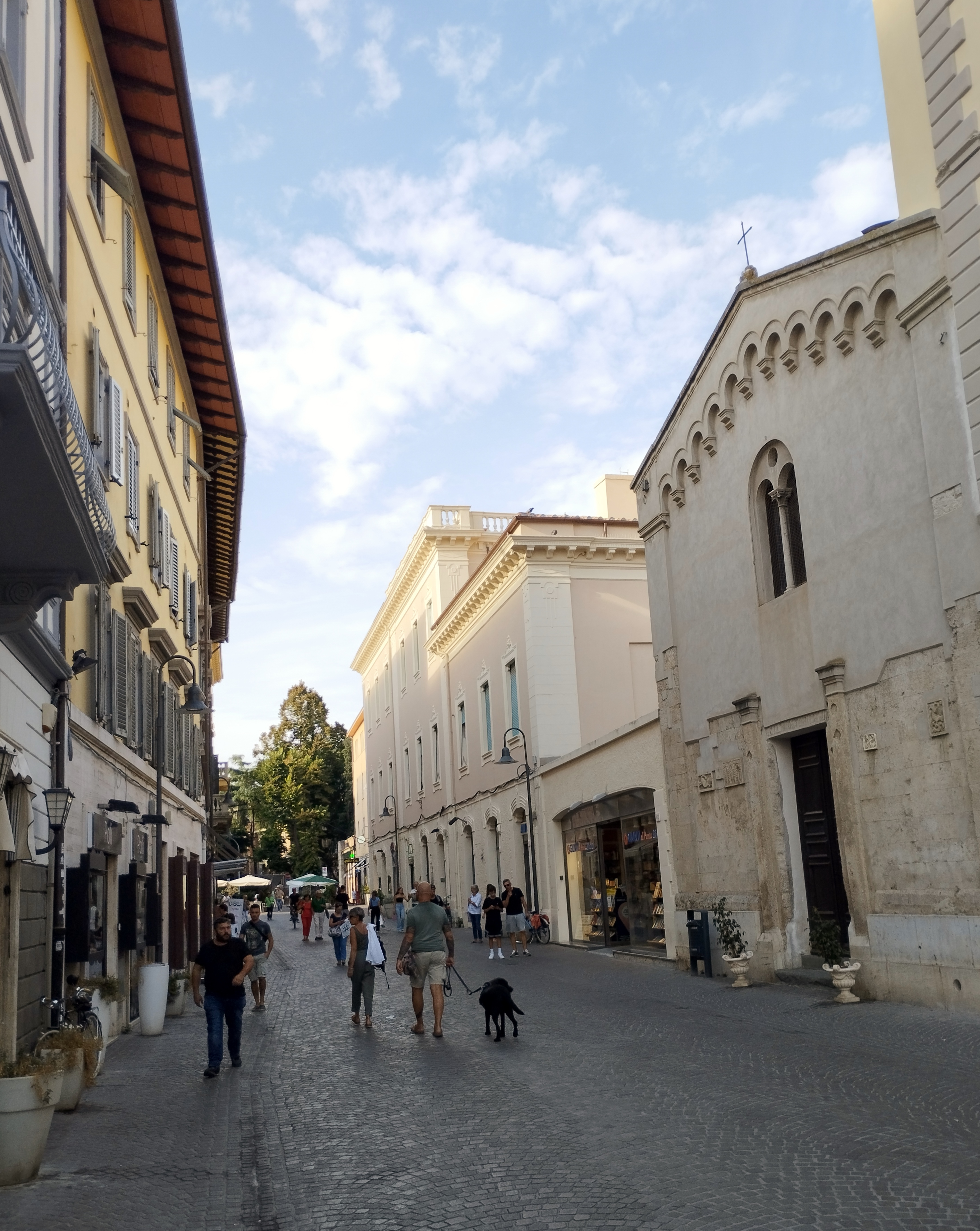
Veduta di Corso Carducci e la chiesa di San Pietro

- Corso Carducci, principale via dello shopping cittadino, collega Piazza Dante a Porta Nuova lungo un tratto dell'antico tracciato della via Aurelia che attraversava il centro storico. Vi si affacciano la chiesa di San Pietro e numerosi palazzi in stile liberty e neorinascimentale: Palazzo Bossi, Palazzo Battigalli, Palazzo Ariosti, Palazzo Sellari, l'ex palazzo della prefettura, Palazzo Marcucci, Palazzo Nebbiai, Palazzo del Giappone, Palazzo Pallini, Palazzo Cappelli, Palazzo Tognetti e il Palazzo del Genio Civile.
- Chiasso delle Monache, suggestivo vicolo a doppio arco, che collega strada Vinzaglio alla parte sud-occidentale di piazza San Francesco, attraversando sul piano stradale il Convento delle Clarisse.
- Strada Vinzaglio, caratteristica via cittadina che ha inizio dal lato meridionale di piazza Baccarini. Vi si affacciano il convento delle Clarisse, attiguo alla Chiesa dei Bigi, parte del palazzo dell'ex tribunale ed i villini Magrassi e Brogi.
- Strada Ginori, caratteristica via del centro storico, che si snoda ad andamento semicircolare, parallelamente al lato nord-orientale delle mura di Grosseto. La strada collega il lato meridionale di piazza San Francesco col lato settentrionale di piazza della Palma; vi si affacciano diversi edifici di origini medievale, tra cui il caratteristico Palazzo Stefanopoli-Porciatti.
- Strada Ricasoli, breve via che collega Porta Vecchia a piazza Dante, costituiva il primissimo tratto della via Aurelia che attraversava il centro storico da sud a nord. Tra gli edifici che vi si affacciano il più interessante è sicuramente Palazzo Carmignani, che ospita la calzoleria all'imbocco di piazza del Sale: al suo interno, sono conservati gli originari arredi in stile liberty. È ipotizzabile che nei secoli scorsi fosse la via del Ghetto.[61]
- Strada del Giuoco del Cacio, costituisce l'intero anello viario, così denominato fino al XIX secolo, che costeggia internamente l'intera cerchia muraria di Grosseto. Lungo la parte semicircolare occidentale, denominata nel ventunesimo secolo via Mazzini, vi si affacciano il Teatro degli Industri, Palazzo Mensini (storica sede della Biblioteca Chelliana), il monumentale Cinema Marraccini e la villa Mazzoncini, mentre la parte semicircolare orientale, chiamata via Saffi, costeggia le mura tra il bastione Rimembranza e Porta Vecchia, dove è situato, tra gli altri, il caratteristico palazzo che ospita il carcere cittadino. Il gioco a cui allude il nome della strada si basa su una forma di formaggio (cacio) da far rotolare per la via senza farla cadere; questo popolare gioco è detto anche ruzzola.

### Siti archeologici

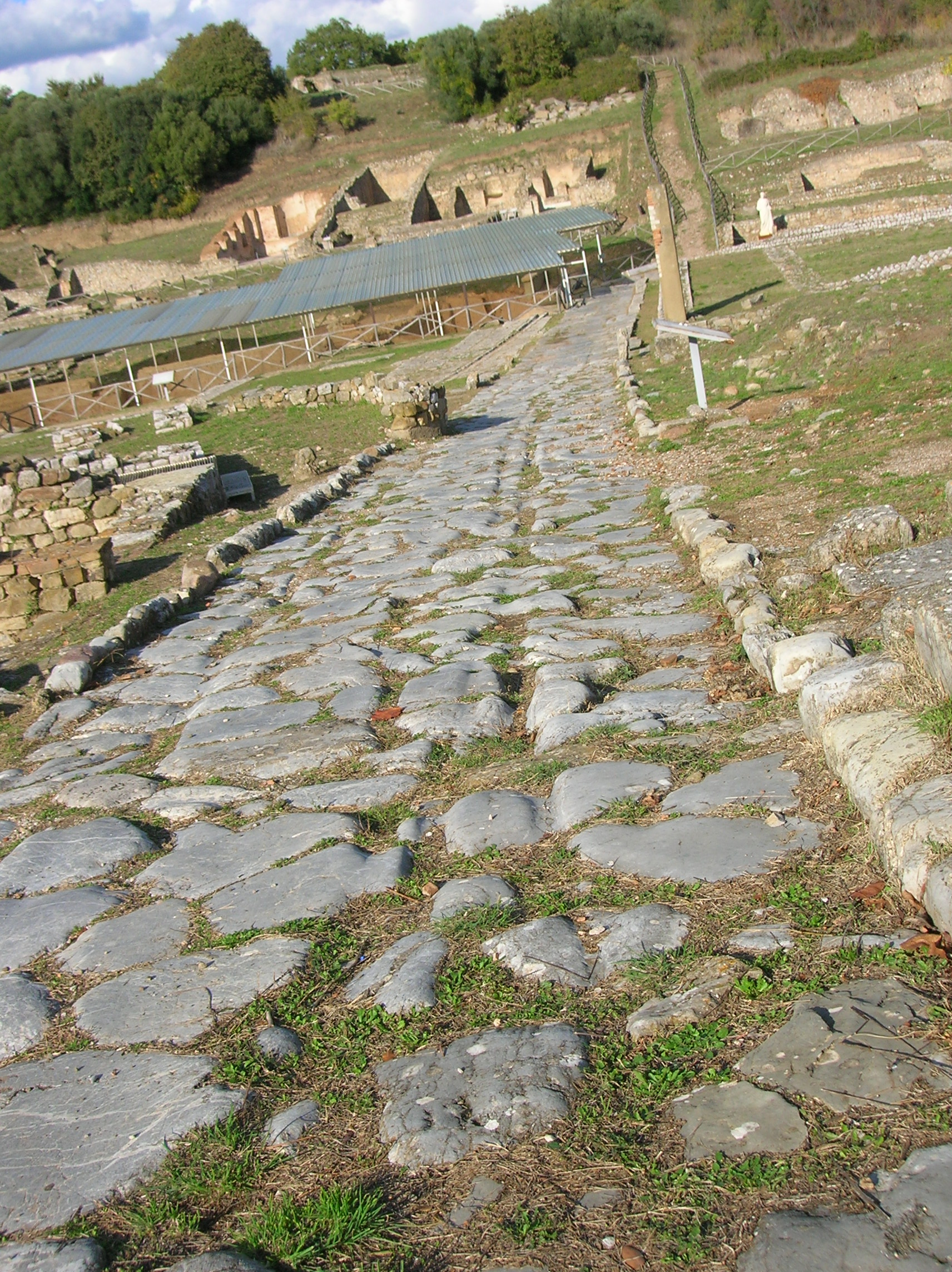
Scorcio del sito archeologico etrusco-romano di Roselle

- Roselle (sito archeologico): tra gli anni cinquanta e sessanta del XX secolo, grazie al contributo dell'archeologo Aldo Mazzolai, la città etrusco-romana di Roselle è stata scavata e trasformata in un parco archeologico. Il sito racchiude i resti dell'antica città, dalla sua fondazione in epoca etrusca, al suo splendore di città romana, fino alla sua travagliata storia altomedievale, culminata col definitivo abbandono dell'insediamento a vantaggio della città di Grosseto, dove venne anche trasferita la sede vescovile. Si conservano buona parte delle antiche mura ciclopiche di età arcaica (VI secolo a.C.); il foro romano, piazza principale della città sui si affacciano i resti della basilica, sede del tribunale e luogo di discussione di affari; l'augusteo (I secolo d.C.), edificio destinato al culto imperiale; un tempietto (I secolo d.C.); la domus dei mosaici ricca abitazione privata di cui si conservano ampi mosaici pavimentali; la basilica dei Bassi sede delle statue e dei ritratti dell'omonima famiglia romana. Alle pendici della collina nord si osservano i resti delle terme di età adrianea (II secolo d.C.) poi divenute sede della più antica cattedrale cristiana di Roselle (VI secolo d.C.). Sulla collina nord sorge la casa etrusca dell'impluvio e l'anfiteatro di forma ellittica (I secolo d.C.)
- Lo Scoglietto: località situata all'interno del Parco naturale della Maremma, nell'area tra Alberese e la foce dell'Ombrone, in cui sono stati rinvenuti insediamenti frequentati in un lungo periodo tra il I secolo a.C. ed il VI secolo d.C. È stata documentata sul luogo la presenza di un tempio romano dedicato a Diana Umbronensis, di cui rimangono alcune strutture murarie.

### Aree naturali

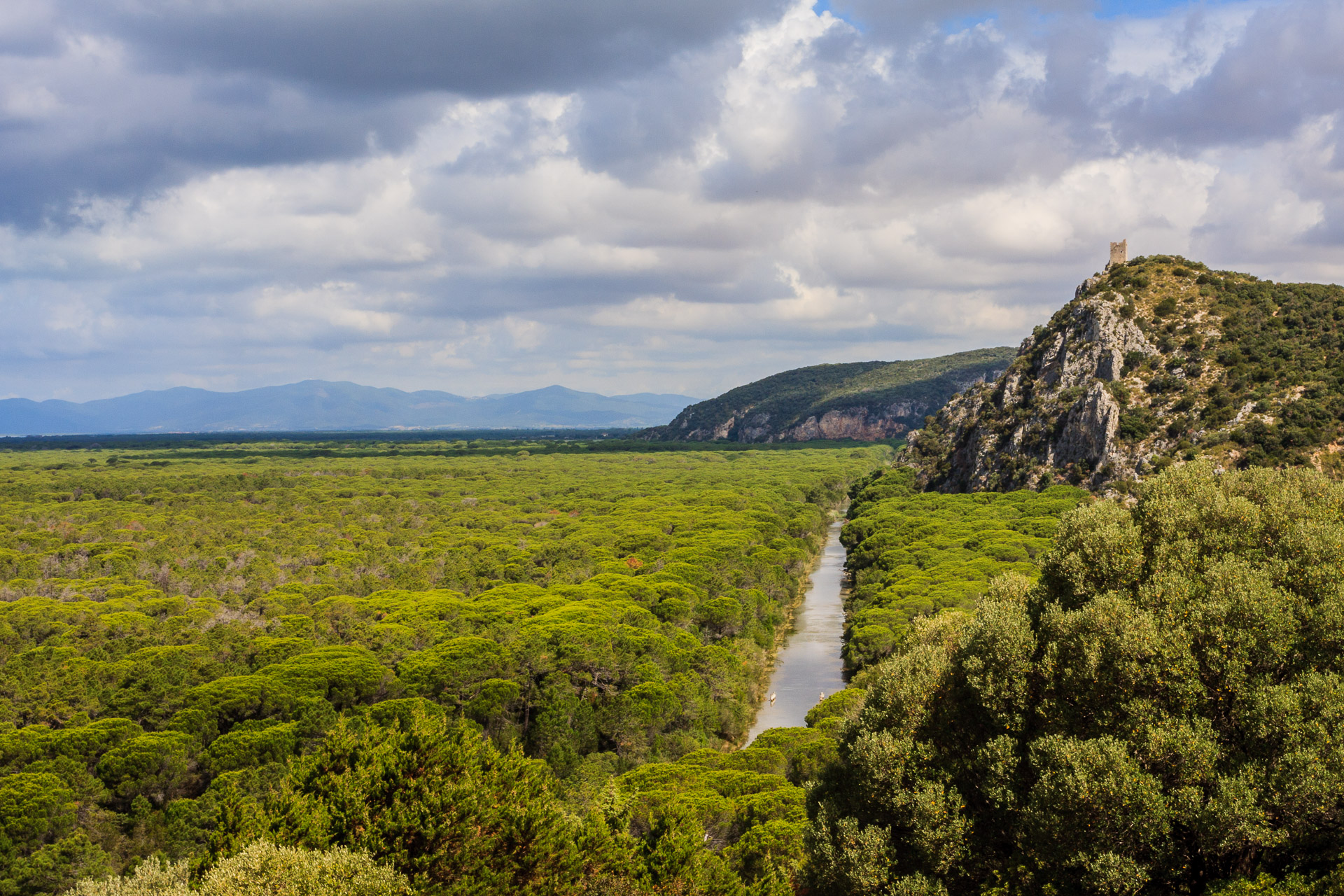
I monti dell'Uccellina, Parco regionale della Maremma

- Parco naturale della Maremma, area protetta regionale istituita nel 1975, è uno dei parchi più importanti della Toscana e prende parte del territorio comunale di Grosseto a sud delle frazioni di Rispescia ed Alberese. Nel 1992 è stato insignito del Diploma europeo delle aree protette. Include alcuni siti di interesse comunitario tra i quali il padule della Trappola, Bocca d'Ombrone e la pineta Granducale.
- Riserva naturale Diaccia Botrona, area naturale protetta di interesse provinciale, è stata istituita nel 1991 ed è caratterizzata da un ambiente tipico palustre. L'area umida costituisce l'ultimo esempio rimasto dell'antica palude che si è sviluppata dall'antico lago Prile, dopo le bonifiche effettuate nei primi del XX secolo.
- Parco nazionale dell'Arcipelago Toscano, area protetta nazionale, che include anche le Formiche di Grosseto, gruppo di isole minori situate nel Mar Tirreno a ovest dei monti dell'Uccellina, che rientrano nel territorio comunale di Grosseto.
- Santuario per i mammiferi marini, area marina protetta europea che interessa le acque del Mar Ligure e del Tirreno Settentrionale: queste ultime bagnano anche il litorale grossetano e le isole Formiche, che rientrano nei limiti della riserva marina.
- Pineta del Tombolo, bosco di macchia mediterranea di interesse comunitario che si estende lungo il litorale grossetano a nord della foce del fiume Ombrone, caratterizzato dalla presenza di diverse migliaia di esemplari di pino marittimo e di pino domestico, che si estendono per circa 15 km fino a Castiglione della Pescaia, interessando le frazioni comunali costiere di Principina a Mare e Marina di Grosseto. Nell'estate del 2012, tra il 18 e il 19 agosto, un incendio doloso ha distrutto una vasta area nei pressi di Marina ed è in atto un progetto di rimboschimento. Stesso evento si è ripetuto nell'estate 2017.

## Società

### Evoluzione demografica
Abitanti censiti

Grosseto conta 82 402 abitanti registrando ancora una buona fase di crescita, dopo essere stata per anni il capoluogo di provincia meno antropizzato della Regione. Inoltre, va rilevata un'espansione demografica costante, senza cioè conoscere pause o arretramenti, dal dopoguerra al ventunesimo secolo.
Analizzando il grafico sulla crescita della popolazione nel corso degli anni, appare evidente che Grosseto, al momento dell'Unità d'Italia, con i circa 4 700 abitanti risentiva ancora dell'effetto negativo causato dalla presenza della malaria che caratterizzava gran parte delle aree pianeggianti della Maremma.
All'inizio del Novecento, la popolazione era già raddoppiata, superando le 9 600 unità. Da allora, la crescita è proseguita in modo esponenziale, come è ravvisabile dall'andamento iperbolico all'interno del grafico, fino al 1981, grazie all'arrivo di numerosi immigrati, prima dall'Italia nord-orientale (Veneto in primis) grazie alla riforma agraria e nei decenni successivi anche da altre regioni, soprattutto dell'Italia meridionale.
Dal 1981 in poi la crescita demografica è proseguita, seppure in modo meno netto rispetto agli anni precedenti, iniziando ad assestarsi a partire dal 1991; nel 2001 viene rilevato un calo impercettibile, ma le statistiche demografiche degli ultimi anni dimostrano una ripresa della crescita.
Nell'agglomerato urbano della città di Grosseto (composto dai limitrofi comuni di Scansano, Roccastrada e Campagnatico),  secondo i calcoli effettuati applicando il criterio internazionale dell'Area urbana funzionale dall'OECD presso le città italiane con un numero di abitanti maggiore a 50,000, il numero dei residenti è superiore ai 96,000. Secondo i precedenti calcoli, nel 2022, l'83% della popolazione dell'agglomerato urbano era residente in città.

### Distribuzione degli abitanti
| Frazioni             | Abitanti (2011) | Altitudine |
| -------------------- | --------------- | ---------- |
| Grosseto (capoluogo) | 60 922          | 10         |
| Marina di Grosseto   | 2 115           | 1          |
| Roselle              | 1 869           | 25         |
| Istia d'Ombrone      | 1 486           | 39         |
| Braccagni            | 1 036           | 19         |
| Rispescia            | 755             | 15         |
| Batignano            | 619             | 150        |
| Principina Terra     | 380             | 4          |
| Alberese             | 368             | 42         |
| Nomadelfia           | 289             | 115        |
| Montepescali         | 224             | 222        |
| Principina a Mare    | 134             | 3          |
| Altre località       | 8 433           | -          |

### Etnie e minoranze straniere
Al 31 dicembre 2023 gli stranieri residenti nel comune erano 7 584, ovvero il 9,31% della popolazione. Di seguito sono riportati i gruppi più consistenti:
- Romania, 1 721
- Albania, 1 036
- Ucraina, 606
- Marocco, 478
- Moldavia, 393
- Bangladesh, 343
- Pakistan, 297
- Polonia, 209
- Cina, 192
- Repubblica Dominicana, 167

#### Comunità veneta
Nel 1923, dopo il decreto di esproprio del prefetto di Grosseto, la tenuta granducale di Alberese (6500 ettari) fu assegnata all’Opera Nazionale Combattenti (ONC). Nel 1928 iniziarono i lavori di bonifica, in quanto l'area meridionale del comune era ancora soggetta alla malaria per il gran numero di zone acquitrinose, e nel 1930 furono costruiti i poderi da assegnare alle famiglie provenienti dal Veneto. A ciascun podere veniva assegnato un nome legato alla prima guerra mondiale (es. Ortigara, Bainsizza, Buccari, Cadore, Carso, Istria, Dalmazia). Il podere era composto da una casa colonica, una stalla per sedici capi, un pollaio, un annesso rustico con il forno, due recinti per i maiali, una concimaia in muratura, un pozzo con la pompa, un abbeveratoio e un lavatoio. Nel 1930 arrivarono le prime famiglie dal Veneto e l’immigrazione veneta ad Alberese continuò anche negli anni successivi: in tutto arrivarono oltre cento nuclei familiari, soprattutto dalle province di Padova, Vicenza e Treviso. La comunità ha lasciato in eredità alcuni cognomi come Caoduro, Bottazzo, Casarin, Riello, Maggiotto, Pegoraro, Zorzi, Segato, Marangon, Bettiol, Perin, Zampieri, Cavallin e a livello familiare la lingua veneta, in via di estinzione.

### Religione
Le chiese cattoliche situate all'interno del territorio comunale di Grosseto appartengono alla Diocesi di Grosseto, che nel centro storico cittadino ha la propria cattedrale, il Duomo di San Lorenzo, oltre al Palazzo Vescovile, sede della curia diocesana.
Unico edificio religioso che costituisce un'eccezione è l'Oratorio della Madonna della Pace ai Cerri Alti, situato all'estremità sud-orientale del territorio comunale, in prossimità dei confini amministrativi con Magliano in Toscana. La piccola cappella rurale, pur essendo ubicata nel comune di Grosseto, rientra all'interno del territorio parrocchiale della chiesa di Sant'Isidoro a Preselle, frazione del comune di Scansano, che risulta invece appartenere alla Diocesi di Pitigliano-Sovana-Orbetello, il cui vescovo ha la propria residenza all'interno di Palazzo Orsini a Pitigliano, dopo la definitiva dismissione del Palazzo Vescovile di Sovana avvenuta nel 1777: quest'ultima diocesi comprende tre cattedrali, quella originaria del Duomo di Sovana, il Duomo di Pitigliano e il Duomo di Orbetello.
A Grosseto e nella provincia sono presenti anche un cospicuo numero di fedeli evangelici e di chiese evangeliche (battiste e pentecostali). In via Piave è situato il luogo di culto della Chiesa evangelica battista, mentre in via Cantore si trova una delle principali chiese di riferimento della comunità apostolica, fondata a Grosseto nel 1927 come prima in Italia. In città ha sede anche il centro nazionale della Chiesa apostolica pentecostale e il centro Studi Teologici, situati in località Commendone.
La confessione dei Testimoni di Geova conta circa 800 membri in tutta la provincia e possiede un proprio luogo di culto, inaugurato nel 2012 nel quartiere Alberino.

### Lingue e dialetti
Nella città di Grosseto e in buona parte della Maremma è parlata una variante del dialetto toscano, comunemente definita maremmano.
Per via del recente sviluppo economico e della conseguente massiccia immigrazione proveniente da varie regioni italiane, sono parlati colloquialmente numerosi dialetti.
Da menzionare è la frazione di Alberese, dove accanto alla lingua italiana e al maremmano, è parlato anche il veneto, trasmesso dai coloni giunti nel ventesimo secolo, ma sufficientemente influenzato dal precedente da essere considerato in via di estinzione.

### Tradizioni e folclore
- Festa di San Lorenzo: festa patronale della città che si svolge annualmente ogni 9 e 10 agosto. Il momento più simbolico è quello della processione della sera del 9 agosto, che attraversa le vie del centro cittadino, prima di concludersi in cattedrale con la benedizione impartita dal vescovo. La processione è aperta da un carro trainato dai buoi maremmani di Alberese, attraverso il tradizionale giogo. Sul carro, insieme alla campana cinquecentesca che scandisce i vari passaggi, prende posto il vescovo e viene esposta la statua lignea del santo durante il passaggio lungo le vie del centro storico. Il carro è seguito dai butteri a cavallo con il loro tradizionale abbigliamento; subito dopo sfilano lungo il corteo religioso le autorità cittadine, i sacerdoti delle varie parrocchie diocesane e successivamente i fedeli in preghiera.[86]
- Festa di San Rocco: festa della località di Marina di Grosseto, costituisce anche il principale evento turistico e d'attrazione della stagione balneare. Ogni 16 agosto, prima della mezzanotte, i festeggiamenti raggiungono il culmine con lo spettacolo pirotecnico in riva al mare.[87]
- Canti del maggio: canti di questua della tradizione contadina per l'augurio di un'ottima annata agricola. I canti sono praticati dai cosiddetti "maggiolatori" o "maggiaioli", che in alcune aree rurali, la notte tra il 30 aprile e il 1º maggio, si muovono da un podere all'altro, cantando poesie estemporanee: la principale festa del maggio si svolge nella frazione di Braccagni.

### Istituzioni, enti e associazioni
A Grosseto ha sede il LaMMA CRES, il Centro di Ricerche sull'Erosione del Suolo del Consorzio LaMMA inaugurato il 16 maggio 2003, che si occupa di studi sulle risorse idriche, sull'erosione del suolo e sullo sviluppo sostenibile a misura di territorio. A Grosseto vi è anche la sede del 4º Stormo dell'Aeronautica Militare (presso l'aeroporto Cesare Baccarini), del reggimento di cavalleria paracadutisti 3º reggimento Savoia Cavalleria e del Centro Allevamento Quadrupedi dell'Esercito Italiano.
Di natura religiosa è la Comunità di Nomadelfia, fondata nel 1948 da Don Zeno Saltini nell'omonima frazione della città.
La sanità in città è gestita dall'Asl Toscana Sud-Est presso l'ospedale Misericordia, struttura sanitaria di riferimento non solo per la città, ma anche per l'intera provincia e per altre aree della Toscana meridionale (compreso l'arcipelago) e del Lazio settentrionale. A Grosseto hanno sede alcune associazioni di soccorso come la Venerabile Arciconfraternita della Misericordia di Grosseto (sorta in città nel Medioevo), la Pubblica Assistenza e la Croce Rossa Italiana.

## Cultura

### Istruzione

#### Biblioteche

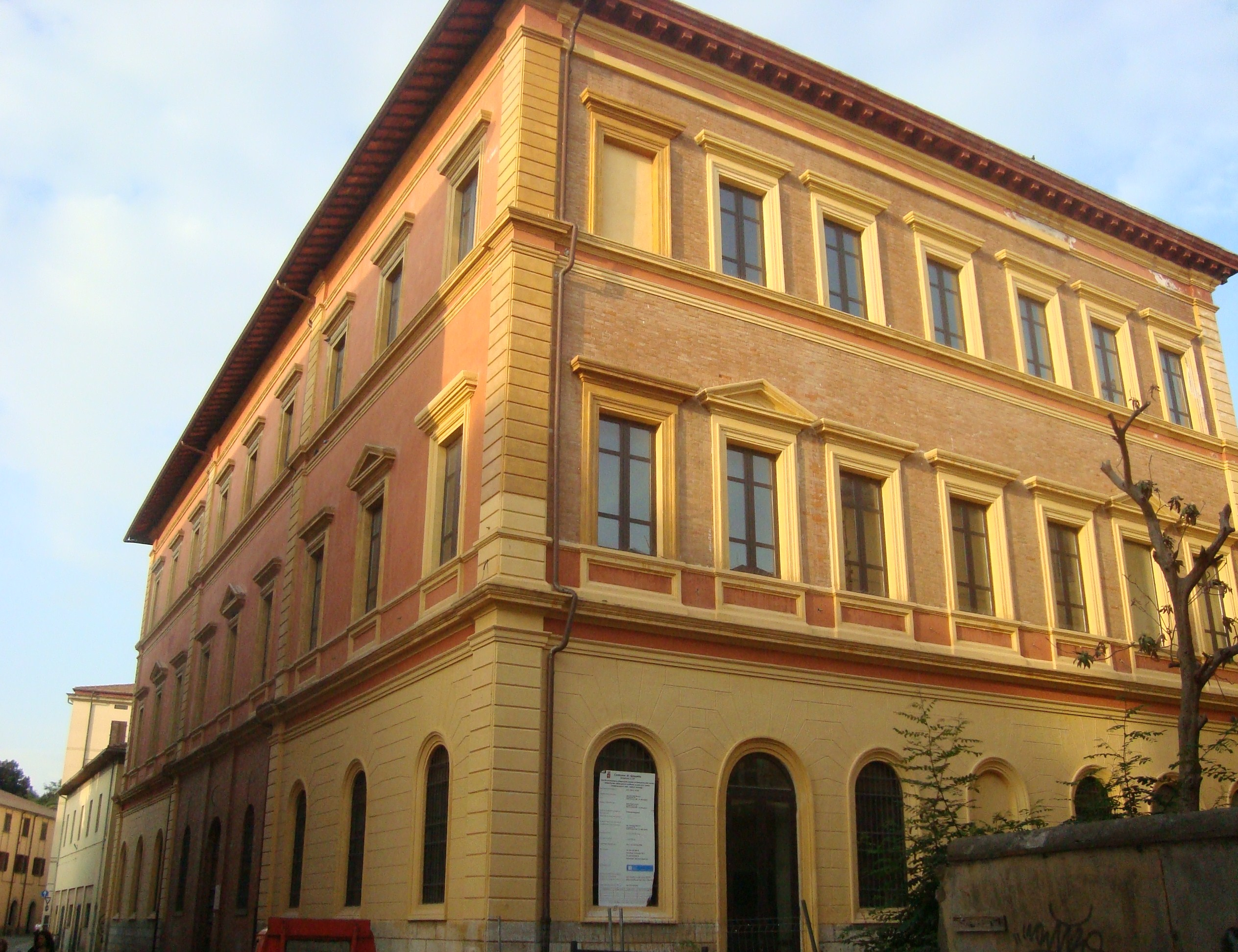
Palazzo Mensini, dove ha sede la Biblioteca comunale Chelliana

A Grosseto è presente la Biblioteca comunale Chelliana, la principale biblioteca della provincia con un patrimonio librario di oltre 140 000 volumi, tra cui trentaquattro incunaboli e duecentocinquanta manoscritti. La biblioteca è stata fondata nel 1860 dal canonico Giovanni Chelli, ed è ospitata all'interno di palazzo Mensini.
A Grosseto ha sede l'archivio delle tradizioni popolari della Maremma grossetana, fondato da Roberto Ferretti nel 1979.
Le altre principali biblioteche pubbliche della città sono:
- Biblioteca del polo liceale grossetano: situata in piazza Etrusco Benci, alla Cittadella dello Studente, è la biblioteca a servizio del liceo classico Carducci-Ricasoli e del liceo scientifico Guglielmo Marconi. È dotata di un patrimonio librario di circa 22 600 volumi.[89]
- Biblioteca diocesana Primo Gasbarri: fondata nel 1935 all'interno del seminario vescovile di via Ferrucci, dispone di un patrimonio librario di circa 18 200 volumi.[90]
- Biblioteca dell'Istituto storico grossetano della Resistenza e dell'età contemporanea (ISGREC): fondata nel 1993, si trova in via de' Barberi e conta circa 20 000 volumi.[91]
- Biblioteca dei padri Gesuiti: situata a Gorarella in via papa Giovanni XXIII, ha un patrimonio librario di circa 6 000 volumi.[92]
- Biblioteca dell'Istituto tecnico commerciale Vittorio Fossombroni: si trova presso la struttura scolastica di via Sicilia e possiede un patrimonio di circa 6 000 volumi.[93]
- Biblioteca dell'Archivio di Stato: situata in piazza Socci, è stata istituita nel 1958 e conta oltre 9 700 volumi.[94]
- Biblioteca della Camera di commercio: situata in via Cairoli, dispone di circa 3 000 volumi.[95]
- Biblioteca dell'Associazione degli industriali della Provincia di Grosseto: fondata nel 1944, è situata in viale Monterosa e dispone di un patrimonio librario di circa 2 000 volumi.[96]
- Biblioteca del Museo di storia naturale della Maremma: fondata nel 1965, conta circa 2 500 volumi.[97]

In città si trovano anche la biblioteca della Fondazione Luciano Bianciardi (via De Pretis), la biblioteca del centro di documentazione pedagogica (via Saffi), la biblioteca del CEDAV – Centro di documentazione arti visive (via Mazzini), la biblioteca del centro di documentazione per l'educazione alla salute ASL9 (via Don Minzoni), la biblioteca del museo archeologico e d'arte della Maremma (piazza Baccarini) e un cospicuo numero di biblioteche nei vari istituti comprensivi primari e secondari di primo grado.

#### Scuole

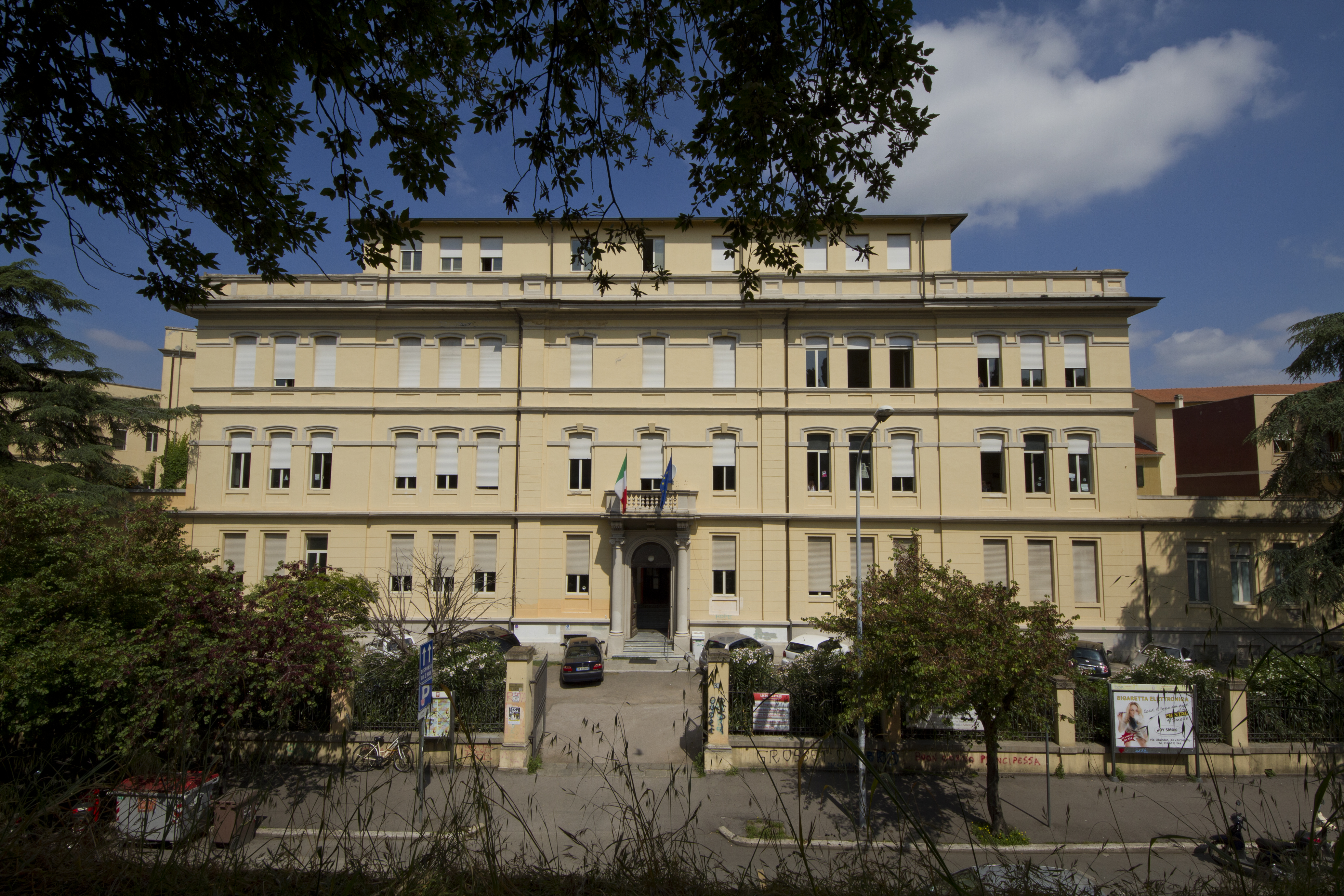
Ex palazzo della Scuola Regia normale magistrale

Le scuole primarie e secondarie di primo grado sono raggruppate in sette istituti comprensivi.
La città di Grosseto è inoltre sede di un vario numero di scuole secondarie di secondo grado di diversa tipologia: licei, istituti tecnici commerciali, industriali, professionali e musicali, frequentati anche da studenti pendolari provenienti da tutta la Maremma e dalle zone adiacenti ad essa.
Gli istituti superiori pubblici sono i seguenti:
- Polo Liceale P. Aldi: liceo classico e liceo scientifico
- Polo Liceale Rosmini: liceo linguistico, liceo delle scienze umane, liceo economico-sociale e dal 2024 liceo del Made in Italy
- Polo Bianciardi: liceo musicale e coreutico, liceo artistico, istituto tecnico tecnologico, istituto professionale
- Polo Manetti-Porciatti: istituto tecnico tecnologico
- Istituto Fossombroni: liceo scientifico, istituto tecnico economico
- Istituto Leopoldo II di Lorena: istituto tecnico tecnologico, istituto professionale.

In città sono inoltre presenti lo storico liceo Giovanni Chelli (liceo classico e scientifico) ed il liceo William Blake (liceo linguistico); sono entrambe scuole paritarie. In passato, nella frazione di Rispescia, aveva sede la scuola professionale ENAOLI (Ente nazionale di assistenza agli orfani dei lavoratori).
Gran parte degli istituti superiori precedentemente segnalati ha sede nella "Cittadella dello Studente", moderno campus studentesco eretto negli scorsi decenni nella periferia meridionale della città per raggruppare le principali scuole e fornire agli studenti i vari servizi necessari.

#### Università e ricerca

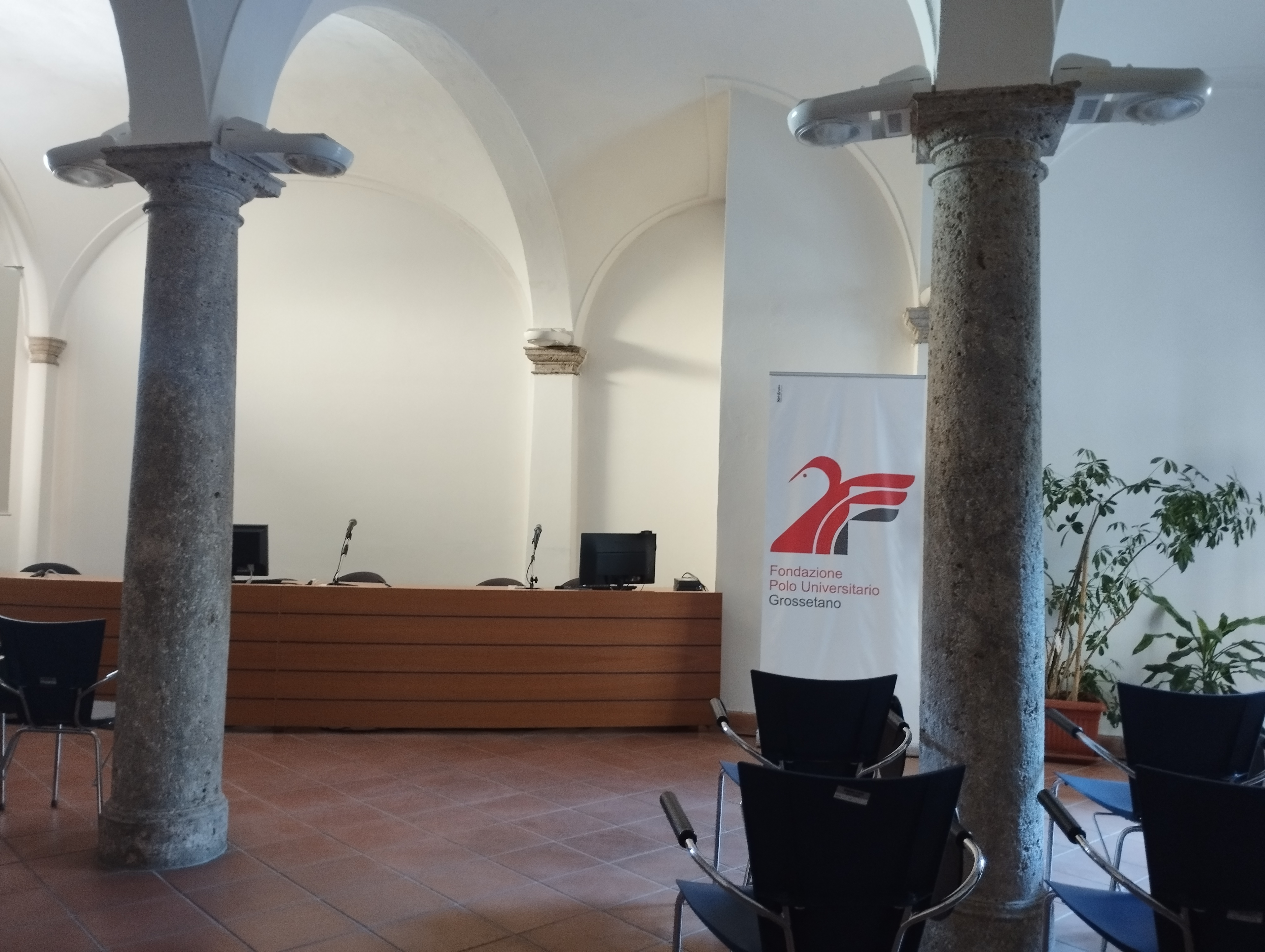
Sala delle colonne, Palazzo del Vecchio Ospedale della Misericordia

Grosseto è divenuta sede universitaria con la fondazione del Polo Universitario Grossetano, avvenuta nel 1998. L'universita è situata presso il palazzo del vecchio ospedale della Misericordia, nel centro storico della città.
Presso l'Ospedale Misericordia ha sede la Scuola di Chirurgia Robotica (Robotic School-Grosseto), istituzione di rilevanza internazionale fondata nel 2004 e gestita dall'Asl Toscana Sud-Est.

#### Musei
Grosseto conta importanti complessi museali, percorsi didattici e aree interessate da visite guidate, tra i più significativi della provincia e della Maremma; fanno parte della vasta rete museale "Musei di Maremma", che gestisce i complessi museali di tutto il territorio grossetano.

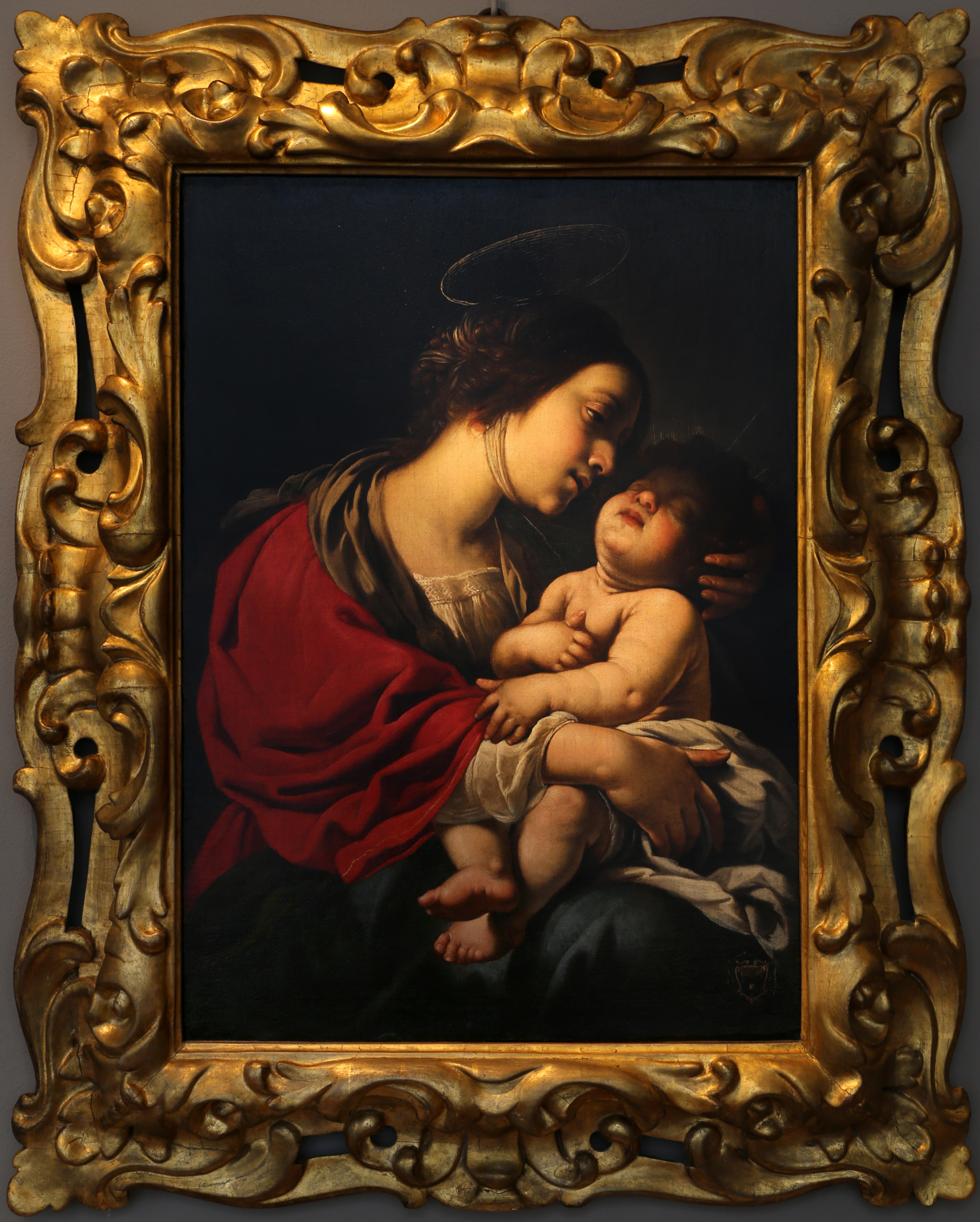
Madonna di Rutilio Manetti con lo stemma del vescovo, Museo Collezione Gianfranco Luzzetti

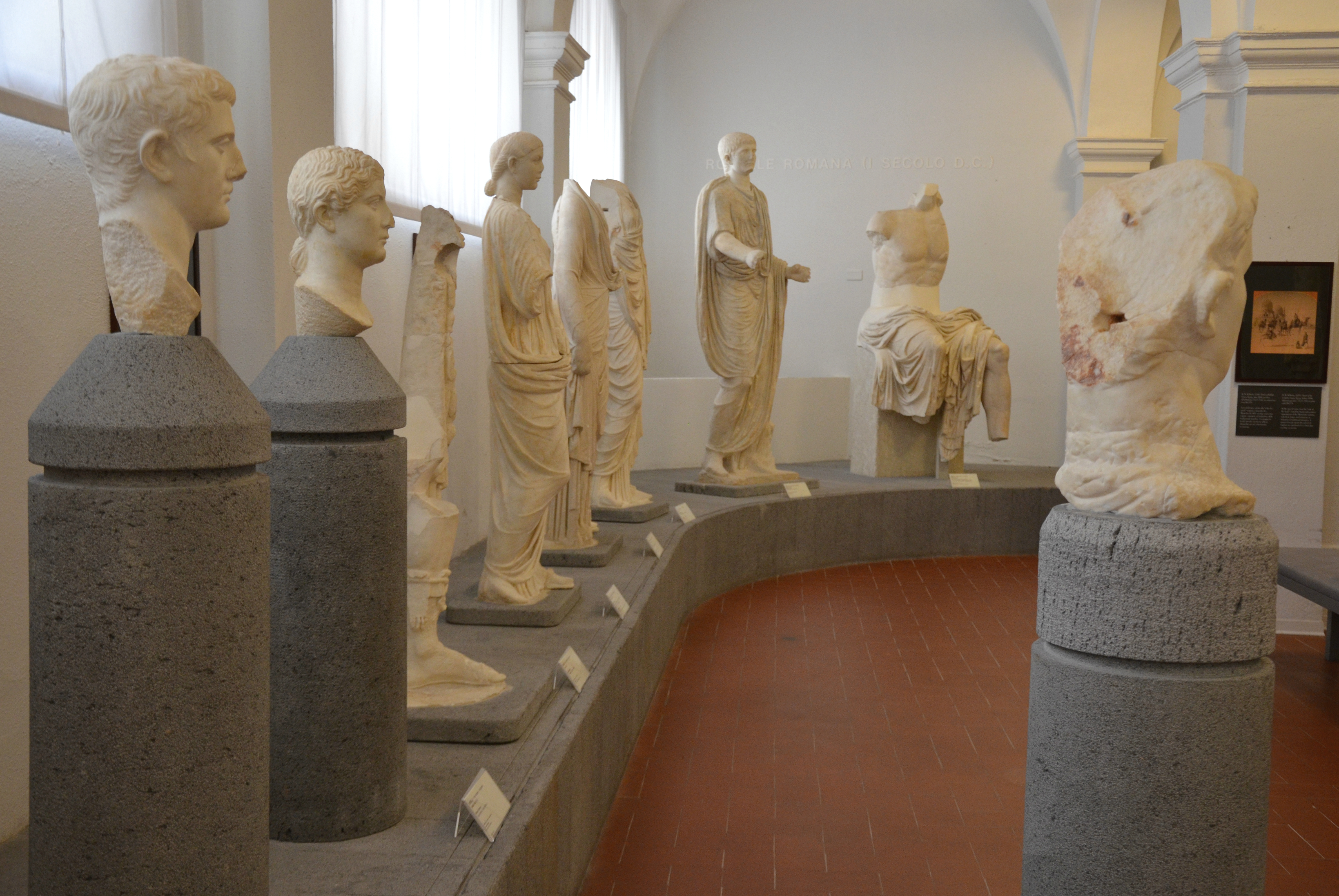
Alcune statue romane ritrovate a Roselle, Museo archeologico e d'arte della Maremma

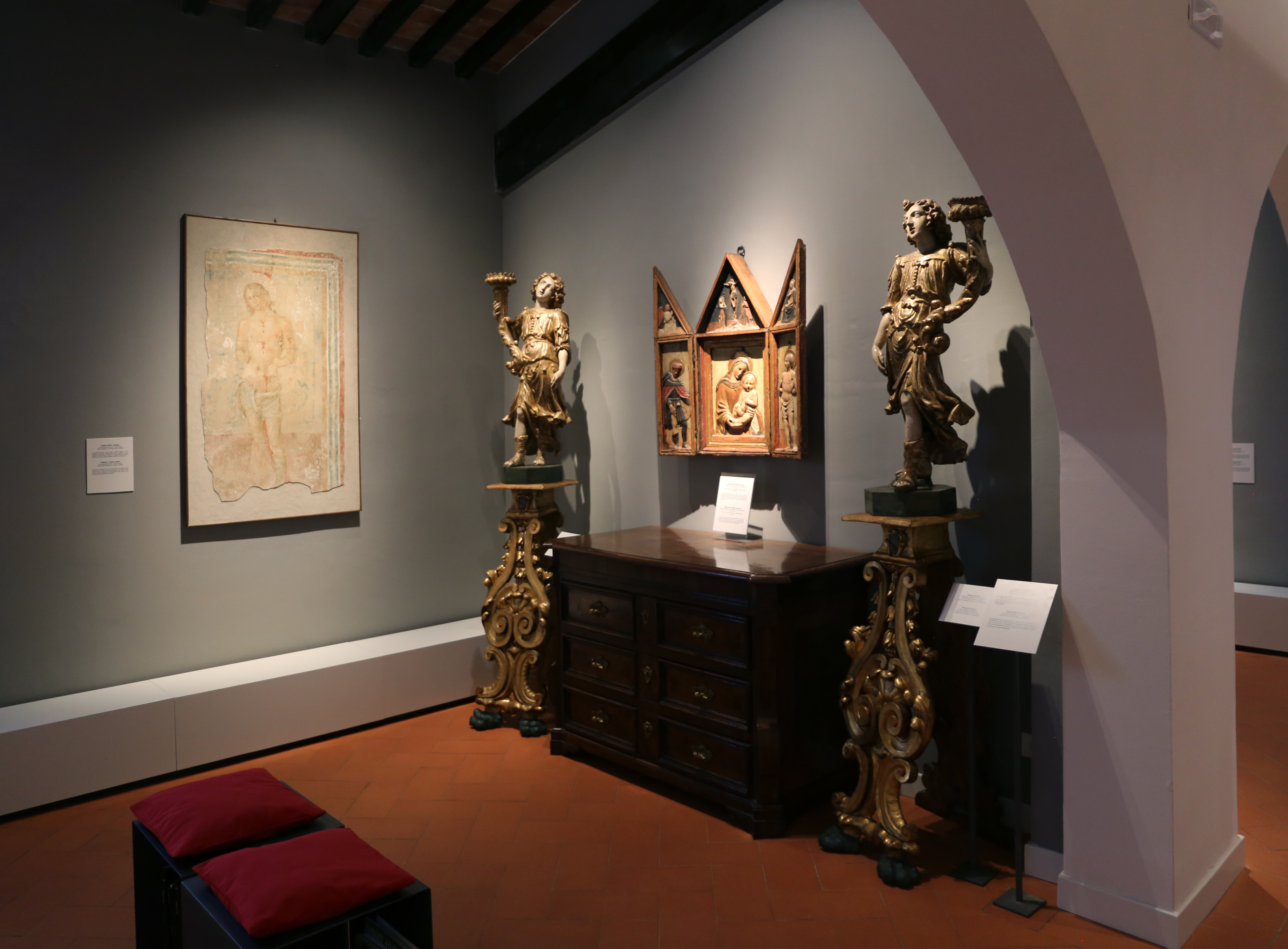
Alcune opere lignee del Museo Collezione Gianfranco Luzzetti

Di seguito sono elencati i musei che hanno sede all'interno della città e del territorio comunale:
- Museo archeologico e d'arte della Maremma, importante museo fondato da Giovanni Chelli, situato nel palazzo del vecchio tribunale, nel centro storico della città
- Museo d'arte sacra della diocesi di Grosseto, situato nel secondo piano del palazzo del vecchio tribunale
- Museo Collezione Gianfranco Luzzetti, presso l'ex Convento delle Clarisse, frutto della donazione di un cospicuo nucleo di opere d'arte da parte dell'antiquario maremmano Gianfranco Luzzetti[109]
- Museo di storia naturale della Maremma, museo fondato nel 2009 situato in Piazza della Palma, nel centro storico della città
- Museolab Città di Grosseto, situato al secondo piano dell’ex Convento delle Clarisse; costituisce con il Museo Collezione Gianfranco Luzzetti il Polo culturale Le Clarisse[110].

Il museo di storia naturale comprende anche la sede distaccata dell'osservatorio comunale di Roselle. Presso la frazione di Montepescali, inoltre, è situato il piccolo museo di storia locale Ildebrando Imberciadori, mentre all'interno della caserma del Savoia Cavalleria è allestito un museo sulla storia del reggimento.

### Media

#### Stampa
A Grosseto hanno sede le redazioni locali dei due maggiori quotidiani regionali: Il Tirreno (via Oberdan) e La Nazione (via Rattazzi). Sono inoltre attive le redazioni territoriali di diversi giornali a diffusione elettronica.
Sempre in città ha inoltre sede la casa editrice Innocenti Editore, fondata nel settembre del 1997 da Mario e Stefano Innocenti.

#### Radio
A Grosseto ha sede la RBC Radio Barbanella City, fondata nel 1978; la sua area di copertura si estende all'intera provincia grossetana e alle zone adiacenti, compresa l'Isola d'Elba.

#### Televisione
A Grosseto ha sede la rete televisiva TV9 Telemaremma, erede della storica emittente Telemaremma, multiplex regionale (UHF 48).
L'emittente maremmana Teletirreno, nata nel 2000, è invece stata chiusa nel 2011 poco prima del bando per le assegnazioni delle frequenze digitali delle televisioni analogiche.

### Teatro

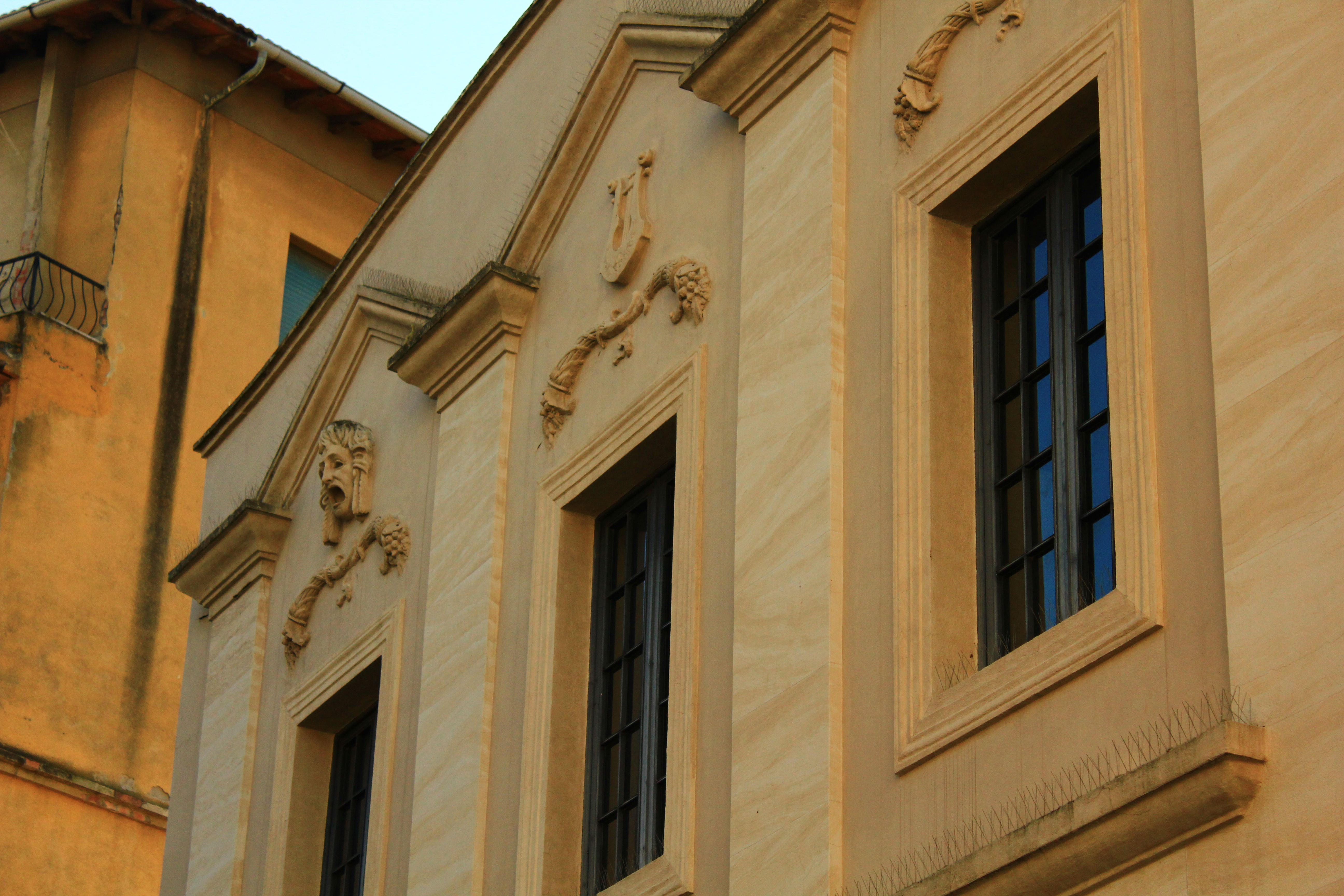
Decorazioni sulla facciata dello storico Teatro degli Industri

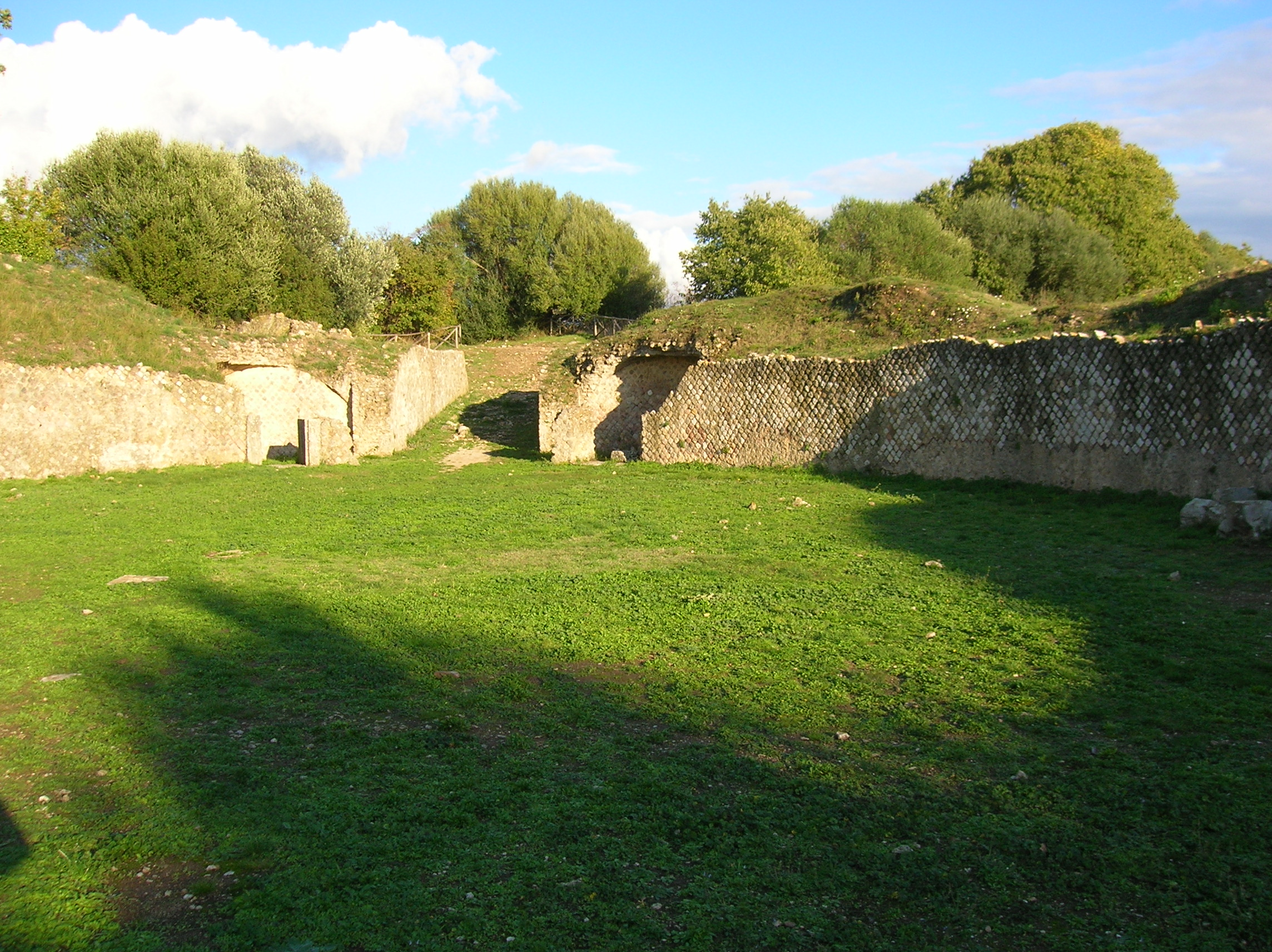
Anfiteatro romano di Roselle

- Teatro degli Industri, antica istituzione teatrale della città e dell'intera provincia, ospita eventi musicali e numerosi spettacoli di prosa. Viene sfruttato eccezionalmente come auditorium per ospitare conferenze tenute da relatori di grande prestigio culturale
- Teatro Moderno, maggiore teatro della città, è stato inaugurato nel 1966 e ospita la stagione teatrale comunale, eventi e concerti
- Anfiteatro Romano, situato in una zona elevata dell'area archeologica di Roselle; lo storico anfiteatro all'aperto è sede di spettacoli di lirica e di prosa durante la stagione estiva, grazie all'ottima acustica mantenuta nei secoli
- Parco di Pietra, situato in una ex cava nella campagna presso la frazione di Roselle, sede di concerti musicali di artisti locali ed emergenti.

### Cinema
- Barabba (1961)
- Il sorpasso (1962)
- La famiglia Benvenuti, serie TV (1968): Marina di Grosseto
- Operazione ladro, stagione 3, episodio 2 Who'll Bid Two Million Dollars? (1969)
- Un posto ideale per uccidere (1971)
- La cicala (1980)
- Non ci resta che piangere (1984): Marina di Alberese e Cala di Forno
- È arrivato mio fratello (1985): Parco naturale della Maremma
- Speriamo che sia femmina (1985)
- Domani accadrà (1988): Alberese e Parco naturale della Maremma
- Al lupo al lupo (1992): Parco naturale della Maremma
- Bonus Malus (1993)
- Si ruba con gli occhi (1995): Parco naturale della Maremma
- Tiburzi (1996)
- Artemisia. Passione estrema (1997): Parco naturale della Maremma
- Viola bacia tutti (1997): Batignano
- Kidnapping - La sfida, film TV (1997)
- Pinocchio (2002): Marina di Alberese e Parco naturale della Maremma
- Dalla finestra aperta (2007)
- Don Zeno - L'uomo di Nomadelfia, miniserie TV (2008): Nomadelfia
- Manuale d'amore 3 (2011): Grosseto (Villa Pizzetti), Acquisti
- Questo mondo è per te (2011)
- Giochi d'estate (2011): Marina di Grosseto, Gorarella
- Come il vento (2013)
- Margini (2022)

### Cucina
Di seguito sono elencati alcuni piatti della cucina tradizionale grossetana e maremmana:
- Acquacotta
- Biscotti salati all'anice
- Buglione
- Carne maremmana
- Cinghiale alla maremmana[112]
- Schiaccia alla pala e schiaccia con cipolle e acciughe sotto sale[113]
- Tortelli maremmani.

### Eventi
- Cava Festival, evento musicale al Parco di Pietra di Roselle[114]
- Festambiente, manifestazione nazionale nata nel 1989 e ospitata nel mese di agosto presso il centro nazionale per lo sviluppo sostenibile di Legambiente "Il Girasole", nella frazione  di Rispescia: durante la manifestazione vengono proposti incontri, dibattiti, concerti e spettacoli volti alla sensibilizzazione del pubblico su temi come la sana alimentazione, la salvaguardia del patrimonio ambientale e culturale italiani e la tutela delle tradizioni e culture locali[115]
- Fiera del Madonnino,  inaugurata nel 1979 presso l'omonima località, all'interno del Centro Fiere di Grosseto. Si tratta del più grande evento fieristico all'aperto in Italia e si estende su una superficie di circa 250000 m². La fiera, che include anche le manifestazioni Game Fair Italia e Toscoleum, è interamente basata sul settore primario (agricoltura, allevamento, caccia, pesca e macchinari agricoli) e registra ogni anno oltre 40000 presenze[116][117][118][119]
- Maremma Archeofilm festival[120][121]
- Margini Fest, festival musicale ispirato a Margini, film ambientato nelle periferie della città. La prima edizione si è svolta in occasione dell'uscita del film nelle sale, l'8 settembre 2022 presso il parco Schuster di Roma, a cui hanno preso parte i Pegs, insieme ai Klaxon, Gli Ultimi, No More Lies e Iena. Altri Margini Fest si sono poi tenuti a Milano e Genova, con i Pegs affiancati da vari gruppi musicali della scena hardcore italiana. A Grosseto l'evento si svolge presso il Vallo degli Arceri, sotto le mura medicee[122][123]
- Premio internazionale pianistico Scriabin, evento musicale intitolato al celebre pianista russo Alexander Scriabin, che dal 1999 si svolge annualmente al Teatro degli Industri, al quale partecipano pianisti provenienti da oltre 29 paesi diversi[124].

## Geografia antropica

### Urbanistica
Il centro storico di Grosseto è completamente racchiuso entro una cinta muraria fortificata a forma esagonale che, a livello urbanistico, lo isola quasi completamente rispetto al resto della città, fatta eccezione per l'area di Porta Nuova dove nel corso dei secoli fu demolita la porta cittadina, riempito il terrapieno del fossato e abbattuto un piccolo tratto di cortina muraria. L'area delimitata dalle mura, avente un'estensione di 149 955 mq, è interamente pedonalizzata. L'area urbana della città ha conosciuto un'espansione solamente alla fine del XIX secolo, con i primi sobborghi di Portavecchia e Portanuova, nuclei abitativi in senso centrifugo, e una prima pianificazione con il piano regolatore generale di Corrado Andreini del 1912. Nella seconda metà del Novecento, soprattutto a seguito del piano regolatore di Luigi Piccinato del 1971, si deve la conformazione urbana costituita dall'area centrale delimitata dalla ferrovia, dal canale diversivo e dell'argine dell'Ombrone, e i tre grandi quartieri di Barbanella (nord-ovest), Gorarella (sud-ovest) e Sugherella (nord-est). Nonostante l'espansione, il contesto urbano è inquadrabile all'interno di una più vasta area rurale che include le varie località e frazioni, le quali hanno mantenuto caratteri territoriali e urbanistici ben distinti tra loro e rispetto al centro cittadino.

#### Parchi urbani
Grosseto è considerata una città molto verde per la presenza di aree attrezzate e parchi in ogni luogo della città.
I grandi parchi urbani a Grosseto sono due:
- Il parco di viale Giotto, situato nel quartiere Gorarella, è grande 6,4 ettari e ospita, oltre a 650 piante e arbusti, anche il Massimo Falsetti Cricket Field, uno skatepark, il velodromo "Guido Montanelli" da 3,5 km, una palestra per arrampicata, e un laghetto abitato da germani reali. L'ampio parco urbano è stato progettato dall'ingegnere Francesco Serena ed inaugurato l'8 maggio 1999.[127]
- Il parco urbano del fiume Ombrone "Silvano Signori"[128], conosciuto anche come parco Ombrone o parco di via Leoncavallo, situato all'Alberino, è stato inaugurato il 7 luglio 2007; è vasto 10 ettari e ospita 750 piante e arbusti, oltre che una pista di pattinaggio, una piazza, percorsi ciclabili di 2 km e due laghetti naturali.[129][130]

Le aree attrezzate per i bambini sono invece trentasette, sparse in tutti i quartieri della città e nelle frazioni. Fra queste spicca il parco giochi "Renato Pollini", situato in viale Leonardo Ximenes lungo il perimetro esterno delle mura di Porta Corsica, progettato e realizzato durante l'amministrazione diretta dal sindaco Renato Pollini alla fine degli anni 1950 e a lui intitolato il 2 ottobre 2010.

### Suddivisioni amministrative
Il comune di Grosseto è stato suddiviso dal 1976 al 2011 in otto circoscrizioni amministrative di decentramento comunale.
- Circoscrizione 1 Barbanella
- Circoscrizione 2 Centro
- Circoscrizione 3 Gorarella
- Circoscrizione 4 Pace
- Circoscrizione 5 Alberese-Rispescia
- Circoscrizione 6 Marina
- Circoscrizione 7 Braccagni-Montepescali
- Circoscrizione 8 Istia-Batignano-Roselle

La legge finanziaria 42/2010 ha disposto l'abolizione delle circoscrizioni amministrative nei comuni con un numero di residenti inferiore a 250 000.

### Frazioni
- Alberese, situato nel Parco naturale della Maremma, è un borgo sorto nella prima metà del XX secolo ai piedi della collina sulla quale è presente sin dal XVI secolo l'imponente villa granducale. Vi si trova il centro visite del parco.
- Batignano, sorto come antico castello su una collina a nord-est del territorio comunale, ha antiche origini, ma si sviluppò in epoca medioevale, controllando lo sbocco della via verso Siena sulla piana grossetana e alcune miniere di piombo e di argento. Fu feudo degli Aldobrandeschi e appartenne nel 1213 a Manto da Grosseto. Passò poi nel XIV secolo sotto il dominio di Siena, ospitando numerosi immigranti dalla Corsica. Nel 1738 fu riunito al comune di Grosseto.
- Braccagni, frazione popolosa posta ai pedi della collina di Montepescali, lungo la ferrovia Tirrenica. Nelle vicinanze si tiene annualmente la Fiera del Madonnino, expo del comune di Grosseto.
- Istia d'Ombrone, sorto come insediamento fortificato sul fiume Ombrone, fu possesso dall'862 dei vescovi di Roselle, che vi ebbero diritti feudali con il titolo di conti e vi stabilirono una residenza. Passata in seguito alla famiglia Aldobrandeschi e nel corso del XIV secolo sotto il controllo dei Senesi, nel secolo successivo apparteneva alla famiglia Piccolomini. Il centro storico conserva monumenti di origini medievali.
- Marina di Grosseto, frazione balneare del comune di Grosseto, è nata nel 1793 con il completamento della torre voluta da Ferdinando III di Toscana. Nota precedentemente con il nome di San Rocco, villaggio di pescatori con i suoi capanni di falasco e con qualche casetta in muratura e le caratteristiche baracche, si è trasformata nell'attuale località dove ville, moderni palazzi, ristoranti, banche, hanno creato una dimensione oramai cittadina.
- Montepescali, situato sulla cima di un colle nella parte settentrionale del territorio comunale, è nota con il soprannome di "balcone della Maremma". Sorto in epoca altomedievale, fu feudo degli Aldobrandeschi e passò quindi sotto il dominio di Siena, pur ottenendo statuto autonomo nella prima metà del XV secolo. Entrato a far parte del Granducato di Toscana, nel 1627 fu concesso in feudo ai conti d'Elci e da questi passò poi ai Tolomei, ai Guadagni ed infine ai Federighi. Il centro storico conserva dei monumenti.
- Principina a Mare, località balneare immersa nella pineta del Tombolo, è stata realizzata a partire dagli anni sessanta del XX secolo ed è meta turistica.
- Principina Terra, moderno abitato sviluppatosi durante il XX secolo presso la storica fattoria di Principina, che ha conferito la denominazione anche al vicino complesso alberghiero. Oltre alla fattoria, sono da segnalare la cappella gentilizia e la moderna chiesa di San Carlo Borromeo, costruita nel 2009.
- Rispescia, località situata a circa 10 km a sud di Grosseto, alle porte del Parco naturale della Maremma, si è sviluppato a partire dagli anni cinquanta del XX secolo come villaggio del bracciante, per volere dell'Ente Maremma. Alla periferia orientale della frazione si trova il centro di educazione ambientale di Legambiente che, nel mese di agosto, ospita la rassegna di Festambiente.
- Roselle, popolosa frazione poco a nord dell'area urbana della città, si è sviluppata a partire dalla metà del XIX secolo alle pendici della collina dove si trovano i resti dell'antica città etrusco-romana. Nel 1824 Leopoldo II vi inaugurò le terme, per l'appunto definite leopoldine, mentre nel 1938 fu realizzata una grande chiesa parrocchiale e la località venne eretta a frazione.
- Nomadelfia, sorta nel dopoguerra tra le frazioni di Roselle e Batignano, per ospitare l'omonima comunità religiosa fondata da Zeno Saltini. L'intera frazione ospita i terreni e i fabbricati abitativi, educativi e religiosi, utilizzati dalle famiglie della comunità, che vi risiedono in pianta stabile. Dalla superstrada Grosseto-Siena è ben visibile sul lato settentrionale la grande croce collocata nel cuore di Nomadelfia.

#### Altre località del territorio
Oltre alle principali frazioni del comune, sono da ricordare le località che compongono la periferia di Grosseto, che si sono sviluppate soprattutto nelle vicinanze di strade provinciali: Acquisti, Barbaruta, Bottegone, Casalecci, Casotto dei Pescatori, Cernaia, Grancia, Il Cristo, Il Terzo, Madonnino, Marrucheto, Ottava Zona, Posto Raccolta Quadrupedi, Pianetto, Poggetti Nuovi, Poggiale, Pollino, Querciolo, Rugginosa, Rugginosa Nuova, San Lorenzo, Spergolaia, Squadre Basse, Squartapaglia, Trappola, Vallerotana, Versegge.
Mentre alcune fanno parte della vasta area rurale, molte di esse sono in via di internazione all'area urbana a causa dello spopolamento del centro storico e della conseguente espansione periferica.

## Economia

### Turismo
L'economia è essenzialmente basata sul settore terziario: è infatti presente una grande attività turistica che si sviluppa principalmente sulla costa, che attira turisti sia a livello nazionale che internazionale. Il turismo balneare, sorto a partire dal XX secolo, ha contribuito significativamente allo sviluppo dei centri di Marina di Grosseto e Principina a Mare, particolarmente vivaci nella stagione estiva. Il turismo culturale  si sviluppa nel centro storico, nel sito archeologico di Roselle e nel parco regionale della Maremma.
Grosseto risulta essere il comune con il più alto numero di agriturismi in Italia, nel quale si registrano più di 239 attività, nonché l'unico in cui sono censite più di 200 strutture.
Nel 2023 il comune di Grosseto si è aggiudicato a Bruxelles il riconoscimento "European green pioneer of tourism 2024", premio assegnato dalla Commissione Europea per promuovere un turismo intelligente e sostenibile. Si tratta della prima premiazione a livello italiano.

### Settore primario
Il settore primario si basa sull'agricoltura che non presenta caratteri moderni. Le colture maggiormente presenti sono cereali, girasoli, ortaggi, ulivi e viti, con la produzione di alcuni vini come Monteregio di Massa Marittima, Montecucco, Sangiovese di Maremma e Morellino di Scansano. Nel comune si produce la carne maremmana, che si ottiene dai bovini di razza autoctona allevati allo stato brado dai tradizionali butteri nelle estese praterie attorno alla città.
Nel 2023 la Regione Toscana ha riconosciuto il Distretto Biologico della Maremma Toscana. Il biodistretto, che risulta essere tra i più grandi in Europa, è composto da sette comuni: Capalbio, Castiglione della Pescaia, Magliano in Toscana, Manciano, Orbetello, Scansano e Grosseto, nel quale è presente la sede legale.

### Industria
La città è sede di noti marchi di abbigliamento e di una catena di profumerie diffusa in tutta Italia. Vi è anche uno stabilimento dell'industria di materie plastiche. Da più di vent'anni vi è anche un'azienda specializzata nella fabbricazione di prodotti in vetroresina, tra i quali anche i caschi da moto e da auto. Sono presenti anche aziende di produzione di windsurf e kitesurf, con una specifica linea di abbigliamento sportivo.
Attivo anche il settore della fornitura di materiale idraulico.

#### Aree artigianali
Nel 2010 il comune di Grosseto ha denominato e classificato le zone artigianali presenti nel territorio comunale, riorganizzandole, favorendone l'individuazione anche grazie all'incremento della cartellonistica stradale. La zona artigianale Europa, presente in città già dagli anni cinquanta, non è stata confermata ed è l'unica delle precedenti aree a non essere stata classificata: questo perché negli ultimi anni l'area è stata lentamente trasformata in una zona residenziale e sono poche le attività artigianali rimaste.
Nel comune al momento sono individuate otto aree artigianali:
- Area artigianale Aurelia, situata lungo la via Aurelia nord, all'interno della grande zona industriale della Rugginosa.
- Area artigianale Casalone, situata a sud nei pressi dell'ippodromo del Casalone.
- Area artigianale Marina, situata nelle vicinanze della costa, presso la frazione balneare di Marina di Grosseto.
- Area artigianale Orcagna, si sviluppa lungo via Orcagna, alla periferia ovest tra i quartieri di Gorarella e Barbanella.
- Area artigianale Poggetti Nuovi, situata lungo la via Aurelia nord, appena fuori dal limite urbano cittadino.
- Area artigianale Scansanese, si sviluppa lungo via Scansanese, alla periferia est tra il cimitero di Sterpeto e i quartieri Alberino e San Martino.
- Area artigianale Senese, si sviluppa lungo la via Senese, presso la tenuta del Poggione, in direzione di Roselle.
- Area artigianale Stati e Nazioni, precedentemente nota col nome di Poponaio, situata a nord tra il canale diversivo e la ferrovia.

## Infrastrutture e trasporti

### Strade

La strada europea Grosseto-Fano

La città è collegata a Roma attraverso la via Aurelia, a Livorno tramite la S.G.C. Variante Aurelia Grosseto-Rosignano Marittimo-Livorno che si ricongiunge all'autostrada A12 per i collegamenti con l'Italia nord-occidentale e a Siena mediante la strada statale 223 di Paganico che si ricongiunge al raccordo autostradale Siena-Firenze per i collegamenti con l'Italia settentrionale e costituisce il primo tratto della E78 Strada dei Due Mari Grosseto-Fano per i collegamenti con l'Italia nord-orientale e il versante adriatico. Altra via di comunicazione è l'ex strada statale 73 Senese Aretina.

### Ferrovie

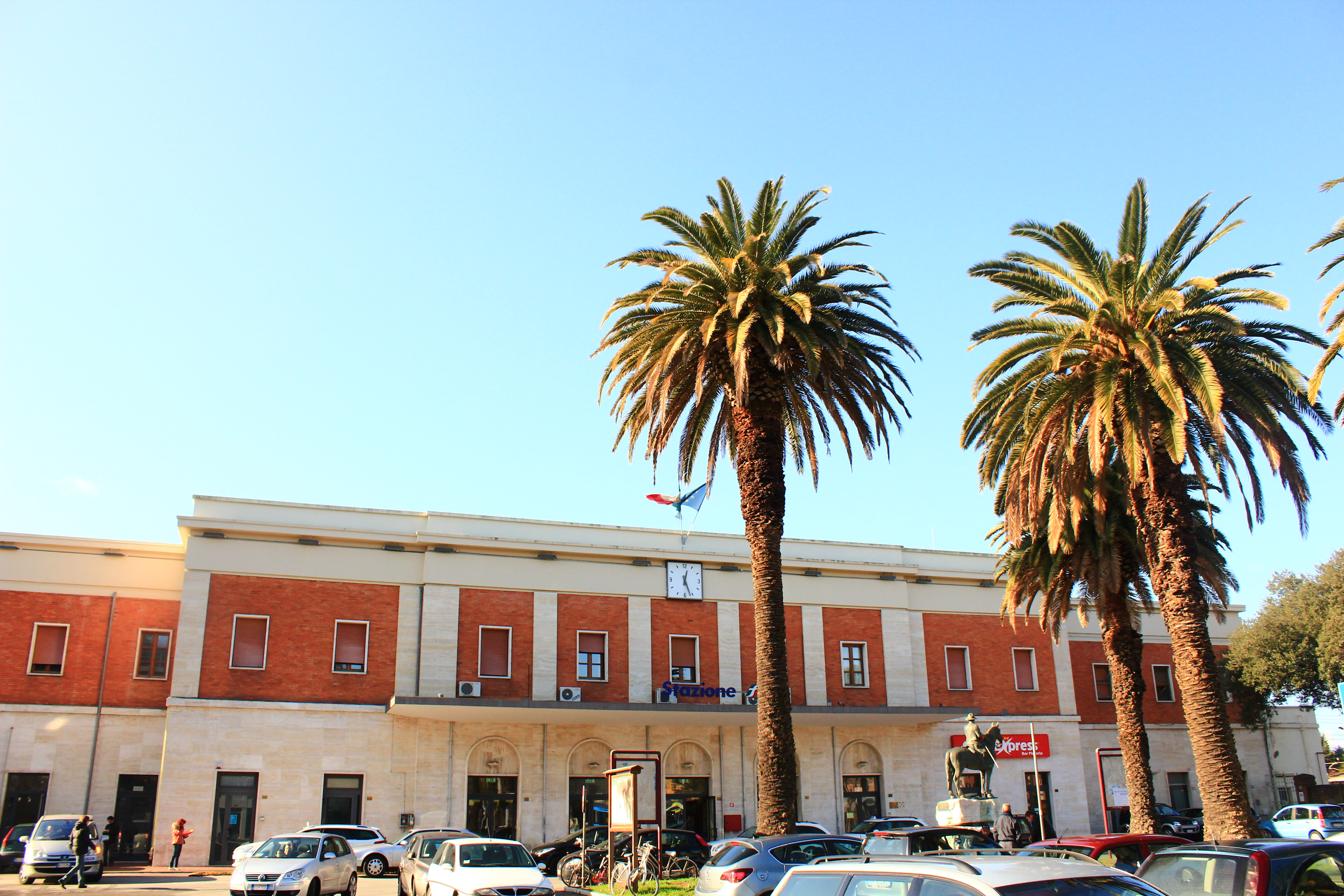
La stazione di Grosseto

La stazione di Grosseto è situata lungo la ferrovia Tirrenica e funge anche da capolinea della ferrovia Grosseto-Siena. Aperta il 15 luglio 1864, venne ricostruita in seguito ai bombardamenti sulla città del 1943. Presso il capoluogo maremmano giungevano in passato anche due linee ferroviarie minerarie dismesse, la ferrovia Cana-Arcille-Grosseto e la preesistente ferrovia Cana-Arcille-Rispescia.
Nel comune sono inoltre presenti le stazioni di Montepescali, Alberese (servite da treni regionali svolti da Trenitalia nell'ambito del contratto di servizio con la Regione Toscana) e quella dismessa della frazione di Rispescia.

### Porti

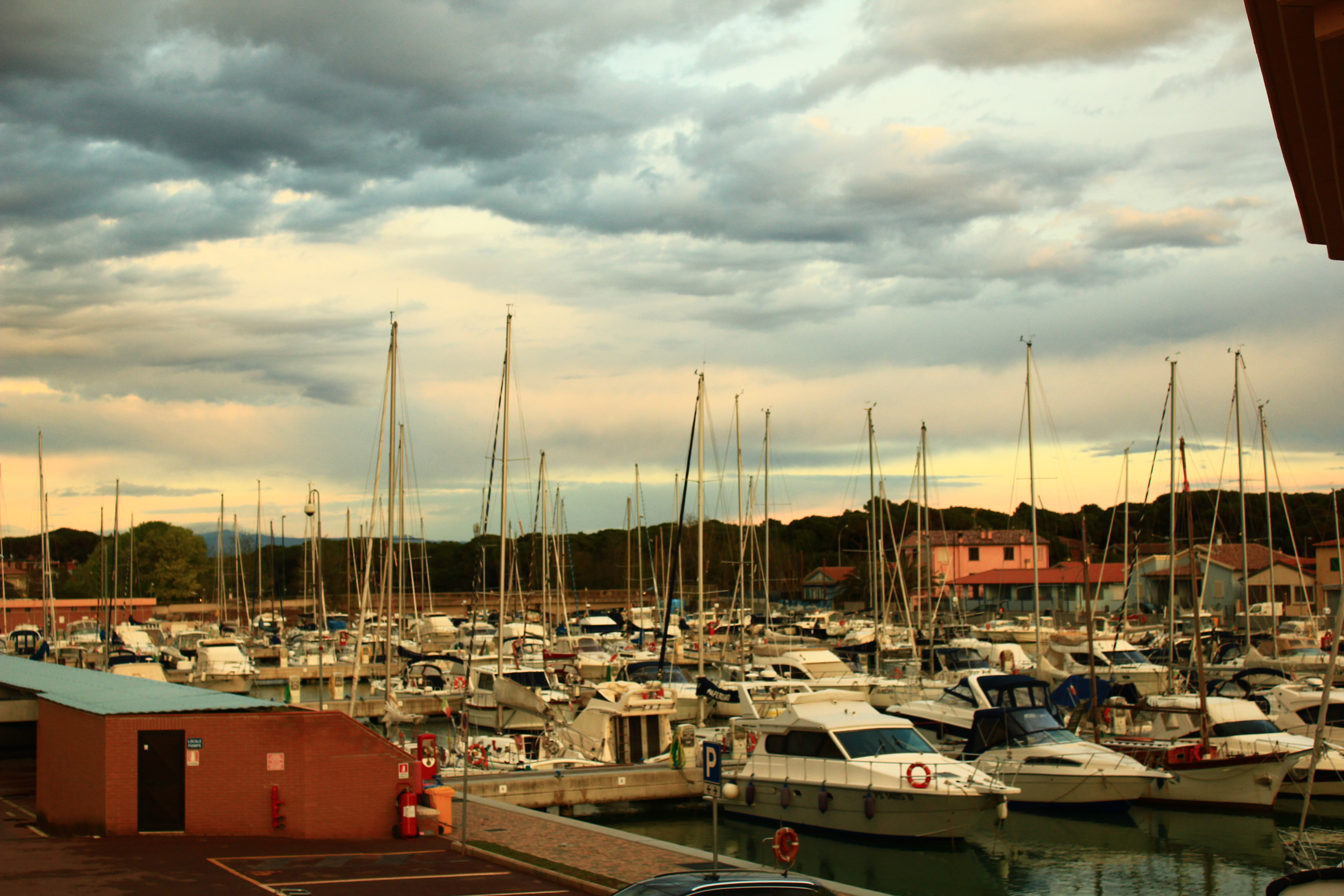
Il porto di Marina di Grosseto

Nella frazione balneare di Marina di Grosseto è situato l'omonimo porto, inaugurato nel 2004 alla foce del canale di San Rocco, da cui prende il nome.

### Aeroporti
Grosseto e la Maremma sono servite dall'Aeroporto Corrado Baccarini. Della sezione civile si servono voli civili e privati, principalmente durante la stagione turistica. A livello militare si tratta di uno degli aeroporti più importanti d'Italia, dove ha sede il 4º Stormo e la stazione meteorologica di Grosseto Aeroporto. È situato nella periferia ovest della città.

### Piste ciclabili
Dagli anni 1990 in poi, sono state realizzate alcune piste ciclabili, per consentire i collegamenti suburbani ed extraurbani tra la città, alcune frazioni e il mare. I chilometri riservati alle biciclette sono in continua crescita, tanto che Grosseto nel 2010 risultava essere la prima città in Toscana (diciottesima in Italia) per i percorsi riservati ai ciclisti, con 15,39 metri ogni 100 abitanti. All'interno del comune di Grosseto si registrano 48 km al 2014.. Con i lavori del 2020, la Pista ciclabile Grosseto est da Roselle ha raggiunto i suoi scavi.
Di seguito, è riportato l'elenco delle piste ciclabili che attraversano il territorio comunale di Grosseto.
- Pista ciclabile Grosseto est: ciclopedonale urbana asfaltata.
- Pista ciclabile Grosseto-Marina di Grosseto: ciclabile suburbana asfaltata.
- Pista ciclabile Marina di Grosseto-Castiglione della Pescaia: ciclopedonale extraurbana asfaltata.
- Pista ciclabile Marina di Grosseto-Principina a Mare: ciclopedonale suburbana asfaltata.
- Pista ciclabile Alberese-Marina di Alberese-Bocca d'Ombrone: ciclabile e ciclopedonale asfaltata nel Parco naturale della Maremma.
- Pista ciclabile Grosseto-Ponte Tura: ciclopedonale su ghiaia lungo il fiume Ombrone.

Oltre a queste piste ciclabili maggiori, in città esistono anche la pista ciclabile di viale Giulio Cesare, che collega il quartiere Gorarella con quello di Barbanella, quella di via della Pace, e quella di via Quarzo nella zona Verde Maremma. Tra il 2007 e il 2008 è stato realizzato un percorso ciclabile nell'area del Parco naturale della Maremma, in seguito ampliato fino a Talamone.

### Mobilità urbana
I trasporti pubblici urbani e suburbani nel territorio comunale erano gestiti fino al 2010 dalla società RAMA (Rete Automobilistica Maremmana Amiatina), unitasi in seguito con le ditte di Siena ed Arezzo in Tiemme. Dal 2021 i servizi sono svolti a livello regionale da Autolinee Toscane.

## Amministrazione

### Gemellaggi
- Birchircara[144]
- Cottbus[145]
- Dimitrovgrad[146]
- Şımkent[senza fonte]
- Kashiwara[147]
- Montreuil[senza fonte]
- Narbona[148]
- Saintes-Maries-de-la-Mer[senza fonte]

Nel 2023, inoltre, è stato stipulato un patto d'amicizia tra il comune di Grosseto e il comune di Ortignano Raggiolo.

## Sport
Ha sede a Grosseto l'Unione Sportiva Grosseto 1912, che disputa le partite in casa presso lo Stadio Olimpico Carlo Zecchini. Ha partecipato al primo campionato di Serie B nel 2007-2008.
Il baseball è rappresentato da squadre come il Grosseto Baseball, ex Bbc Grosseto (quattro volte campione d'Italia e vincitore di una Coppa dei Campioni e di una Coppa CEB, oltre a due Coppe Italia) e dal Bsc Grosseto 1952. Militano attualmente entrambe nella massima serie nazionale, la Serie A.
Rivestono una certa importanza anche il cricket con il Maremma Cricket Club (dove in ventidue anni di storia è riuscito a vincere una Coppa Italia), il football americano con i Condor Grosseto (che hanno partecipato ai campionati di Serie B negli anni ottanta) e l'hockey su pista con il Circolo Pattinatori Grosseto, fondato nel 1951 (che ha militato in serie A per sei campionati tra il 1971 e il 1978 e poi nuovamente in Serie A1 dalla stagione 2020-2021). Per quanto riguarda l'atletica leggera, lo Stadio Carlo Zecchini ha ospitato i Campionati europei juniores nel 2001 e nel 2017 e i Campionati mondiali juniores 2004. Nell'estate 2010 è stato sede dei Campionati italiani assoluti di atletica leggera. Nel 2006 la città è stata anche la sede dei Campionati mondiali militari di scherma. Nel luglio 2013 la città ha ospitato, presso la frazione balneare di Marina di Grosseto, i campionati mondiali di vela Formula 18.
Anche l'ippica rivesteva una notevole importanza fino al 2018 quando l'impianto sportivo in cui si svolgevano le varie gare di equitazione, ovvero l'ippodromo del Casalone, chiuse. Altri sport molto seguiti sono il basket, con il Grosseto Basket che milita in Serie C, la boxe, il calcio a 5, con l'Atlante Grosseto che milita in Serie A2 e la pallavolo con l'Invicta Volley. Per quanto riguarda il Nuoto in Acque Libere, tale attività sportiva viene svolta, a livello amatoriale master, dalla Sportiva Nuoto Grosseto. La Sportiva Nuoto Grosseto ha conquistato 6 titoli italiani a squadre Master FIN.
Grosseto è stata numerose volte sia sosta che punto di arrivo della gara ciclistica Giro d'Italia, l'ultima nel 2019.

### Impianti sportivi

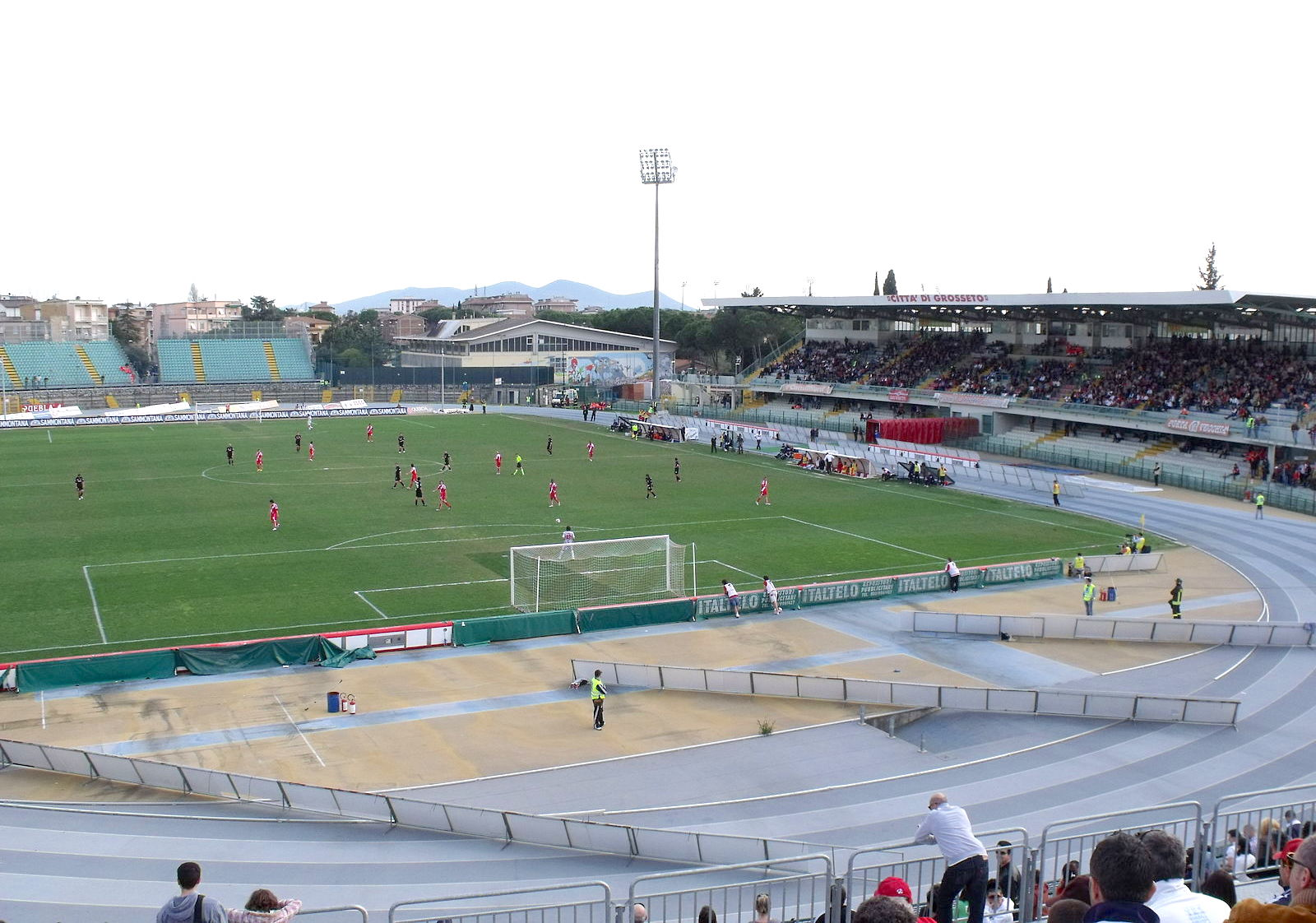
Lo stadio olimpico Carlo Zecchini

Grosseto ospita numerosi impianti sportivi. Tra i più rilevanti si ricordano lo Stadio Olimpico Carlo Zecchini, lo Stadio Roberto Jannella, il Velodromo Guido Montanelli, il centro sportivo di Roselle e l'Ippodromo del Casalone. La città vanta inoltre di piscine, campi da tennis, un campo da hockey, uno da cricket e uno da pattinaggio, palazzetti dello sport e un cospicuo numero di impianti calcistici e palestre sparsi per i quartieri.